# Kid Camaya
Elizalde "Kid" Camaya (25 de octubre de 1983, Pampanga), popularmente conocido como Kid Camaya. Es un cantante filipino, conocido como uno de los finalistas de la Pinoy Idol donde alcanzó el cuarto lugar.

## Biografía
Se graduó en la universidad de magna cum laude. Después de su graduación se unió al "Ayala Young Leaders Congress" (un grupo de los mejores estudiantes de diferentes universidades del país), fue contratado, cuando el contaba unos 20 años de edad, como Asistente de Gerente de la Sucursal Banco de las Islas Filipinas. Su pasión por el canto, el reapareció sin embargo, en que lo impulsaron a dejar su trabajo prometedor como banquero, y seguir una carrera en el canto.

## Carrera
Kid Camaya, se presentó por primera vez como finalista en la rede televisiva de GMA, Pinoy Idol 2008, donde se predijo para ganar el título, sin embargo, debido al sistema de puntuación que se basaba exclusivamente en los votos de texto, fue expulsado de la competición durante una semana antes de la final enfrentamiento. Ha estado promoviendo una serie de olas en varios bares en la zona metropolitana de Manila, con su propia banda, los "Soulfools". El 10 de febrero de 2009, tuvo su primer concierto importante, un programa de éxito de recaudación de fondos celebrado en el Museo de la Música de la UST Departamento de Pediatría "Alay sa Fundación Bata, que patrocina a los pacientes indigentes ingresados del Hospital Clínico de la División de UST.
Junto con su banda "SOULFOOLS", Kid Camaya había realizado algunos conciertos regulares en Bagaberde en Pasig, Bar Quattro en Timog Avenue, Moomba en Roces Ave., Technowave Tomás Morato, y en el Watering Hole Shangri La Edsa.

## Actuación en el Pinoy Idol
Kid Camaya audicionó en el SM Mall of Asia en Pasay. Él fue elegido para estar en el Top 24 y por lo tanto, lo que lo convierte al Top 12, donde realizó las siguientes canciones de acuerdo con el tema de la semana.
| Semana        | Semana        | Semana        | Semana        | Semana        | Semana        | Semana        | Semana        | Semana        | Semana        | Semana        | Semana        | Semana        | Semana        | Semana        | Semana        | Semana        | Semana        | Semana        | Semana        | Semana        | Semana        | Semana        | Semana        | Semana        | Semana        | Semana        | Semana        | Semana        | Semana        | Semana        | Semana        | Semana        | Semana        | Semana        | Semana        | Semana        | Semana        | Semana        | Semana        | Semana        | Semana        | Semana        | Semana        | Semana        | Semana        | Semana        | Semana        | Semana        | Semana        | Semana        | Semana        | Semana        | Semana        | Semana        | Semana        | Semana        | Semana        | Semana        | Semana        | Semana        | Semana        | Semana        | Semana        | Semana        | Semana        | Semana        | Semana        | Semana        | Semana        | Semana        | Semana        | Semana        | Semana        | Semana        | Semana        | Semana        | Semana        | Semana        | Semana        | Semana        | Semana        | Semana        | Semana        | Semana        | Semana        | Semana        | Semana        | Semana        | Semana        | Semana        | Semana        | Semana        | Semana        | Semana        | Semana        | Semana        | Semana        | Semana        | Semana        | Tema                                            | Tema                                            | Tema                                            | Tema                                            | Tema                                            | Tema                                            | Tema                                            | Tema                                            | Tema                                            | Tema                                            | Tema                                            | Tema                                            | Tema                                            | Tema                                            | Tema                                            | Tema                                            | Tema                                            | Tema                                            | Tema                                            | Tema                                            | Tema                                            | Tema                                            | Tema                                            | Tema                                            | Tema                                            | Tema                                            | Tema                                            | Tema                                            | Tema                                            | Tema                                            | Tema                                            | Tema                                            | Tema                                            | Tema                                            | Tema                                            | Tema                                            | Tema                                            | Tema                                            | Tema                                            | Tema                                            | Tema                                            | Tema                                            | Tema                                            | Tema                                            | Tema                                            | Tema                                            | Tema                                            | Tema                                            | Tema                                            | Tema                                            | Tema                                            | Tema                                            | Tema                                            | Tema                                            | Tema                                            | Tema                                            | Tema                                            | Tema                                            | Tema                                            | Tema                                            | Tema                                            | Tema                                            | Tema                                            | Tema                                            | Tema                                            | Tema                                            | Tema                                            | Tema                                            | Tema                                            | Tema                                            | Tema                                            | Tema                                            | Tema                                            | Tema                                            | Tema                                            | Tema                                            | Tema                                            | Tema                                            | Tema                                            | Tema                                            | Tema                                            | Tema                                            | Tema                                            | Tema                                            | Tema                                            | Tema                                            | Tema                                            | Tema                                            | Tema                                            | Tema                                            | Tema                                            | Tema                                            | Tema                                            | Tema                                            | Tema                                            | Tema                                            | Tema                                            | Tema                                            | Tema                                            | Tema                                            | Canción                               | Canción                               | Canción                               | Canción                               | Canción                               | Canción                               | Canción                               | Canción                               | Canción                               | Canción                               | Canción                               | Canción                               | Canción                               | Canción                               | Canción                               | Canción                               | Canción                               | Canción                               | Canción                               | Canción                               | Canción                               | Canción                               | Canción                               | Canción                               | Canción                               | Canción                               | Canción                               | Canción                               | Canción                               | Canción                               | Canción                               | Canción                               | Canción                               | Canción                               | Canción                               | Canción                               | Canción                               | Canción                               | Canción                               | Canción                               | Canción                               | Canción                               | Canción                               | Canción                               | Canción                               | Canción                               | Canción                               | Canción                               | Canción                               | Canción                               | Canción                               | Canción                               | Canción                               | Canción                               | Canción                               | Canción                               | Canción                               | Canción                               | Canción                               | Canción                               | Canción                               | Canción                               | Canción                               | Canción                               | Canción                               | Canción                               | Canción                               | Canción                               | Canción                               | Canción                               | Canción                               | Canción                               | Canción                               | Canción                               | Canción                               | Canción                               | Canción                               | Canción                               | Canción                               | Canción                               | Canción                               | Canción                               | Canción                               | Canción                               | Canción                               | Canción                               | Canción                               | Canción                               | Canción                               | Canción                               | Canción                               | Canción                               | Canción                               | Canción                               | Canción                               | Canción                               | Canción                               | Canción                               | Canción                               | Canción                               | Artista Original | Artista Original | Artista Original | Artista Original | Artista Original | Artista Original | Artista Original | Artista Original | Artista Original | Artista Original | Artista Original | Artista Original | Artista Original | Artista Original | Artista Original | Artista Original | Artista Original | Artista Original | Artista Original | Artista Original | Artista Original | Artista Original | Artista Original | Artista Original | Artista Original | Artista Original | Artista Original | Artista Original | Artista Original | Artista Original | Artista Original | Artista Original | Artista Original | Artista Original | Artista Original | Artista Original | Artista Original | Artista Original | Artista Original | Artista Original | Artista Original | Artista Original | Artista Original | Artista Original | Artista Original | Artista Original | Artista Original | Artista Original | Artista Original | Artista Original | Artista Original | Artista Original | Artista Original | Artista Original | Artista Original | Artista Original | Artista Original | Artista Original | Artista Original | Artista Original | Artista Original | Artista Original | Artista Original | Artista Original | Artista Original | Artista Original | Artista Original | Artista Original | Artista Original | Artista Original | Artista Original | Artista Original | Artista Original | Artista Original | Artista Original | Artista Original | Artista Original | Artista Original | Artista Original | Artista Original | Artista Original | Artista Original | Artista Original | Artista Original | Artista Original | Artista Original | Artista Original | Artista Original | Artista Original | Artista Original | Artista Original | Artista Original | Artista Original | Artista Original | Artista Original | Artista Original | Artista Original | Artista Original | Artista Original | Artista Original | Resultado          | Resultado          | Resultado          | Resultado          | Resultado          | Resultado          | Resultado          | Resultado          | Resultado          | Resultado          | Resultado          | Resultado          | Resultado          | Resultado          | Resultado          | Resultado          | Resultado          | Resultado          | Resultado          | Resultado          | Resultado          | Resultado          | Resultado          | Resultado          | Resultado          | Resultado          | Resultado          | Resultado          | Resultado          | Resultado          | Resultado          | Resultado          | Resultado          | Resultado          | Resultado          | Resultado          | Resultado          | Resultado          | Resultado          | Resultado          | Resultado          | Resultado          | Resultado          | Resultado          | Resultado          | Resultado          | Resultado          | Resultado          | Resultado          | Resultado          | Resultado          | Resultado          | Resultado          | Resultado          | Resultado          | Resultado          | Resultado          | Resultado          | Resultado          | Resultado          | Resultado          | Resultado          | Resultado          | Resultado          | Resultado          | Resultado          | Resultado          | Resultado          | Resultado          | Resultado          | Resultado          | Resultado          | Resultado          | Resultado          | Resultado          | Resultado          | Resultado          | Resultado          | Resultado          | Resultado          | Resultado          | Resultado          | Resultado          | Resultado          | Resultado          | Resultado          | Resultado          | Resultado          | Resultado          | Resultado          | Resultado          | Resultado          | Resultado          | Resultado          | Resultado          | Resultado          | Resultado          | Resultado          | Resultado          | Resultado          |
| Semi-Finals 1 | Semi-Finals 1 | Semi-Finals 1 | Semi-Finals 1 | Semi-Finals 1 | Semi-Finals 1 | Semi-Finals 1 | Semi-Finals 1 | Semi-Finals 1 | Semi-Finals 1 | Semi-Finals 1 | Semi-Finals 1 | Semi-Finals 1 | Semi-Finals 1 | Semi-Finals 1 | Semi-Finals 1 | Semi-Finals 1 | Semi-Finals 1 | Semi-Finals 1 | Semi-Finals 1 | Semi-Finals 1 | Semi-Finals 1 | Semi-Finals 1 | Semi-Finals 1 | Semi-Finals 1 | Semi-Finals 1 | Semi-Finals 1 | Semi-Finals 1 | Semi-Finals 1 | Semi-Finals 1 | Semi-Finals 1 | Semi-Finals 1 | Semi-Finals 1 | Semi-Finals 1 | Semi-Finals 1 | Semi-Finals 1 | Semi-Finals 1 | Semi-Finals 1 | Semi-Finals 1 | Semi-Finals 1 | Semi-Finals 1 | Semi-Finals 1 | Semi-Finals 1 | Semi-Finals 1 | Semi-Finals 1 | Semi-Finals 1 | Semi-Finals 1 | Semi-Finals 1 | Semi-Finals 1 | Semi-Finals 1 | Semi-Finals 1 | Semi-Finals 1 | Semi-Finals 1 | Semi-Finals 1 | Semi-Finals 1 | Semi-Finals 1 | Semi-Finals 1 | Semi-Finals 1 | Semi-Finals 1 | Semi-Finals 1 | Semi-Finals 1 | Semi-Finals 1 | Semi-Finals 1 | Semi-Finals 1 | Semi-Finals 1 | Semi-Finals 1 | Semi-Finals 1 | Semi-Finals 1 | Semi-Finals 1 | Semi-Finals 1 | Semi-Finals 1 | Semi-Finals 1 | Semi-Finals 1 | Semi-Finals 1 | Semi-Finals 1 | Semi-Finals 1 | Semi-Finals 1 | Semi-Finals 1 | Semi-Finals 1 | Semi-Finals 1 | Semi-Finals 1 | Semi-Finals 1 | Semi-Finals 1 | Semi-Finals 1 | Semi-Finals 1 | Semi-Finals 1 | Semi-Finals 1 | Semi-Finals 1 | Semi-Finals 1 | Semi-Finals 1 | Semi-Finals 1 | Semi-Finals 1 | Semi-Finals 1 | Semi-Finals 1 | Semi-Finals 1 | Semi-Finals 1 | Semi-Finals 1 | Semi-Finals 1 | Semi-Finals 1 | Semi-Finals 1 | Contestant's Choice                             | Contestant's Choice                             | Contestant's Choice                             | Contestant's Choice                             | Contestant's Choice                             | Contestant's Choice                             | Contestant's Choice                             | Contestant's Choice                             | Contestant's Choice                             | Contestant's Choice                             | Contestant's Choice                             | Contestant's Choice                             | Contestant's Choice                             | Contestant's Choice                             | Contestant's Choice                             | Contestant's Choice                             | Contestant's Choice                             | Contestant's Choice                             | Contestant's Choice                             | Contestant's Choice                             | Contestant's Choice                             | Contestant's Choice                             | Contestant's Choice                             | Contestant's Choice                             | Contestant's Choice                             | Contestant's Choice                             | Contestant's Choice                             | Contestant's Choice                             | Contestant's Choice                             | Contestant's Choice                             | Contestant's Choice                             | Contestant's Choice                             | Contestant's Choice                             | Contestant's Choice                             | Contestant's Choice                             | Contestant's Choice                             | Contestant's Choice                             | Contestant's Choice                             | Contestant's Choice                             | Contestant's Choice                             | Contestant's Choice                             | Contestant's Choice                             | Contestant's Choice                             | Contestant's Choice                             | Contestant's Choice                             | Contestant's Choice                             | Contestant's Choice                             | Contestant's Choice                             | Contestant's Choice                             | Contestant's Choice                             | Contestant's Choice                             | Contestant's Choice                             | Contestant's Choice                             | Contestant's Choice                             | Contestant's Choice                             | Contestant's Choice                             | Contestant's Choice                             | Contestant's Choice                             | Contestant's Choice                             | Contestant's Choice                             | Contestant's Choice                             | Contestant's Choice                             | Contestant's Choice                             | Contestant's Choice                             | Contestant's Choice                             | Contestant's Choice                             | Contestant's Choice                             | Contestant's Choice                             | Contestant's Choice                             | Contestant's Choice                             | Contestant's Choice                             | Contestant's Choice                             | Contestant's Choice                             | Contestant's Choice                             | Contestant's Choice                             | Contestant's Choice                             | Contestant's Choice                             | Contestant's Choice                             | Contestant's Choice                             | Contestant's Choice                             | Contestant's Choice                             | Contestant's Choice                             | Contestant's Choice                             | Contestant's Choice                             | Contestant's Choice                             | Contestant's Choice                             | Contestant's Choice                             | Contestant's Choice                             | Contestant's Choice                             | Contestant's Choice                             | Contestant's Choice                             | Contestant's Choice                             | Contestant's Choice                             | Contestant's Choice                             | Contestant's Choice                             | Contestant's Choice                             | Contestant's Choice                             | Contestant's Choice                             | Contestant's Choice                             | Contestant's Choice                             | "A Song For You"                      | "A Song For You"                      | "A Song For You"                      | "A Song For You"                      | "A Song For You"                      | "A Song For You"                      | "A Song For You"                      | "A Song For You"                      | "A Song For You"                      | "A Song For You"                      | "A Song For You"                      | "A Song For You"                      | "A Song For You"                      | "A Song For You"                      | "A Song For You"                      | "A Song For You"                      | "A Song For You"                      | "A Song For You"                      | "A Song For You"                      | "A Song For You"                      | "A Song For You"                      | "A Song For You"                      | "A Song For You"                      | "A Song For You"                      | "A Song For You"                      | "A Song For You"                      | "A Song For You"                      | "A Song For You"                      | "A Song For You"                      | "A Song For You"                      | "A Song For You"                      | "A Song For You"                      | "A Song For You"                      | "A Song For You"                      | "A Song For You"                      | "A Song For You"                      | "A Song For You"                      | "A Song For You"                      | "A Song For You"                      | "A Song For You"                      | "A Song For You"                      | "A Song For You"                      | "A Song For You"                      | "A Song For You"                      | "A Song For You"                      | "A Song For You"                      | "A Song For You"                      | "A Song For You"                      | "A Song For You"                      | "A Song For You"                      | "A Song For You"                      | "A Song For You"                      | "A Song For You"                      | "A Song For You"                      | "A Song For You"                      | "A Song For You"                      | "A Song For You"                      | "A Song For You"                      | "A Song For You"                      | "A Song For You"                      | "A Song For You"                      | "A Song For You"                      | "A Song For You"                      | "A Song For You"                      | "A Song For You"                      | "A Song For You"                      | "A Song For You"                      | "A Song For You"                      | "A Song For You"                      | "A Song For You"                      | "A Song For You"                      | "A Song For You"                      | "A Song For You"                      | "A Song For You"                      | "A Song For You"                      | "A Song For You"                      | "A Song For You"                      | "A Song For You"                      | "A Song For You"                      | "A Song For You"                      | "A Song For You"                      | "A Song For You"                      | "A Song For You"                      | "A Song For You"                      | "A Song For You"                      | "A Song For You"                      | "A Song For You"                      | "A Song For You"                      | "A Song For You"                      | "A Song For You"                      | "A Song For You"                      | "A Song For You"                      | "A Song For You"                      | "A Song For You"                      | "A Song For You"                      | "A Song For You"                      | "A Song For You"                      | "A Song For You"                      | "A Song For You"                      | "A Song For You"                      | Carpenters       | Carpenters       | Carpenters       | Carpenters       | Carpenters       | Carpenters       | Carpenters       | Carpenters       | Carpenters       | Carpenters       | Carpenters       | Carpenters       | Carpenters       | Carpenters       | Carpenters       | Carpenters       | Carpenters       | Carpenters       | Carpenters       | Carpenters       | Carpenters       | Carpenters       | Carpenters       | Carpenters       | Carpenters       | Carpenters       | Carpenters       | Carpenters       | Carpenters       | Carpenters       | Carpenters       | Carpenters       | Carpenters       | Carpenters       | Carpenters       | Carpenters       | Carpenters       | Carpenters       | Carpenters       | Carpenters       | Carpenters       | Carpenters       | Carpenters       | Carpenters       | Carpenters       | Carpenters       | Carpenters       | Carpenters       | Carpenters       | Carpenters       | Carpenters       | Carpenters       | Carpenters       | Carpenters       | Carpenters       | Carpenters       | Carpenters       | Carpenters       | Carpenters       | Carpenters       | Carpenters       | Carpenters       | Carpenters       | Carpenters       | Carpenters       | Carpenters       | Carpenters       | Carpenters       | Carpenters       | Carpenters       | Carpenters       | Carpenters       | Carpenters       | Carpenters       | Carpenters       | Carpenters       | Carpenters       | Carpenters       | Carpenters       | Carpenters       | Carpenters       | Carpenters       | Carpenters       | Carpenters       | Carpenters       | Carpenters       | Carpenters       | Carpenters       | Carpenters       | Carpenters       | Carpenters       | Carpenters       | Carpenters       | Carpenters       | Carpenters       | Carpenters       | Carpenters       | Carpenters       | Carpenters       | Carpenters       | Safe               | Safe               | Safe               | Safe               | Safe               | Safe               | Safe               | Safe               | Safe               | Safe               | Safe               | Safe               | Safe               | Safe               | Safe               | Safe               | Safe               | Safe               | Safe               | Safe               | Safe               | Safe               | Safe               | Safe               | Safe               | Safe               | Safe               | Safe               | Safe               | Safe               | Safe               | Safe               | Safe               | Safe               | Safe               | Safe               | Safe               | Safe               | Safe               | Safe               | Safe               | Safe               | Safe               | Safe               | Safe               | Safe               | Safe               | Safe               | Safe               | Safe               | Safe               | Safe               | Safe               | Safe               | Safe               | Safe               | Safe               | Safe               | Safe               | Safe               | Safe               | Safe               | Safe               | Safe               | Safe               | Safe               | Safe               | Safe               | Safe               | Safe               | Safe               | Safe               | Safe               | Safe               | Safe               | Safe               | Safe               | Safe               | Safe               | Safe               | Safe               | Safe               | Safe               | Safe               | Safe               | Safe               | Safe               | Safe               | Safe               | Safe               | Safe               | Safe               | Safe               | Safe               | Safe               | Safe               | Safe               | Safe               | Safe               | Safe               |
| Semi-Finals 2 | Semi-Finals 2 | Semi-Finals 2 | Semi-Finals 2 | Semi-Finals 2 | Semi-Finals 2 | Semi-Finals 2 | Semi-Finals 2 | Semi-Finals 2 | Semi-Finals 2 | Semi-Finals 2 | Semi-Finals 2 | Semi-Finals 2 | Semi-Finals 2 | Semi-Finals 2 | Semi-Finals 2 | Semi-Finals 2 | Semi-Finals 2 | Semi-Finals 2 | Semi-Finals 2 | Semi-Finals 2 | Semi-Finals 2 | Semi-Finals 2 | Semi-Finals 2 | Semi-Finals 2 | Semi-Finals 2 | Semi-Finals 2 | Semi-Finals 2 | Semi-Finals 2 | Semi-Finals 2 | Semi-Finals 2 | Semi-Finals 2 | Semi-Finals 2 | Semi-Finals 2 | Semi-Finals 2 | Semi-Finals 2 | Semi-Finals 2 | Semi-Finals 2 | Semi-Finals 2 | Semi-Finals 2 | Semi-Finals 2 | Semi-Finals 2 | Semi-Finals 2 | Semi-Finals 2 | Semi-Finals 2 | Semi-Finals 2 | Semi-Finals 2 | Semi-Finals 2 | Semi-Finals 2 | Semi-Finals 2 | Semi-Finals 2 | Semi-Finals 2 | Semi-Finals 2 | Semi-Finals 2 | Semi-Finals 2 | Semi-Finals 2 | Semi-Finals 2 | Semi-Finals 2 | Semi-Finals 2 | Semi-Finals 2 | Semi-Finals 2 | Semi-Finals 2 | Semi-Finals 2 | Semi-Finals 2 | Semi-Finals 2 | Semi-Finals 2 | Semi-Finals 2 | Semi-Finals 2 | Semi-Finals 2 | Semi-Finals 2 | Semi-Finals 2 | Semi-Finals 2 | Semi-Finals 2 | Semi-Finals 2 | Semi-Finals 2 | Semi-Finals 2 | Semi-Finals 2 | Semi-Finals 2 | Semi-Finals 2 | Semi-Finals 2 | Semi-Finals 2 | Semi-Finals 2 | Semi-Finals 2 | Semi-Finals 2 | Semi-Finals 2 | Semi-Finals 2 | Semi-Finals 2 | Semi-Finals 2 | Semi-Finals 2 | Semi-Finals 2 | Semi-Finals 2 | Semi-Finals 2 | Semi-Finals 2 | Semi-Finals 2 | Semi-Finals 2 | Semi-Finals 2 | Semi-Finals 2 | Semi-Finals 2 | Semi-Finals 2 | Semi-Finals 2 | Hit Songs From Year of Birth                    | Hit Songs From Year of Birth                    | Hit Songs From Year of Birth                    | Hit Songs From Year of Birth                    | Hit Songs From Year of Birth                    | Hit Songs From Year of Birth                    | Hit Songs From Year of Birth                    | Hit Songs From Year of Birth                    | Hit Songs From Year of Birth                    | Hit Songs From Year of Birth                    | Hit Songs From Year of Birth                    | Hit Songs From Year of Birth                    | Hit Songs From Year of Birth                    | Hit Songs From Year of Birth                    | Hit Songs From Year of Birth                    | Hit Songs From Year of Birth                    | Hit Songs From Year of Birth                    | Hit Songs From Year of Birth                    | Hit Songs From Year of Birth                    | Hit Songs From Year of Birth                    | Hit Songs From Year of Birth                    | Hit Songs From Year of Birth                    | Hit Songs From Year of Birth                    | Hit Songs From Year of Birth                    | Hit Songs From Year of Birth                    | Hit Songs From Year of Birth                    | Hit Songs From Year of Birth                    | Hit Songs From Year of Birth                    | Hit Songs From Year of Birth                    | Hit Songs From Year of Birth                    | Hit Songs From Year of Birth                    | Hit Songs From Year of Birth                    | Hit Songs From Year of Birth                    | Hit Songs From Year of Birth                    | Hit Songs From Year of Birth                    | Hit Songs From Year of Birth                    | Hit Songs From Year of Birth                    | Hit Songs From Year of Birth                    | Hit Songs From Year of Birth                    | Hit Songs From Year of Birth                    | Hit Songs From Year of Birth                    | Hit Songs From Year of Birth                    | Hit Songs From Year of Birth                    | Hit Songs From Year of Birth                    | Hit Songs From Year of Birth                    | Hit Songs From Year of Birth                    | Hit Songs From Year of Birth                    | Hit Songs From Year of Birth                    | Hit Songs From Year of Birth                    | Hit Songs From Year of Birth                    | Hit Songs From Year of Birth                    | Hit Songs From Year of Birth                    | Hit Songs From Year of Birth                    | Hit Songs From Year of Birth                    | Hit Songs From Year of Birth                    | Hit Songs From Year of Birth                    | Hit Songs From Year of Birth                    | Hit Songs From Year of Birth                    | Hit Songs From Year of Birth                    | Hit Songs From Year of Birth                    | Hit Songs From Year of Birth                    | Hit Songs From Year of Birth                    | Hit Songs From Year of Birth                    | Hit Songs From Year of Birth                    | Hit Songs From Year of Birth                    | Hit Songs From Year of Birth                    | Hit Songs From Year of Birth                    | Hit Songs From Year of Birth                    | Hit Songs From Year of Birth                    | Hit Songs From Year of Birth                    | Hit Songs From Year of Birth                    | Hit Songs From Year of Birth                    | Hit Songs From Year of Birth                    | Hit Songs From Year of Birth                    | Hit Songs From Year of Birth                    | Hit Songs From Year of Birth                    | Hit Songs From Year of Birth                    | Hit Songs From Year of Birth                    | Hit Songs From Year of Birth                    | Hit Songs From Year of Birth                    | Hit Songs From Year of Birth                    | Hit Songs From Year of Birth                    | Hit Songs From Year of Birth                    | Hit Songs From Year of Birth                    | Hit Songs From Year of Birth                    | Hit Songs From Year of Birth                    | Hit Songs From Year of Birth                    | Hit Songs From Year of Birth                    | Hit Songs From Year of Birth                    | Hit Songs From Year of Birth                    | Hit Songs From Year of Birth                    | Hit Songs From Year of Birth                    | Hit Songs From Year of Birth                    | Hit Songs From Year of Birth                    | Hit Songs From Year of Birth                    | Hit Songs From Year of Birth                    | Hit Songs From Year of Birth                    | Hit Songs From Year of Birth                    | Hit Songs From Year of Birth                    | Hit Songs From Year of Birth                    | "Always Something There To Remind Me" | "Always Something There To Remind Me" | "Always Something There To Remind Me" | "Always Something There To Remind Me" | "Always Something There To Remind Me" | "Always Something There To Remind Me" | "Always Something There To Remind Me" | "Always Something There To Remind Me" | "Always Something There To Remind Me" | "Always Something There To Remind Me" | "Always Something There To Remind Me" | "Always Something There To Remind Me" | "Always Something There To Remind Me" | "Always Something There To Remind Me" | "Always Something There To Remind Me" | "Always Something There To Remind Me" | "Always Something There To Remind Me" | "Always Something There To Remind Me" | "Always Something There To Remind Me" | "Always Something There To Remind Me" | "Always Something There To Remind Me" | "Always Something There To Remind Me" | "Always Something There To Remind Me" | "Always Something There To Remind Me" | "Always Something There To Remind Me" | "Always Something There To Remind Me" | "Always Something There To Remind Me" | "Always Something There To Remind Me" | "Always Something There To Remind Me" | "Always Something There To Remind Me" | "Always Something There To Remind Me" | "Always Something There To Remind Me" | "Always Something There To Remind Me" | "Always Something There To Remind Me" | "Always Something There To Remind Me" | "Always Something There To Remind Me" | "Always Something There To Remind Me" | "Always Something There To Remind Me" | "Always Something There To Remind Me" | "Always Something There To Remind Me" | "Always Something There To Remind Me" | "Always Something There To Remind Me" | "Always Something There To Remind Me" | "Always Something There To Remind Me" | "Always Something There To Remind Me" | "Always Something There To Remind Me" | "Always Something There To Remind Me" | "Always Something There To Remind Me" | "Always Something There To Remind Me" | "Always Something There To Remind Me" | "Always Something There To Remind Me" | "Always Something There To Remind Me" | "Always Something There To Remind Me" | "Always Something There To Remind Me" | "Always Something There To Remind Me" | "Always Something There To Remind Me" | "Always Something There To Remind Me" | "Always Something There To Remind Me" | "Always Something There To Remind Me" | "Always Something There To Remind Me" | "Always Something There To Remind Me" | "Always Something There To Remind Me" | "Always Something There To Remind Me" | "Always Something There To Remind Me" | "Always Something There To Remind Me" | "Always Something There To Remind Me" | "Always Something There To Remind Me" | "Always Something There To Remind Me" | "Always Something There To Remind Me" | "Always Something There To Remind Me" | "Always Something There To Remind Me" | "Always Something There To Remind Me" | "Always Something There To Remind Me" | "Always Something There To Remind Me" | "Always Something There To Remind Me" | "Always Something There To Remind Me" | "Always Something There To Remind Me" | "Always Something There To Remind Me" | "Always Something There To Remind Me" | "Always Something There To Remind Me" | "Always Something There To Remind Me" | "Always Something There To Remind Me" | "Always Something There To Remind Me" | "Always Something There To Remind Me" | "Always Something There To Remind Me" | "Always Something There To Remind Me" | "Always Something There To Remind Me" | "Always Something There To Remind Me" | "Always Something There To Remind Me" | "Always Something There To Remind Me" | "Always Something There To Remind Me" | "Always Something There To Remind Me" | "Always Something There To Remind Me" | "Always Something There To Remind Me" | "Always Something There To Remind Me" | "Always Something There To Remind Me" | "Always Something There To Remind Me" | "Always Something There To Remind Me" | "Always Something There To Remind Me" | "Always Something There To Remind Me" | Naked Eyes       | Naked Eyes       | Naked Eyes       | Naked Eyes       | Naked Eyes       | Naked Eyes       | Naked Eyes       | Naked Eyes       | Naked Eyes       | Naked Eyes       | Naked Eyes       | Naked Eyes       | Naked Eyes       | Naked Eyes       | Naked Eyes       | Naked Eyes       | Naked Eyes       | Naked Eyes       | Naked Eyes       | Naked Eyes       | Naked Eyes       | Naked Eyes       | Naked Eyes       | Naked Eyes       | Naked Eyes       | Naked Eyes       | Naked Eyes       | Naked Eyes       | Naked Eyes       | Naked Eyes       | Naked Eyes       | Naked Eyes       | Naked Eyes       | Naked Eyes       | Naked Eyes       | Naked Eyes       | Naked Eyes       | Naked Eyes       | Naked Eyes       | Naked Eyes       | Naked Eyes       | Naked Eyes       | Naked Eyes       | Naked Eyes       | Naked Eyes       | Naked Eyes       | Naked Eyes       | Naked Eyes       | Naked Eyes       | Naked Eyes       | Naked Eyes       | Naked Eyes       | Naked Eyes       | Naked Eyes       | Naked Eyes       | Naked Eyes       | Naked Eyes       | Naked Eyes       | Naked Eyes       | Naked Eyes       | Naked Eyes       | Naked Eyes       | Naked Eyes       | Naked Eyes       | Naked Eyes       | Naked Eyes       | Naked Eyes       | Naked Eyes       | Naked Eyes       | Naked Eyes       | Naked Eyes       | Naked Eyes       | Naked Eyes       | Naked Eyes       | Naked Eyes       | Naked Eyes       | Naked Eyes       | Naked Eyes       | Naked Eyes       | Naked Eyes       | Naked Eyes       | Naked Eyes       | Naked Eyes       | Naked Eyes       | Naked Eyes       | Naked Eyes       | Naked Eyes       | Naked Eyes       | Naked Eyes       | Naked Eyes       | Naked Eyes       | Naked Eyes       | Naked Eyes       | Naked Eyes       | Naked Eyes       | Naked Eyes       | Naked Eyes       | Naked Eyes       | Naked Eyes       | Naked Eyes       | Safe               | Safe               | Safe               | Safe               | Safe               | Safe               | Safe               | Safe               | Safe               | Safe               | Safe               | Safe               | Safe               | Safe               | Safe               | Safe               | Safe               | Safe               | Safe               | Safe               | Safe               | Safe               | Safe               | Safe               | Safe               | Safe               | Safe               | Safe               | Safe               | Safe               | Safe               | Safe               | Safe               | Safe               | Safe               | Safe               | Safe               | Safe               | Safe               | Safe               | Safe               | Safe               | Safe               | Safe               | Safe               | Safe               | Safe               | Safe               | Safe               | Safe               | Safe               | Safe               | Safe               | Safe               | Safe               | Safe               | Safe               | Safe               | Safe               | Safe               | Safe               | Safe               | Safe               | Safe               | Safe               | Safe               | Safe               | Safe               | Safe               | Safe               | Safe               | Safe               | Safe               | Safe               | Safe               | Safe               | Safe               | Safe               | Safe               | Safe               | Safe               | Safe               | Safe               | Safe               | Safe               | Safe               | Safe               | Safe               | Safe               | Safe               | Safe               | Safe               | Safe               | Safe               | Safe               | Safe               | Safe               | Safe               | Safe               | Safe               |
| Semi-Finals 3 | Semi-Finals 3 | Semi-Finals 3 | Semi-Finals 3 | Semi-Finals 3 | Semi-Finals 3 | Semi-Finals 3 | Semi-Finals 3 | Semi-Finals 3 | Semi-Finals 3 | Semi-Finals 3 | Semi-Finals 3 | Semi-Finals 3 | Semi-Finals 3 | Semi-Finals 3 | Semi-Finals 3 | Semi-Finals 3 | Semi-Finals 3 | Semi-Finals 3 | Semi-Finals 3 | Semi-Finals 3 | Semi-Finals 3 | Semi-Finals 3 | Semi-Finals 3 | Semi-Finals 3 | Semi-Finals 3 | Semi-Finals 3 | Semi-Finals 3 | Semi-Finals 3 | Semi-Finals 3 | Semi-Finals 3 | Semi-Finals 3 | Semi-Finals 3 | Semi-Finals 3 | Semi-Finals 3 | Semi-Finals 3 | Semi-Finals 3 | Semi-Finals 3 | Semi-Finals 3 | Semi-Finals 3 | Semi-Finals 3 | Semi-Finals 3 | Semi-Finals 3 | Semi-Finals 3 | Semi-Finals 3 | Semi-Finals 3 | Semi-Finals 3 | Semi-Finals 3 | Semi-Finals 3 | Semi-Finals 3 | Semi-Finals 3 | Semi-Finals 3 | Semi-Finals 3 | Semi-Finals 3 | Semi-Finals 3 | Semi-Finals 3 | Semi-Finals 3 | Semi-Finals 3 | Semi-Finals 3 | Semi-Finals 3 | Semi-Finals 3 | Semi-Finals 3 | Semi-Finals 3 | Semi-Finals 3 | Semi-Finals 3 | Semi-Finals 3 | Semi-Finals 3 | Semi-Finals 3 | Semi-Finals 3 | Semi-Finals 3 | Semi-Finals 3 | Semi-Finals 3 | Semi-Finals 3 | Semi-Finals 3 | Semi-Finals 3 | Semi-Finals 3 | Semi-Finals 3 | Semi-Finals 3 | Semi-Finals 3 | Semi-Finals 3 | Semi-Finals 3 | Semi-Finals 3 | Semi-Finals 3 | Semi-Finals 3 | Semi-Finals 3 | Semi-Finals 3 | Semi-Finals 3 | Semi-Finals 3 | Semi-Finals 3 | Semi-Finals 3 | Semi-Finals 3 | Semi-Finals 3 | Semi-Finals 3 | Semi-Finals 3 | Semi-Finals 3 | Semi-Finals 3 | Semi-Finals 3 | Semi-Finals 3 | Semi-Finals 3 | Semi-Finals 3 | Greatest Musical Influences                     | Greatest Musical Influences                     | Greatest Musical Influences                     | Greatest Musical Influences                     | Greatest Musical Influences                     | Greatest Musical Influences                     | Greatest Musical Influences                     | Greatest Musical Influences                     | Greatest Musical Influences                     | Greatest Musical Influences                     | Greatest Musical Influences                     | Greatest Musical Influences                     | Greatest Musical Influences                     | Greatest Musical Influences                     | Greatest Musical Influences                     | Greatest Musical Influences                     | Greatest Musical Influences                     | Greatest Musical Influences                     | Greatest Musical Influences                     | Greatest Musical Influences                     | Greatest Musical Influences                     | Greatest Musical Influences                     | Greatest Musical Influences                     | Greatest Musical Influences                     | Greatest Musical Influences                     | Greatest Musical Influences                     | Greatest Musical Influences                     | Greatest Musical Influences                     | Greatest Musical Influences                     | Greatest Musical Influences                     | Greatest Musical Influences                     | Greatest Musical Influences                     | Greatest Musical Influences                     | Greatest Musical Influences                     | Greatest Musical Influences                     | Greatest Musical Influences                     | Greatest Musical Influences                     | Greatest Musical Influences                     | Greatest Musical Influences                     | Greatest Musical Influences                     | Greatest Musical Influences                     | Greatest Musical Influences                     | Greatest Musical Influences                     | Greatest Musical Influences                     | Greatest Musical Influences                     | Greatest Musical Influences                     | Greatest Musical Influences                     | Greatest Musical Influences                     | Greatest Musical Influences                     | Greatest Musical Influences                     | Greatest Musical Influences                     | Greatest Musical Influences                     | Greatest Musical Influences                     | Greatest Musical Influences                     | Greatest Musical Influences                     | Greatest Musical Influences                     | Greatest Musical Influences                     | Greatest Musical Influences                     | Greatest Musical Influences                     | Greatest Musical Influences                     | Greatest Musical Influences                     | Greatest Musical Influences                     | Greatest Musical Influences                     | Greatest Musical Influences                     | Greatest Musical Influences                     | Greatest Musical Influences                     | Greatest Musical Influences                     | Greatest Musical Influences                     | Greatest Musical Influences                     | Greatest Musical Influences                     | Greatest Musical Influences                     | Greatest Musical Influences                     | Greatest Musical Influences                     | Greatest Musical Influences                     | Greatest Musical Influences                     | Greatest Musical Influences                     | Greatest Musical Influences                     | Greatest Musical Influences                     | Greatest Musical Influences                     | Greatest Musical Influences                     | Greatest Musical Influences                     | Greatest Musical Influences                     | Greatest Musical Influences                     | Greatest Musical Influences                     | Greatest Musical Influences                     | Greatest Musical Influences                     | Greatest Musical Influences                     | Greatest Musical Influences                     | Greatest Musical Influences                     | Greatest Musical Influences                     | Greatest Musical Influences                     | Greatest Musical Influences                     | Greatest Musical Influences                     | Greatest Musical Influences                     | Greatest Musical Influences                     | Greatest Musical Influences                     | Greatest Musical Influences                     | Greatest Musical Influences                     | Greatest Musical Influences                     | Greatest Musical Influences                     | "Love Always Finds A Way"             | "Love Always Finds A Way"             | "Love Always Finds A Way"             | "Love Always Finds A Way"             | "Love Always Finds A Way"             | "Love Always Finds A Way"             | "Love Always Finds A Way"             | "Love Always Finds A Way"             | "Love Always Finds A Way"             | "Love Always Finds A Way"             | "Love Always Finds A Way"             | "Love Always Finds A Way"             | "Love Always Finds A Way"             | "Love Always Finds A Way"             | "Love Always Finds A Way"             | "Love Always Finds A Way"             | "Love Always Finds A Way"             | "Love Always Finds A Way"             | "Love Always Finds A Way"             | "Love Always Finds A Way"             | "Love Always Finds A Way"             | "Love Always Finds A Way"             | "Love Always Finds A Way"             | "Love Always Finds A Way"             | "Love Always Finds A Way"             | "Love Always Finds A Way"             | "Love Always Finds A Way"             | "Love Always Finds A Way"             | "Love Always Finds A Way"             | "Love Always Finds A Way"             | "Love Always Finds A Way"             | "Love Always Finds A Way"             | "Love Always Finds A Way"             | "Love Always Finds A Way"             | "Love Always Finds A Way"             | "Love Always Finds A Way"             | "Love Always Finds A Way"             | "Love Always Finds A Way"             | "Love Always Finds A Way"             | "Love Always Finds A Way"             | "Love Always Finds A Way"             | "Love Always Finds A Way"             | "Love Always Finds A Way"             | "Love Always Finds A Way"             | "Love Always Finds A Way"             | "Love Always Finds A Way"             | "Love Always Finds A Way"             | "Love Always Finds A Way"             | "Love Always Finds A Way"             | "Love Always Finds A Way"             | "Love Always Finds A Way"             | "Love Always Finds A Way"             | "Love Always Finds A Way"             | "Love Always Finds A Way"             | "Love Always Finds A Way"             | "Love Always Finds A Way"             | "Love Always Finds A Way"             | "Love Always Finds A Way"             | "Love Always Finds A Way"             | "Love Always Finds A Way"             | "Love Always Finds A Way"             | "Love Always Finds A Way"             | "Love Always Finds A Way"             | "Love Always Finds A Way"             | "Love Always Finds A Way"             | "Love Always Finds A Way"             | "Love Always Finds A Way"             | "Love Always Finds A Way"             | "Love Always Finds A Way"             | "Love Always Finds A Way"             | "Love Always Finds A Way"             | "Love Always Finds A Way"             | "Love Always Finds A Way"             | "Love Always Finds A Way"             | "Love Always Finds A Way"             | "Love Always Finds A Way"             | "Love Always Finds A Way"             | "Love Always Finds A Way"             | "Love Always Finds A Way"             | "Love Always Finds A Way"             | "Love Always Finds A Way"             | "Love Always Finds A Way"             | "Love Always Finds A Way"             | "Love Always Finds A Way"             | "Love Always Finds A Way"             | "Love Always Finds A Way"             | "Love Always Finds A Way"             | "Love Always Finds A Way"             | "Love Always Finds A Way"             | "Love Always Finds A Way"             | "Love Always Finds A Way"             | "Love Always Finds A Way"             | "Love Always Finds A Way"             | "Love Always Finds A Way"             | "Love Always Finds A Way"             | "Love Always Finds A Way"             | "Love Always Finds A Way"             | "Love Always Finds A Way"             | "Love Always Finds A Way"             | "Love Always Finds A Way"             | Peabo Bryson     | Peabo Bryson     | Peabo Bryson     | Peabo Bryson     | Peabo Bryson     | Peabo Bryson     | Peabo Bryson     | Peabo Bryson     | Peabo Bryson     | Peabo Bryson     | Peabo Bryson     | Peabo Bryson     | Peabo Bryson     | Peabo Bryson     | Peabo Bryson     | Peabo Bryson     | Peabo Bryson     | Peabo Bryson     | Peabo Bryson     | Peabo Bryson     | Peabo Bryson     | Peabo Bryson     | Peabo Bryson     | Peabo Bryson     | Peabo Bryson     | Peabo Bryson     | Peabo Bryson     | Peabo Bryson     | Peabo Bryson     | Peabo Bryson     | Peabo Bryson     | Peabo Bryson     | Peabo Bryson     | Peabo Bryson     | Peabo Bryson     | Peabo Bryson     | Peabo Bryson     | Peabo Bryson     | Peabo Bryson     | Peabo Bryson     | Peabo Bryson     | Peabo Bryson     | Peabo Bryson     | Peabo Bryson     | Peabo Bryson     | Peabo Bryson     | Peabo Bryson     | Peabo Bryson     | Peabo Bryson     | Peabo Bryson     | Peabo Bryson     | Peabo Bryson     | Peabo Bryson     | Peabo Bryson     | Peabo Bryson     | Peabo Bryson     | Peabo Bryson     | Peabo Bryson     | Peabo Bryson     | Peabo Bryson     | Peabo Bryson     | Peabo Bryson     | Peabo Bryson     | Peabo Bryson     | Peabo Bryson     | Peabo Bryson     | Peabo Bryson     | Peabo Bryson     | Peabo Bryson     | Peabo Bryson     | Peabo Bryson     | Peabo Bryson     | Peabo Bryson     | Peabo Bryson     | Peabo Bryson     | Peabo Bryson     | Peabo Bryson     | Peabo Bryson     | Peabo Bryson     | Peabo Bryson     | Peabo Bryson     | Peabo Bryson     | Peabo Bryson     | Peabo Bryson     | Peabo Bryson     | Peabo Bryson     | Peabo Bryson     | Peabo Bryson     | Peabo Bryson     | Peabo Bryson     | Peabo Bryson     | Peabo Bryson     | Peabo Bryson     | Peabo Bryson     | Peabo Bryson     | Peabo Bryson     | Peabo Bryson     | Peabo Bryson     | Peabo Bryson     | Peabo Bryson     | Bottom 3           | Bottom 3           | Bottom 3           | Bottom 3           | Bottom 3           | Bottom 3           | Bottom 3           | Bottom 3           | Bottom 3           | Bottom 3           | Bottom 3           | Bottom 3           | Bottom 3           | Bottom 3           | Bottom 3           | Bottom 3           | Bottom 3           | Bottom 3           | Bottom 3           | Bottom 3           | Bottom 3           | Bottom 3           | Bottom 3           | Bottom 3           | Bottom 3           | Bottom 3           | Bottom 3           | Bottom 3           | Bottom 3           | Bottom 3           | Bottom 3           | Bottom 3           | Bottom 3           | Bottom 3           | Bottom 3           | Bottom 3           | Bottom 3           | Bottom 3           | Bottom 3           | Bottom 3           | Bottom 3           | Bottom 3           | Bottom 3           | Bottom 3           | Bottom 3           | Bottom 3           | Bottom 3           | Bottom 3           | Bottom 3           | Bottom 3           | Bottom 3           | Bottom 3           | Bottom 3           | Bottom 3           | Bottom 3           | Bottom 3           | Bottom 3           | Bottom 3           | Bottom 3           | Bottom 3           | Bottom 3           | Bottom 3           | Bottom 3           | Bottom 3           | Bottom 3           | Bottom 3           | Bottom 3           | Bottom 3           | Bottom 3           | Bottom 3           | Bottom 3           | Bottom 3           | Bottom 3           | Bottom 3           | Bottom 3           | Bottom 3           | Bottom 3           | Bottom 3           | Bottom 3           | Bottom 3           | Bottom 3           | Bottom 3           | Bottom 3           | Bottom 3           | Bottom 3           | Bottom 3           | Bottom 3           | Bottom 3           | Bottom 3           | Bottom 3           | Bottom 3           | Bottom 3           | Bottom 3           | Bottom 3           | Bottom 3           | Bottom 3           | Bottom 3           | Bottom 3           | Bottom 3           | Bottom 3           |
| Semi-Finals 4 | Semi-Finals 4 | Semi-Finals 4 | Semi-Finals 4 | Semi-Finals 4 | Semi-Finals 4 | Semi-Finals 4 | Semi-Finals 4 | Semi-Finals 4 | Semi-Finals 4 | Semi-Finals 4 | Semi-Finals 4 | Semi-Finals 4 | Semi-Finals 4 | Semi-Finals 4 | Semi-Finals 4 | Semi-Finals 4 | Semi-Finals 4 | Semi-Finals 4 | Semi-Finals 4 | Semi-Finals 4 | Semi-Finals 4 | Semi-Finals 4 | Semi-Finals 4 | Semi-Finals 4 | Semi-Finals 4 | Semi-Finals 4 | Semi-Finals 4 | Semi-Finals 4 | Semi-Finals 4 | Semi-Finals 4 | Semi-Finals 4 | Semi-Finals 4 | Semi-Finals 4 | Semi-Finals 4 | Semi-Finals 4 | Semi-Finals 4 | Semi-Finals 4 | Semi-Finals 4 | Semi-Finals 4 | Semi-Finals 4 | Semi-Finals 4 | Semi-Finals 4 | Semi-Finals 4 | Semi-Finals 4 | Semi-Finals 4 | Semi-Finals 4 | Semi-Finals 4 | Semi-Finals 4 | Semi-Finals 4 | Semi-Finals 4 | Semi-Finals 4 | Semi-Finals 4 | Semi-Finals 4 | Semi-Finals 4 | Semi-Finals 4 | Semi-Finals 4 | Semi-Finals 4 | Semi-Finals 4 | Semi-Finals 4 | Semi-Finals 4 | Semi-Finals 4 | Semi-Finals 4 | Semi-Finals 4 | Semi-Finals 4 | Semi-Finals 4 | Semi-Finals 4 | Semi-Finals 4 | Semi-Finals 4 | Semi-Finals 4 | Semi-Finals 4 | Semi-Finals 4 | Semi-Finals 4 | Semi-Finals 4 | Semi-Finals 4 | Semi-Finals 4 | Semi-Finals 4 | Semi-Finals 4 | Semi-Finals 4 | Semi-Finals 4 | Semi-Finals 4 | Semi-Finals 4 | Semi-Finals 4 | Semi-Finals 4 | Semi-Finals 4 | Semi-Finals 4 | Semi-Finals 4 | Semi-Finals 4 | Semi-Finals 4 | Semi-Finals 4 | Semi-Finals 4 | Semi-Finals 4 | Semi-Finals 4 | Semi-Finals 4 | Semi-Finals 4 | Semi-Finals 4 | Semi-Finals 4 | Semi-Finals 4 | Semi-Finals 4 | Semi-Finals 4 | Songs For Fathers                               | Songs For Fathers                               | Songs For Fathers                               | Songs For Fathers                               | Songs For Fathers                               | Songs For Fathers                               | Songs For Fathers                               | Songs For Fathers                               | Songs For Fathers                               | Songs For Fathers                               | Songs For Fathers                               | Songs For Fathers                               | Songs For Fathers                               | Songs For Fathers                               | Songs For Fathers                               | Songs For Fathers                               | Songs For Fathers                               | Songs For Fathers                               | Songs For Fathers                               | Songs For Fathers                               | Songs For Fathers                               | Songs For Fathers                               | Songs For Fathers                               | Songs For Fathers                               | Songs For Fathers                               | Songs For Fathers                               | Songs For Fathers                               | Songs For Fathers                               | Songs For Fathers                               | Songs For Fathers                               | Songs For Fathers                               | Songs For Fathers                               | Songs For Fathers                               | Songs For Fathers                               | Songs For Fathers                               | Songs For Fathers                               | Songs For Fathers                               | Songs For Fathers                               | Songs For Fathers                               | Songs For Fathers                               | Songs For Fathers                               | Songs For Fathers                               | Songs For Fathers                               | Songs For Fathers                               | Songs For Fathers                               | Songs For Fathers                               | Songs For Fathers                               | Songs For Fathers                               | Songs For Fathers                               | Songs For Fathers                               | Songs For Fathers                               | Songs For Fathers                               | Songs For Fathers                               | Songs For Fathers                               | Songs For Fathers                               | Songs For Fathers                               | Songs For Fathers                               | Songs For Fathers                               | Songs For Fathers                               | Songs For Fathers                               | Songs For Fathers                               | Songs For Fathers                               | Songs For Fathers                               | Songs For Fathers                               | Songs For Fathers                               | Songs For Fathers                               | Songs For Fathers                               | Songs For Fathers                               | Songs For Fathers                               | Songs For Fathers                               | Songs For Fathers                               | Songs For Fathers                               | Songs For Fathers                               | Songs For Fathers                               | Songs For Fathers                               | Songs For Fathers                               | Songs For Fathers                               | Songs For Fathers                               | Songs For Fathers                               | Songs For Fathers                               | Songs For Fathers                               | Songs For Fathers                               | Songs For Fathers                               | Songs For Fathers                               | Songs For Fathers                               | Songs For Fathers                               | Songs For Fathers                               | Songs For Fathers                               | Songs For Fathers                               | Songs For Fathers                               | Songs For Fathers                               | Songs For Fathers                               | Songs For Fathers                               | Songs For Fathers                               | Songs For Fathers                               | Songs For Fathers                               | Songs For Fathers                               | Songs For Fathers                               | Songs For Fathers                               | Songs For Fathers                               | "Gone Too Soon"                       | "Gone Too Soon"                       | "Gone Too Soon"                       | "Gone Too Soon"                       | "Gone Too Soon"                       | "Gone Too Soon"                       | "Gone Too Soon"                       | "Gone Too Soon"                       | "Gone Too Soon"                       | "Gone Too Soon"                       | "Gone Too Soon"                       | "Gone Too Soon"                       | "Gone Too Soon"                       | "Gone Too Soon"                       | "Gone Too Soon"                       | "Gone Too Soon"                       | "Gone Too Soon"                       | "Gone Too Soon"                       | "Gone Too Soon"                       | "Gone Too Soon"                       | "Gone Too Soon"                       | "Gone Too Soon"                       | "Gone Too Soon"                       | "Gone Too Soon"                       | "Gone Too Soon"                       | "Gone Too Soon"                       | "Gone Too Soon"                       | "Gone Too Soon"                       | "Gone Too Soon"                       | "Gone Too Soon"                       | "Gone Too Soon"                       | "Gone Too Soon"                       | "Gone Too Soon"                       | "Gone Too Soon"                       | "Gone Too Soon"                       | "Gone Too Soon"                       | "Gone Too Soon"                       | "Gone Too Soon"                       | "Gone Too Soon"                       | "Gone Too Soon"                       | "Gone Too Soon"                       | "Gone Too Soon"                       | "Gone Too Soon"                       | "Gone Too Soon"                       | "Gone Too Soon"                       | "Gone Too Soon"                       | "Gone Too Soon"                       | "Gone Too Soon"                       | "Gone Too Soon"                       | "Gone Too Soon"                       | "Gone Too Soon"                       | "Gone Too Soon"                       | "Gone Too Soon"                       | "Gone Too Soon"                       | "Gone Too Soon"                       | "Gone Too Soon"                       | "Gone Too Soon"                       | "Gone Too Soon"                       | "Gone Too Soon"                       | "Gone Too Soon"                       | "Gone Too Soon"                       | "Gone Too Soon"                       | "Gone Too Soon"                       | "Gone Too Soon"                       | "Gone Too Soon"                       | "Gone Too Soon"                       | "Gone Too Soon"                       | "Gone Too Soon"                       | "Gone Too Soon"                       | "Gone Too Soon"                       | "Gone Too Soon"                       | "Gone Too Soon"                       | "Gone Too Soon"                       | "Gone Too Soon"                       | "Gone Too Soon"                       | "Gone Too Soon"                       | "Gone Too Soon"                       | "Gone Too Soon"                       | "Gone Too Soon"                       | "Gone Too Soon"                       | "Gone Too Soon"                       | "Gone Too Soon"                       | "Gone Too Soon"                       | "Gone Too Soon"                       | "Gone Too Soon"                       | "Gone Too Soon"                       | "Gone Too Soon"                       | "Gone Too Soon"                       | "Gone Too Soon"                       | "Gone Too Soon"                       | "Gone Too Soon"                       | "Gone Too Soon"                       | "Gone Too Soon"                       | "Gone Too Soon"                       | "Gone Too Soon"                       | "Gone Too Soon"                       | "Gone Too Soon"                       | "Gone Too Soon"                       | "Gone Too Soon"                       | "Gone Too Soon"                       | Michael Jackson  | Michael Jackson  | Michael Jackson  | Michael Jackson  | Michael Jackson  | Michael Jackson  | Michael Jackson  | Michael Jackson  | Michael Jackson  | Michael Jackson  | Michael Jackson  | Michael Jackson  | Michael Jackson  | Michael Jackson  | Michael Jackson  | Michael Jackson  | Michael Jackson  | Michael Jackson  | Michael Jackson  | Michael Jackson  | Michael Jackson  | Michael Jackson  | Michael Jackson  | Michael Jackson  | Michael Jackson  | Michael Jackson  | Michael Jackson  | Michael Jackson  | Michael Jackson  | Michael Jackson  | Michael Jackson  | Michael Jackson  | Michael Jackson  | Michael Jackson  | Michael Jackson  | Michael Jackson  | Michael Jackson  | Michael Jackson  | Michael Jackson  | Michael Jackson  | Michael Jackson  | Michael Jackson  | Michael Jackson  | Michael Jackson  | Michael Jackson  | Michael Jackson  | Michael Jackson  | Michael Jackson  | Michael Jackson  | Michael Jackson  | Michael Jackson  | Michael Jackson  | Michael Jackson  | Michael Jackson  | Michael Jackson  | Michael Jackson  | Michael Jackson  | Michael Jackson  | Michael Jackson  | Michael Jackson  | Michael Jackson  | Michael Jackson  | Michael Jackson  | Michael Jackson  | Michael Jackson  | Michael Jackson  | Michael Jackson  | Michael Jackson  | Michael Jackson  | Michael Jackson  | Michael Jackson  | Michael Jackson  | Michael Jackson  | Michael Jackson  | Michael Jackson  | Michael Jackson  | Michael Jackson  | Michael Jackson  | Michael Jackson  | Michael Jackson  | Michael Jackson  | Michael Jackson  | Michael Jackson  | Michael Jackson  | Michael Jackson  | Michael Jackson  | Michael Jackson  | Michael Jackson  | Michael Jackson  | Michael Jackson  | Michael Jackson  | Michael Jackson  | Michael Jackson  | Michael Jackson  | Michael Jackson  | Michael Jackson  | Michael Jackson  | Michael Jackson  | Michael Jackson  | Michael Jackson  | Safe               | Safe               | Safe               | Safe               | Safe               | Safe               | Safe               | Safe               | Safe               | Safe               | Safe               | Safe               | Safe               | Safe               | Safe               | Safe               | Safe               | Safe               | Safe               | Safe               | Safe               | Safe               | Safe               | Safe               | Safe               | Safe               | Safe               | Safe               | Safe               | Safe               | Safe               | Safe               | Safe               | Safe               | Safe               | Safe               | Safe               | Safe               | Safe               | Safe               | Safe               | Safe               | Safe               | Safe               | Safe               | Safe               | Safe               | Safe               | Safe               | Safe               | Safe               | Safe               | Safe               | Safe               | Safe               | Safe               | Safe               | Safe               | Safe               | Safe               | Safe               | Safe               | Safe               | Safe               | Safe               | Safe               | Safe               | Safe               | Safe               | Safe               | Safe               | Safe               | Safe               | Safe               | Safe               | Safe               | Safe               | Safe               | Safe               | Safe               | Safe               | Safe               | Safe               | Safe               | Safe               | Safe               | Safe               | Safe               | Safe               | Safe               | Safe               | Safe               | Safe               | Safe               | Safe               | Safe               | Safe               | Safe               | Safe               | Safe               |
| Top 12        | Top 12        | Top 12        | Top 12        | Top 12        | Top 12        | Top 12        | Top 12        | Top 12        | Top 12        | Top 12        | Top 12        | Top 12        | Top 12        | Top 12        | Top 12        | Top 12        | Top 12        | Top 12        | Top 12        | Top 12        | Top 12        | Top 12        | Top 12        | Top 12        | Top 12        | Top 12        | Top 12        | Top 12        | Top 12        | Top 12        | Top 12        | Top 12        | Top 12        | Top 12        | Top 12        | Top 12        | Top 12        | Top 12        | Top 12        | Top 12        | Top 12        | Top 12        | Top 12        | Top 12        | Top 12        | Top 12        | Top 12        | Top 12        | Top 12        | Top 12        | Top 12        | Top 12        | Top 12        | Top 12        | Top 12        | Top 12        | Top 12        | Top 12        | Top 12        | Top 12        | Top 12        | Top 12        | Top 12        | Top 12        | Top 12        | Top 12        | Top 12        | Top 12        | Top 12        | Top 12        | Top 12        | Top 12        | Top 12        | Top 12        | Top 12        | Top 12        | Top 12        | Top 12        | Top 12        | Top 12        | Top 12        | Top 12        | Top 12        | Top 12        | Top 12        | Top 12        | Top 12        | Top 12        | Top 12        | Top 12        | Top 12        | Top 12        | Top 12        | Top 12        | Top 12        | Top 12        | Top 12        | Top 12        | Top 12        | Songs From Their Greatest Pre-Idol Performances | Songs From Their Greatest Pre-Idol Performances | Songs From Their Greatest Pre-Idol Performances | Songs From Their Greatest Pre-Idol Performances | Songs From Their Greatest Pre-Idol Performances | Songs From Their Greatest Pre-Idol Performances | Songs From Their Greatest Pre-Idol Performances | Songs From Their Greatest Pre-Idol Performances | Songs From Their Greatest Pre-Idol Performances | Songs From Their Greatest Pre-Idol Performances | Songs From Their Greatest Pre-Idol Performances | Songs From Their Greatest Pre-Idol Performances | Songs From Their Greatest Pre-Idol Performances | Songs From Their Greatest Pre-Idol Performances | Songs From Their Greatest Pre-Idol Performances | Songs From Their Greatest Pre-Idol Performances | Songs From Their Greatest Pre-Idol Performances | Songs From Their Greatest Pre-Idol Performances | Songs From Their Greatest Pre-Idol Performances | Songs From Their Greatest Pre-Idol Performances | Songs From Their Greatest Pre-Idol Performances | Songs From Their Greatest Pre-Idol Performances | Songs From Their Greatest Pre-Idol Performances | Songs From Their Greatest Pre-Idol Performances | Songs From Their Greatest Pre-Idol Performances | Songs From Their Greatest Pre-Idol Performances | Songs From Their Greatest Pre-Idol Performances | Songs From Their Greatest Pre-Idol Performances | Songs From Their Greatest Pre-Idol Performances | Songs From Their Greatest Pre-Idol Performances | Songs From Their Greatest Pre-Idol Performances | Songs From Their Greatest Pre-Idol Performances | Songs From Their Greatest Pre-Idol Performances | Songs From Their Greatest Pre-Idol Performances | Songs From Their Greatest Pre-Idol Performances | Songs From Their Greatest Pre-Idol Performances | Songs From Their Greatest Pre-Idol Performances | Songs From Their Greatest Pre-Idol Performances | Songs From Their Greatest Pre-Idol Performances | Songs From Their Greatest Pre-Idol Performances | Songs From Their Greatest Pre-Idol Performances | Songs From Their Greatest Pre-Idol Performances | Songs From Their Greatest Pre-Idol Performances | Songs From Their Greatest Pre-Idol Performances | Songs From Their Greatest Pre-Idol Performances | Songs From Their Greatest Pre-Idol Performances | Songs From Their Greatest Pre-Idol Performances | Songs From Their Greatest Pre-Idol Performances | Songs From Their Greatest Pre-Idol Performances | Songs From Their Greatest Pre-Idol Performances | Songs From Their Greatest Pre-Idol Performances | Songs From Their Greatest Pre-Idol Performances | Songs From Their Greatest Pre-Idol Performances | Songs From Their Greatest Pre-Idol Performances | Songs From Their Greatest Pre-Idol Performances | Songs From Their Greatest Pre-Idol Performances | Songs From Their Greatest Pre-Idol Performances | Songs From Their Greatest Pre-Idol Performances | Songs From Their Greatest Pre-Idol Performances | Songs From Their Greatest Pre-Idol Performances | Songs From Their Greatest Pre-Idol Performances | Songs From Their Greatest Pre-Idol Performances | Songs From Their Greatest Pre-Idol Performances | Songs From Their Greatest Pre-Idol Performances | Songs From Their Greatest Pre-Idol Performances | Songs From Their Greatest Pre-Idol Performances | Songs From Their Greatest Pre-Idol Performances | Songs From Their Greatest Pre-Idol Performances | Songs From Their Greatest Pre-Idol Performances | Songs From Their Greatest Pre-Idol Performances | Songs From Their Greatest Pre-Idol Performances | Songs From Their Greatest Pre-Idol Performances | Songs From Their Greatest Pre-Idol Performances | Songs From Their Greatest Pre-Idol Performances | Songs From Their Greatest Pre-Idol Performances | Songs From Their Greatest Pre-Idol Performances | Songs From Their Greatest Pre-Idol Performances | Songs From Their Greatest Pre-Idol Performances | Songs From Their Greatest Pre-Idol Performances | Songs From Their Greatest Pre-Idol Performances | Songs From Their Greatest Pre-Idol Performances | Songs From Their Greatest Pre-Idol Performances | Songs From Their Greatest Pre-Idol Performances | Songs From Their Greatest Pre-Idol Performances | Songs From Their Greatest Pre-Idol Performances | Songs From Their Greatest Pre-Idol Performances | Songs From Their Greatest Pre-Idol Performances | Songs From Their Greatest Pre-Idol Performances | Songs From Their Greatest Pre-Idol Performances | Songs From Their Greatest Pre-Idol Performances | Songs From Their Greatest Pre-Idol Performances | Songs From Their Greatest Pre-Idol Performances | Songs From Their Greatest Pre-Idol Performances | Songs From Their Greatest Pre-Idol Performances | Songs From Their Greatest Pre-Idol Performances | Songs From Their Greatest Pre-Idol Performances | Songs From Their Greatest Pre-Idol Performances | Songs From Their Greatest Pre-Idol Performances | Songs From Their Greatest Pre-Idol Performances | Songs From Their Greatest Pre-Idol Performances | "Ordinary People"                     | "Ordinary People"                     | "Ordinary People"                     | "Ordinary People"                     | "Ordinary People"                     | "Ordinary People"                     | "Ordinary People"                     | "Ordinary People"                     | "Ordinary People"                     | "Ordinary People"                     | "Ordinary People"                     | "Ordinary People"                     | "Ordinary People"                     | "Ordinary People"                     | "Ordinary People"                     | "Ordinary People"                     | "Ordinary People"                     | "Ordinary People"                     | "Ordinary People"                     | "Ordinary People"                     | "Ordinary People"                     | "Ordinary People"                     | "Ordinary People"                     | "Ordinary People"                     | "Ordinary People"                     | "Ordinary People"                     | "Ordinary People"                     | "Ordinary People"                     | "Ordinary People"                     | "Ordinary People"                     | "Ordinary People"                     | "Ordinary People"                     | "Ordinary People"                     | "Ordinary People"                     | "Ordinary People"                     | "Ordinary People"                     | "Ordinary People"                     | "Ordinary People"                     | "Ordinary People"                     | "Ordinary People"                     | "Ordinary People"                     | "Ordinary People"                     | "Ordinary People"                     | "Ordinary People"                     | "Ordinary People"                     | "Ordinary People"                     | "Ordinary People"                     | "Ordinary People"                     | "Ordinary People"                     | "Ordinary People"                     | "Ordinary People"                     | "Ordinary People"                     | "Ordinary People"                     | "Ordinary People"                     | "Ordinary People"                     | "Ordinary People"                     | "Ordinary People"                     | "Ordinary People"                     | "Ordinary People"                     | "Ordinary People"                     | "Ordinary People"                     | "Ordinary People"                     | "Ordinary People"                     | "Ordinary People"                     | "Ordinary People"                     | "Ordinary People"                     | "Ordinary People"                     | "Ordinary People"                     | "Ordinary People"                     | "Ordinary People"                     | "Ordinary People"                     | "Ordinary People"                     | "Ordinary People"                     | "Ordinary People"                     | "Ordinary People"                     | "Ordinary People"                     | "Ordinary People"                     | "Ordinary People"                     | "Ordinary People"                     | "Ordinary People"                     | "Ordinary People"                     | "Ordinary People"                     | "Ordinary People"                     | "Ordinary People"                     | "Ordinary People"                     | "Ordinary People"                     | "Ordinary People"                     | "Ordinary People"                     | "Ordinary People"                     | "Ordinary People"                     | "Ordinary People"                     | "Ordinary People"                     | "Ordinary People"                     | "Ordinary People"                     | "Ordinary People"                     | "Ordinary People"                     | "Ordinary People"                     | "Ordinary People"                     | "Ordinary People"                     | "Ordinary People"                     | John Legend      | John Legend      | John Legend      | John Legend      | John Legend      | John Legend      | John Legend      | John Legend      | John Legend      | John Legend      | John Legend      | John Legend      | John Legend      | John Legend      | John Legend      | John Legend      | John Legend      | John Legend      | John Legend      | John Legend      | John Legend      | John Legend      | John Legend      | John Legend      | John Legend      | John Legend      | John Legend      | John Legend      | John Legend      | John Legend      | John Legend      | John Legend      | John Legend      | John Legend      | John Legend      | John Legend      | John Legend      | John Legend      | John Legend      | John Legend      | John Legend      | John Legend      | John Legend      | John Legend      | John Legend      | John Legend      | John Legend      | John Legend      | John Legend      | John Legend      | John Legend      | John Legend      | John Legend      | John Legend      | John Legend      | John Legend      | John Legend      | John Legend      | John Legend      | John Legend      | John Legend      | John Legend      | John Legend      | John Legend      | John Legend      | John Legend      | John Legend      | John Legend      | John Legend      | John Legend      | John Legend      | John Legend      | John Legend      | John Legend      | John Legend      | John Legend      | John Legend      | John Legend      | John Legend      | John Legend      | John Legend      | John Legend      | John Legend      | John Legend      | John Legend      | John Legend      | John Legend      | John Legend      | John Legend      | John Legend      | John Legend      | John Legend      | John Legend      | John Legend      | John Legend      | John Legend      | John Legend      | John Legend      | John Legend      | John Legend      | Bottom 3           | Bottom 3           | Bottom 3           | Bottom 3           | Bottom 3           | Bottom 3           | Bottom 3           | Bottom 3           | Bottom 3           | Bottom 3           | Bottom 3           | Bottom 3           | Bottom 3           | Bottom 3           | Bottom 3           | Bottom 3           | Bottom 3           | Bottom 3           | Bottom 3           | Bottom 3           | Bottom 3           | Bottom 3           | Bottom 3           | Bottom 3           | Bottom 3           | Bottom 3           | Bottom 3           | Bottom 3           | Bottom 3           | Bottom 3           | Bottom 3           | Bottom 3           | Bottom 3           | Bottom 3           | Bottom 3           | Bottom 3           | Bottom 3           | Bottom 3           | Bottom 3           | Bottom 3           | Bottom 3           | Bottom 3           | Bottom 3           | Bottom 3           | Bottom 3           | Bottom 3           | Bottom 3           | Bottom 3           | Bottom 3           | Bottom 3           | Bottom 3           | Bottom 3           | Bottom 3           | Bottom 3           | Bottom 3           | Bottom 3           | Bottom 3           | Bottom 3           | Bottom 3           | Bottom 3           | Bottom 3           | Bottom 3           | Bottom 3           | Bottom 3           | Bottom 3           | Bottom 3           | Bottom 3           | Bottom 3           | Bottom 3           | Bottom 3           | Bottom 3           | Bottom 3           | Bottom 3           | Bottom 3           | Bottom 3           | Bottom 3           | Bottom 3           | Bottom 3           | Bottom 3           | Bottom 3           | Bottom 3           | Bottom 3           | Bottom 3           | Bottom 3           | Bottom 3           | Bottom 3           | Bottom 3           | Bottom 3           | Bottom 3           | Bottom 3           | Bottom 3           | Bottom 3           | Bottom 3           | Bottom 3           | Bottom 3           | Bottom 3           | Bottom 3           | Bottom 3           | Bottom 3           | Bottom 3           |
| Top 11        | Top 11        | Top 11        | Top 11        | Top 11        | Top 11        | Top 11        | Top 11        | Top 11        | Top 11        | Top 11        | Top 11        | Top 11        | Top 11        | Top 11        | Top 11        | Top 11        | Top 11        | Top 11        | Top 11        | Top 11        | Top 11        | Top 11        | Top 11        | Top 11        | Top 11        | Top 11        | Top 11        | Top 11        | Top 11        | Top 11        | Top 11        | Top 11        | Top 11        | Top 11        | Top 11        | Top 11        | Top 11        | Top 11        | Top 11        | Top 11        | Top 11        | Top 11        | Top 11        | Top 11        | Top 11        | Top 11        | Top 11        | Top 11        | Top 11        | Top 11        | Top 11        | Top 11        | Top 11        | Top 11        | Top 11        | Top 11        | Top 11        | Top 11        | Top 11        | Top 11        | Top 11        | Top 11        | Top 11        | Top 11        | Top 11        | Top 11        | Top 11        | Top 11        | Top 11        | Top 11        | Top 11        | Top 11        | Top 11        | Top 11        | Top 11        | Top 11        | Top 11        | Top 11        | Top 11        | Top 11        | Top 11        | Top 11        | Top 11        | Top 11        | Top 11        | Top 11        | Top 11        | Top 11        | Top 11        | Top 11        | Top 11        | Top 11        | Top 11        | Top 11        | Top 11        | Top 11        | Top 11        | Top 11        | Top 11        | Song Dedications                                | Song Dedications                                | Song Dedications                                | Song Dedications                                | Song Dedications                                | Song Dedications                                | Song Dedications                                | Song Dedications                                | Song Dedications                                | Song Dedications                                | Song Dedications                                | Song Dedications                                | Song Dedications                                | Song Dedications                                | Song Dedications                                | Song Dedications                                | Song Dedications                                | Song Dedications                                | Song Dedications                                | Song Dedications                                | Song Dedications                                | Song Dedications                                | Song Dedications                                | Song Dedications                                | Song Dedications                                | Song Dedications                                | Song Dedications                                | Song Dedications                                | Song Dedications                                | Song Dedications                                | Song Dedications                                | Song Dedications                                | Song Dedications                                | Song Dedications                                | Song Dedications                                | Song Dedications                                | Song Dedications                                | Song Dedications                                | Song Dedications                                | Song Dedications                                | Song Dedications                                | Song Dedications                                | Song Dedications                                | Song Dedications                                | Song Dedications                                | Song Dedications                                | Song Dedications                                | Song Dedications                                | Song Dedications                                | Song Dedications                                | Song Dedications                                | Song Dedications                                | Song Dedications                                | Song Dedications                                | Song Dedications                                | Song Dedications                                | Song Dedications                                | Song Dedications                                | Song Dedications                                | Song Dedications                                | Song Dedications                                | Song Dedications                                | Song Dedications                                | Song Dedications                                | Song Dedications                                | Song Dedications                                | Song Dedications                                | Song Dedications                                | Song Dedications                                | Song Dedications                                | Song Dedications                                | Song Dedications                                | Song Dedications                                | Song Dedications                                | Song Dedications                                | Song Dedications                                | Song Dedications                                | Song Dedications                                | Song Dedications                                | Song Dedications                                | Song Dedications                                | Song Dedications                                | Song Dedications                                | Song Dedications                                | Song Dedications                                | Song Dedications                                | Song Dedications                                | Song Dedications                                | Song Dedications                                | Song Dedications                                | Song Dedications                                | Song Dedications                                | Song Dedications                                | Song Dedications                                | Song Dedications                                | Song Dedications                                | Song Dedications                                | Song Dedications                                | Song Dedications                                | Song Dedications                                | "I'll Never Love This Way Again"      | "I'll Never Love This Way Again"      | "I'll Never Love This Way Again"      | "I'll Never Love This Way Again"      | "I'll Never Love This Way Again"      | "I'll Never Love This Way Again"      | "I'll Never Love This Way Again"      | "I'll Never Love This Way Again"      | "I'll Never Love This Way Again"      | "I'll Never Love This Way Again"      | "I'll Never Love This Way Again"      | "I'll Never Love This Way Again"      | "I'll Never Love This Way Again"      | "I'll Never Love This Way Again"      | "I'll Never Love This Way Again"      | "I'll Never Love This Way Again"      | "I'll Never Love This Way Again"      | "I'll Never Love This Way Again"      | "I'll Never Love This Way Again"      | "I'll Never Love This Way Again"      | "I'll Never Love This Way Again"      | "I'll Never Love This Way Again"      | "I'll Never Love This Way Again"      | "I'll Never Love This Way Again"      | "I'll Never Love This Way Again"      | "I'll Never Love This Way Again"      | "I'll Never Love This Way Again"      | "I'll Never Love This Way Again"      | "I'll Never Love This Way Again"      | "I'll Never Love This Way Again"      | "I'll Never Love This Way Again"      | "I'll Never Love This Way Again"      | "I'll Never Love This Way Again"      | "I'll Never Love This Way Again"      | "I'll Never Love This Way Again"      | "I'll Never Love This Way Again"      | "I'll Never Love This Way Again"      | "I'll Never Love This Way Again"      | "I'll Never Love This Way Again"      | "I'll Never Love This Way Again"      | "I'll Never Love This Way Again"      | "I'll Never Love This Way Again"      | "I'll Never Love This Way Again"      | "I'll Never Love This Way Again"      | "I'll Never Love This Way Again"      | "I'll Never Love This Way Again"      | "I'll Never Love This Way Again"      | "I'll Never Love This Way Again"      | "I'll Never Love This Way Again"      | "I'll Never Love This Way Again"      | "I'll Never Love This Way Again"      | "I'll Never Love This Way Again"      | "I'll Never Love This Way Again"      | "I'll Never Love This Way Again"      | "I'll Never Love This Way Again"      | "I'll Never Love This Way Again"      | "I'll Never Love This Way Again"      | "I'll Never Love This Way Again"      | "I'll Never Love This Way Again"      | "I'll Never Love This Way Again"      | "I'll Never Love This Way Again"      | "I'll Never Love This Way Again"      | "I'll Never Love This Way Again"      | "I'll Never Love This Way Again"      | "I'll Never Love This Way Again"      | "I'll Never Love This Way Again"      | "I'll Never Love This Way Again"      | "I'll Never Love This Way Again"      | "I'll Never Love This Way Again"      | "I'll Never Love This Way Again"      | "I'll Never Love This Way Again"      | "I'll Never Love This Way Again"      | "I'll Never Love This Way Again"      | "I'll Never Love This Way Again"      | "I'll Never Love This Way Again"      | "I'll Never Love This Way Again"      | "I'll Never Love This Way Again"      | "I'll Never Love This Way Again"      | "I'll Never Love This Way Again"      | "I'll Never Love This Way Again"      | "I'll Never Love This Way Again"      | "I'll Never Love This Way Again"      | "I'll Never Love This Way Again"      | "I'll Never Love This Way Again"      | "I'll Never Love This Way Again"      | "I'll Never Love This Way Again"      | "I'll Never Love This Way Again"      | "I'll Never Love This Way Again"      | "I'll Never Love This Way Again"      | "I'll Never Love This Way Again"      | "I'll Never Love This Way Again"      | "I'll Never Love This Way Again"      | "I'll Never Love This Way Again"      | "I'll Never Love This Way Again"      | "I'll Never Love This Way Again"      | "I'll Never Love This Way Again"      | "I'll Never Love This Way Again"      | "I'll Never Love This Way Again"      | "I'll Never Love This Way Again"      | "I'll Never Love This Way Again"      | Dionne Warwick   | Dionne Warwick   | Dionne Warwick   | Dionne Warwick   | Dionne Warwick   | Dionne Warwick   | Dionne Warwick   | Dionne Warwick   | Dionne Warwick   | Dionne Warwick   | Dionne Warwick   | Dionne Warwick   | Dionne Warwick   | Dionne Warwick   | Dionne Warwick   | Dionne Warwick   | Dionne Warwick   | Dionne Warwick   | Dionne Warwick   | Dionne Warwick   | Dionne Warwick   | Dionne Warwick   | Dionne Warwick   | Dionne Warwick   | Dionne Warwick   | Dionne Warwick   | Dionne Warwick   | Dionne Warwick   | Dionne Warwick   | Dionne Warwick   | Dionne Warwick   | Dionne Warwick   | Dionne Warwick   | Dionne Warwick   | Dionne Warwick   | Dionne Warwick   | Dionne Warwick   | Dionne Warwick   | Dionne Warwick   | Dionne Warwick   | Dionne Warwick   | Dionne Warwick   | Dionne Warwick   | Dionne Warwick   | Dionne Warwick   | Dionne Warwick   | Dionne Warwick   | Dionne Warwick   | Dionne Warwick   | Dionne Warwick   | Dionne Warwick   | Dionne Warwick   | Dionne Warwick   | Dionne Warwick   | Dionne Warwick   | Dionne Warwick   | Dionne Warwick   | Dionne Warwick   | Dionne Warwick   | Dionne Warwick   | Dionne Warwick   | Dionne Warwick   | Dionne Warwick   | Dionne Warwick   | Dionne Warwick   | Dionne Warwick   | Dionne Warwick   | Dionne Warwick   | Dionne Warwick   | Dionne Warwick   | Dionne Warwick   | Dionne Warwick   | Dionne Warwick   | Dionne Warwick   | Dionne Warwick   | Dionne Warwick   | Dionne Warwick   | Dionne Warwick   | Dionne Warwick   | Dionne Warwick   | Dionne Warwick   | Dionne Warwick   | Dionne Warwick   | Dionne Warwick   | Dionne Warwick   | Dionne Warwick   | Dionne Warwick   | Dionne Warwick   | Dionne Warwick   | Dionne Warwick   | Dionne Warwick   | Dionne Warwick   | Dionne Warwick   | Dionne Warwick   | Dionne Warwick   | Dionne Warwick   | Dionne Warwick   | Dionne Warwick   | Dionne Warwick   | Dionne Warwick   | Safe               | Safe               | Safe               | Safe               | Safe               | Safe               | Safe               | Safe               | Safe               | Safe               | Safe               | Safe               | Safe               | Safe               | Safe               | Safe               | Safe               | Safe               | Safe               | Safe               | Safe               | Safe               | Safe               | Safe               | Safe               | Safe               | Safe               | Safe               | Safe               | Safe               | Safe               | Safe               | Safe               | Safe               | Safe               | Safe               | Safe               | Safe               | Safe               | Safe               | Safe               | Safe               | Safe               | Safe               | Safe               | Safe               | Safe               | Safe               | Safe               | Safe               | Safe               | Safe               | Safe               | Safe               | Safe               | Safe               | Safe               | Safe               | Safe               | Safe               | Safe               | Safe               | Safe               | Safe               | Safe               | Safe               | Safe               | Safe               | Safe               | Safe               | Safe               | Safe               | Safe               | Safe               | Safe               | Safe               | Safe               | Safe               | Safe               | Safe               | Safe               | Safe               | Safe               | Safe               | Safe               | Safe               | Safe               | Safe               | Safe               | Safe               | Safe               | Safe               | Safe               | Safe               | Safe               | Safe               | Safe               | Safe               | Safe               | Safe               |
| Top 10        | Top 10        | Top 10        | Top 10        | Top 10        | Top 10        | Top 10        | Top 10        | Top 10        | Top 10        | Top 10        | Top 10        | Top 10        | Top 10        | Top 10        | Top 10        | Top 10        | Top 10        | Top 10        | Top 10        | Top 10        | Top 10        | Top 10        | Top 10        | Top 10        | Top 10        | Top 10        | Top 10        | Top 10        | Top 10        | Top 10        | Top 10        | Top 10        | Top 10        | Top 10        | Top 10        | Top 10        | Top 10        | Top 10        | Top 10        | Top 10        | Top 10        | Top 10        | Top 10        | Top 10        | Top 10        | Top 10        | Top 10        | Top 10        | Top 10        | Top 10        | Top 10        | Top 10        | Top 10        | Top 10        | Top 10        | Top 10        | Top 10        | Top 10        | Top 10        | Top 10        | Top 10        | Top 10        | Top 10        | Top 10        | Top 10        | Top 10        | Top 10        | Top 10        | Top 10        | Top 10        | Top 10        | Top 10        | Top 10        | Top 10        | Top 10        | Top 10        | Top 10        | Top 10        | Top 10        | Top 10        | Top 10        | Top 10        | Top 10        | Top 10        | Top 10        | Top 10        | Top 10        | Top 10        | Top 10        | Top 10        | Top 10        | Top 10        | Top 10        | Top 10        | Top 10        | Top 10        | Top 10        | Top 10        | Top 10        | Songs of Their Lives                            | Songs of Their Lives                            | Songs of Their Lives                            | Songs of Their Lives                            | Songs of Their Lives                            | Songs of Their Lives                            | Songs of Their Lives                            | Songs of Their Lives                            | Songs of Their Lives                            | Songs of Their Lives                            | Songs of Their Lives                            | Songs of Their Lives                            | Songs of Their Lives                            | Songs of Their Lives                            | Songs of Their Lives                            | Songs of Their Lives                            | Songs of Their Lives                            | Songs of Their Lives                            | Songs of Their Lives                            | Songs of Their Lives                            | Songs of Their Lives                            | Songs of Their Lives                            | Songs of Their Lives                            | Songs of Their Lives                            | Songs of Their Lives                            | Songs of Their Lives                            | Songs of Their Lives                            | Songs of Their Lives                            | Songs of Their Lives                            | Songs of Their Lives                            | Songs of Their Lives                            | Songs of Their Lives                            | Songs of Their Lives                            | Songs of Their Lives                            | Songs of Their Lives                            | Songs of Their Lives                            | Songs of Their Lives                            | Songs of Their Lives                            | Songs of Their Lives                            | Songs of Their Lives                            | Songs of Their Lives                            | Songs of Their Lives                            | Songs of Their Lives                            | Songs of Their Lives                            | Songs of Their Lives                            | Songs of Their Lives                            | Songs of Their Lives                            | Songs of Their Lives                            | Songs of Their Lives                            | Songs of Their Lives                            | Songs of Their Lives                            | Songs of Their Lives                            | Songs of Their Lives                            | Songs of Their Lives                            | Songs of Their Lives                            | Songs of Their Lives                            | Songs of Their Lives                            | Songs of Their Lives                            | Songs of Their Lives                            | Songs of Their Lives                            | Songs of Their Lives                            | Songs of Their Lives                            | Songs of Their Lives                            | Songs of Their Lives                            | Songs of Their Lives                            | Songs of Their Lives                            | Songs of Their Lives                            | Songs of Their Lives                            | Songs of Their Lives                            | Songs of Their Lives                            | Songs of Their Lives                            | Songs of Their Lives                            | Songs of Their Lives                            | Songs of Their Lives                            | Songs of Their Lives                            | Songs of Their Lives                            | Songs of Their Lives                            | Songs of Their Lives                            | Songs of Their Lives                            | Songs of Their Lives                            | Songs of Their Lives                            | Songs of Their Lives                            | Songs of Their Lives                            | Songs of Their Lives                            | Songs of Their Lives                            | Songs of Their Lives                            | Songs of Their Lives                            | Songs of Their Lives                            | Songs of Their Lives                            | Songs of Their Lives                            | Songs of Their Lives                            | Songs of Their Lives                            | Songs of Their Lives                            | Songs of Their Lives                            | Songs of Their Lives                            | Songs of Their Lives                            | Songs of Their Lives                            | Songs of Their Lives                            | Songs of Their Lives                            | Songs of Their Lives                            | "A Warrior Is A Child"                | "A Warrior Is A Child"                | "A Warrior Is A Child"                | "A Warrior Is A Child"                | "A Warrior Is A Child"                | "A Warrior Is A Child"                | "A Warrior Is A Child"                | "A Warrior Is A Child"                | "A Warrior Is A Child"                | "A Warrior Is A Child"                | "A Warrior Is A Child"                | "A Warrior Is A Child"                | "A Warrior Is A Child"                | "A Warrior Is A Child"                | "A Warrior Is A Child"                | "A Warrior Is A Child"                | "A Warrior Is A Child"                | "A Warrior Is A Child"                | "A Warrior Is A Child"                | "A Warrior Is A Child"                | "A Warrior Is A Child"                | "A Warrior Is A Child"                | "A Warrior Is A Child"                | "A Warrior Is A Child"                | "A Warrior Is A Child"                | "A Warrior Is A Child"                | "A Warrior Is A Child"                | "A Warrior Is A Child"                | "A Warrior Is A Child"                | "A Warrior Is A Child"                | "A Warrior Is A Child"                | "A Warrior Is A Child"                | "A Warrior Is A Child"                | "A Warrior Is A Child"                | "A Warrior Is A Child"                | "A Warrior Is A Child"                | "A Warrior Is A Child"                | "A Warrior Is A Child"                | "A Warrior Is A Child"                | "A Warrior Is A Child"                | "A Warrior Is A Child"                | "A Warrior Is A Child"                | "A Warrior Is A Child"                | "A Warrior Is A Child"                | "A Warrior Is A Child"                | "A Warrior Is A Child"                | "A Warrior Is A Child"                | "A Warrior Is A Child"                | "A Warrior Is A Child"                | "A Warrior Is A Child"                | "A Warrior Is A Child"                | "A Warrior Is A Child"                | "A Warrior Is A Child"                | "A Warrior Is A Child"                | "A Warrior Is A Child"                | "A Warrior Is A Child"                | "A Warrior Is A Child"                | "A Warrior Is A Child"                | "A Warrior Is A Child"                | "A Warrior Is A Child"                | "A Warrior Is A Child"                | "A Warrior Is A Child"                | "A Warrior Is A Child"                | "A Warrior Is A Child"                | "A Warrior Is A Child"                | "A Warrior Is A Child"                | "A Warrior Is A Child"                | "A Warrior Is A Child"                | "A Warrior Is A Child"                | "A Warrior Is A Child"                | "A Warrior Is A Child"                | "A Warrior Is A Child"                | "A Warrior Is A Child"                | "A Warrior Is A Child"                | "A Warrior Is A Child"                | "A Warrior Is A Child"                | "A Warrior Is A Child"                | "A Warrior Is A Child"                | "A Warrior Is A Child"                | "A Warrior Is A Child"                | "A Warrior Is A Child"                | "A Warrior Is A Child"                | "A Warrior Is A Child"                | "A Warrior Is A Child"                | "A Warrior Is A Child"                | "A Warrior Is A Child"                | "A Warrior Is A Child"                | "A Warrior Is A Child"                | "A Warrior Is A Child"                | "A Warrior Is A Child"                | "A Warrior Is A Child"                | "A Warrior Is A Child"                | "A Warrior Is A Child"                | "A Warrior Is A Child"                | "A Warrior Is A Child"                | "A Warrior Is A Child"                | "A Warrior Is A Child"                | "A Warrior Is A Child"                | "A Warrior Is A Child"                | "A Warrior Is A Child"                | Gary Valenciano  | Gary Valenciano  | Gary Valenciano  | Gary Valenciano  | Gary Valenciano  | Gary Valenciano  | Gary Valenciano  | Gary Valenciano  | Gary Valenciano  | Gary Valenciano  | Gary Valenciano  | Gary Valenciano  | Gary Valenciano  | Gary Valenciano  | Gary Valenciano  | Gary Valenciano  | Gary Valenciano  | Gary Valenciano  | Gary Valenciano  | Gary Valenciano  | Gary Valenciano  | Gary Valenciano  | Gary Valenciano  | Gary Valenciano  | Gary Valenciano  | Gary Valenciano  | Gary Valenciano  | Gary Valenciano  | Gary Valenciano  | Gary Valenciano  | Gary Valenciano  | Gary Valenciano  | Gary Valenciano  | Gary Valenciano  | Gary Valenciano  | Gary Valenciano  | Gary Valenciano  | Gary Valenciano  | Gary Valenciano  | Gary Valenciano  | Gary Valenciano  | Gary Valenciano  | Gary Valenciano  | Gary Valenciano  | Gary Valenciano  | Gary Valenciano  | Gary Valenciano  | Gary Valenciano  | Gary Valenciano  | Gary Valenciano  | Gary Valenciano  | Gary Valenciano  | Gary Valenciano  | Gary Valenciano  | Gary Valenciano  | Gary Valenciano  | Gary Valenciano  | Gary Valenciano  | Gary Valenciano  | Gary Valenciano  | Gary Valenciano  | Gary Valenciano  | Gary Valenciano  | Gary Valenciano  | Gary Valenciano  | Gary Valenciano  | Gary Valenciano  | Gary Valenciano  | Gary Valenciano  | Gary Valenciano  | Gary Valenciano  | Gary Valenciano  | Gary Valenciano  | Gary Valenciano  | Gary Valenciano  | Gary Valenciano  | Gary Valenciano  | Gary Valenciano  | Gary Valenciano  | Gary Valenciano  | Gary Valenciano  | Gary Valenciano  | Gary Valenciano  | Gary Valenciano  | Gary Valenciano  | Gary Valenciano  | Gary Valenciano  | Gary Valenciano  | Gary Valenciano  | Gary Valenciano  | Gary Valenciano  | Gary Valenciano  | Gary Valenciano  | Gary Valenciano  | Gary Valenciano  | Gary Valenciano  | Gary Valenciano  | Gary Valenciano  | Gary Valenciano  | Gary Valenciano  | Safe               | Safe               | Safe               | Safe               | Safe               | Safe               | Safe               | Safe               | Safe               | Safe               | Safe               | Safe               | Safe               | Safe               | Safe               | Safe               | Safe               | Safe               | Safe               | Safe               | Safe               | Safe               | Safe               | Safe               | Safe               | Safe               | Safe               | Safe               | Safe               | Safe               | Safe               | Safe               | Safe               | Safe               | Safe               | Safe               | Safe               | Safe               | Safe               | Safe               | Safe               | Safe               | Safe               | Safe               | Safe               | Safe               | Safe               | Safe               | Safe               | Safe               | Safe               | Safe               | Safe               | Safe               | Safe               | Safe               | Safe               | Safe               | Safe               | Safe               | Safe               | Safe               | Safe               | Safe               | Safe               | Safe               | Safe               | Safe               | Safe               | Safe               | Safe               | Safe               | Safe               | Safe               | Safe               | Safe               | Safe               | Safe               | Safe               | Safe               | Safe               | Safe               | Safe               | Safe               | Safe               | Safe               | Safe               | Safe               | Safe               | Safe               | Safe               | Safe               | Safe               | Safe               | Safe               | Safe               | Safe               | Safe               | Safe               | Safe               |
| Top 9         | Top 9         | Top 9         | Top 9         | Top 9         | Top 9         | Top 9         | Top 9         | Top 9         | Top 9         | Top 9         | Top 9         | Top 9         | Top 9         | Top 9         | Top 9         | Top 9         | Top 9         | Top 9         | Top 9         | Top 9         | Top 9         | Top 9         | Top 9         | Top 9         | Top 9         | Top 9         | Top 9         | Top 9         | Top 9         | Top 9         | Top 9         | Top 9         | Top 9         | Top 9         | Top 9         | Top 9         | Top 9         | Top 9         | Top 9         | Top 9         | Top 9         | Top 9         | Top 9         | Top 9         | Top 9         | Top 9         | Top 9         | Top 9         | Top 9         | Top 9         | Top 9         | Top 9         | Top 9         | Top 9         | Top 9         | Top 9         | Top 9         | Top 9         | Top 9         | Top 9         | Top 9         | Top 9         | Top 9         | Top 9         | Top 9         | Top 9         | Top 9         | Top 9         | Top 9         | Top 9         | Top 9         | Top 9         | Top 9         | Top 9         | Top 9         | Top 9         | Top 9         | Top 9         | Top 9         | Top 9         | Top 9         | Top 9         | Top 9         | Top 9         | Top 9         | Top 9         | Top 9         | Top 9         | Top 9         | Top 9         | Top 9         | Top 9         | Top 9         | Top 9         | Top 9         | Top 9         | Top 9         | Top 9         | Top 9         | Songs sung by Regine Velasquez                  | Songs sung by Regine Velasquez                  | Songs sung by Regine Velasquez                  | Songs sung by Regine Velasquez                  | Songs sung by Regine Velasquez                  | Songs sung by Regine Velasquez                  | Songs sung by Regine Velasquez                  | Songs sung by Regine Velasquez                  | Songs sung by Regine Velasquez                  | Songs sung by Regine Velasquez                  | Songs sung by Regine Velasquez                  | Songs sung by Regine Velasquez                  | Songs sung by Regine Velasquez                  | Songs sung by Regine Velasquez                  | Songs sung by Regine Velasquez                  | Songs sung by Regine Velasquez                  | Songs sung by Regine Velasquez                  | Songs sung by Regine Velasquez                  | Songs sung by Regine Velasquez                  | Songs sung by Regine Velasquez                  | Songs sung by Regine Velasquez                  | Songs sung by Regine Velasquez                  | Songs sung by Regine Velasquez                  | Songs sung by Regine Velasquez                  | Songs sung by Regine Velasquez                  | Songs sung by Regine Velasquez                  | Songs sung by Regine Velasquez                  | Songs sung by Regine Velasquez                  | Songs sung by Regine Velasquez                  | Songs sung by Regine Velasquez                  | Songs sung by Regine Velasquez                  | Songs sung by Regine Velasquez                  | Songs sung by Regine Velasquez                  | Songs sung by Regine Velasquez                  | Songs sung by Regine Velasquez                  | Songs sung by Regine Velasquez                  | Songs sung by Regine Velasquez                  | Songs sung by Regine Velasquez                  | Songs sung by Regine Velasquez                  | Songs sung by Regine Velasquez                  | Songs sung by Regine Velasquez                  | Songs sung by Regine Velasquez                  | Songs sung by Regine Velasquez                  | Songs sung by Regine Velasquez                  | Songs sung by Regine Velasquez                  | Songs sung by Regine Velasquez                  | Songs sung by Regine Velasquez                  | Songs sung by Regine Velasquez                  | Songs sung by Regine Velasquez                  | Songs sung by Regine Velasquez                  | Songs sung by Regine Velasquez                  | Songs sung by Regine Velasquez                  | Songs sung by Regine Velasquez                  | Songs sung by Regine Velasquez                  | Songs sung by Regine Velasquez                  | Songs sung by Regine Velasquez                  | Songs sung by Regine Velasquez                  | Songs sung by Regine Velasquez                  | Songs sung by Regine Velasquez                  | Songs sung by Regine Velasquez                  | Songs sung by Regine Velasquez                  | Songs sung by Regine Velasquez                  | Songs sung by Regine Velasquez                  | Songs sung by Regine Velasquez                  | Songs sung by Regine Velasquez                  | Songs sung by Regine Velasquez                  | Songs sung by Regine Velasquez                  | Songs sung by Regine Velasquez                  | Songs sung by Regine Velasquez                  | Songs sung by Regine Velasquez                  | Songs sung by Regine Velasquez                  | Songs sung by Regine Velasquez                  | Songs sung by Regine Velasquez                  | Songs sung by Regine Velasquez                  | Songs sung by Regine Velasquez                  | Songs sung by Regine Velasquez                  | Songs sung by Regine Velasquez                  | Songs sung by Regine Velasquez                  | Songs sung by Regine Velasquez                  | Songs sung by Regine Velasquez                  | Songs sung by Regine Velasquez                  | Songs sung by Regine Velasquez                  | Songs sung by Regine Velasquez                  | Songs sung by Regine Velasquez                  | Songs sung by Regine Velasquez                  | Songs sung by Regine Velasquez                  | Songs sung by Regine Velasquez                  | Songs sung by Regine Velasquez                  | Songs sung by Regine Velasquez                  | Songs sung by Regine Velasquez                  | Songs sung by Regine Velasquez                  | Songs sung by Regine Velasquez                  | Songs sung by Regine Velasquez                  | Songs sung by Regine Velasquez                  | Songs sung by Regine Velasquez                  | Songs sung by Regine Velasquez                  | Songs sung by Regine Velasquez                  | Songs sung by Regine Velasquez                  | Songs sung by Regine Velasquez                  | Songs sung by Regine Velasquez                  | "Narito Ako"                          | "Narito Ako"                          | "Narito Ako"                          | "Narito Ako"                          | "Narito Ako"                          | "Narito Ako"                          | "Narito Ako"                          | "Narito Ako"                          | "Narito Ako"                          | "Narito Ako"                          | "Narito Ako"                          | "Narito Ako"                          | "Narito Ako"                          | "Narito Ako"                          | "Narito Ako"                          | "Narito Ako"                          | "Narito Ako"                          | "Narito Ako"                          | "Narito Ako"                          | "Narito Ako"                          | "Narito Ako"                          | "Narito Ako"                          | "Narito Ako"                          | "Narito Ako"                          | "Narito Ako"                          | "Narito Ako"                          | "Narito Ako"                          | "Narito Ako"                          | "Narito Ako"                          | "Narito Ako"                          | "Narito Ako"                          | "Narito Ako"                          | "Narito Ako"                          | "Narito Ako"                          | "Narito Ako"                          | "Narito Ako"                          | "Narito Ako"                          | "Narito Ako"                          | "Narito Ako"                          | "Narito Ako"                          | "Narito Ako"                          | "Narito Ako"                          | "Narito Ako"                          | "Narito Ako"                          | "Narito Ako"                          | "Narito Ako"                          | "Narito Ako"                          | "Narito Ako"                          | "Narito Ako"                          | "Narito Ako"                          | "Narito Ako"                          | "Narito Ako"                          | "Narito Ako"                          | "Narito Ako"                          | "Narito Ako"                          | "Narito Ako"                          | "Narito Ako"                          | "Narito Ako"                          | "Narito Ako"                          | "Narito Ako"                          | "Narito Ako"                          | "Narito Ako"                          | "Narito Ako"                          | "Narito Ako"                          | "Narito Ako"                          | "Narito Ako"                          | "Narito Ako"                          | "Narito Ako"                          | "Narito Ako"                          | "Narito Ako"                          | "Narito Ako"                          | "Narito Ako"                          | "Narito Ako"                          | "Narito Ako"                          | "Narito Ako"                          | "Narito Ako"                          | "Narito Ako"                          | "Narito Ako"                          | "Narito Ako"                          | "Narito Ako"                          | "Narito Ako"                          | "Narito Ako"                          | "Narito Ako"                          | "Narito Ako"                          | "Narito Ako"                          | "Narito Ako"                          | "Narito Ako"                          | "Narito Ako"                          | "Narito Ako"                          | "Narito Ako"                          | "Narito Ako"                          | "Narito Ako"                          | "Narito Ako"                          | "Narito Ako"                          | "Narito Ako"                          | "Narito Ako"                          | "Narito Ako"                          | "Narito Ako"                          | "Narito Ako"                          | "Narito Ako"                          | Regine Velasquez | Regine Velasquez | Regine Velasquez | Regine Velasquez | Regine Velasquez | Regine Velasquez | Regine Velasquez | Regine Velasquez | Regine Velasquez | Regine Velasquez | Regine Velasquez | Regine Velasquez | Regine Velasquez | Regine Velasquez | Regine Velasquez | Regine Velasquez | Regine Velasquez | Regine Velasquez | Regine Velasquez | Regine Velasquez | Regine Velasquez | Regine Velasquez | Regine Velasquez | Regine Velasquez | Regine Velasquez | Regine Velasquez | Regine Velasquez | Regine Velasquez | Regine Velasquez | Regine Velasquez | Regine Velasquez | Regine Velasquez | Regine Velasquez | Regine Velasquez | Regine Velasquez | Regine Velasquez | Regine Velasquez | Regine Velasquez | Regine Velasquez | Regine Velasquez | Regine Velasquez | Regine Velasquez | Regine Velasquez | Regine Velasquez | Regine Velasquez | Regine Velasquez | Regine Velasquez | Regine Velasquez | Regine Velasquez | Regine Velasquez | Regine Velasquez | Regine Velasquez | Regine Velasquez | Regine Velasquez | Regine Velasquez | Regine Velasquez | Regine Velasquez | Regine Velasquez | Regine Velasquez | Regine Velasquez | Regine Velasquez | Regine Velasquez | Regine Velasquez | Regine Velasquez | Regine Velasquez | Regine Velasquez | Regine Velasquez | Regine Velasquez | Regine Velasquez | Regine Velasquez | Regine Velasquez | Regine Velasquez | Regine Velasquez | Regine Velasquez | Regine Velasquez | Regine Velasquez | Regine Velasquez | Regine Velasquez | Regine Velasquez | Regine Velasquez | Regine Velasquez | Regine Velasquez | Regine Velasquez | Regine Velasquez | Regine Velasquez | Regine Velasquez | Regine Velasquez | Regine Velasquez | Regine Velasquez | Regine Velasquez | Regine Velasquez | Regine Velasquez | Regine Velasquez | Regine Velasquez | Regine Velasquez | Regine Velasquez | Regine Velasquez | Regine Velasquez | Regine Velasquez | Regine Velasquez | Bottom 4           | Bottom 4           | Bottom 4           | Bottom 4           | Bottom 4           | Bottom 4           | Bottom 4           | Bottom 4           | Bottom 4           | Bottom 4           | Bottom 4           | Bottom 4           | Bottom 4           | Bottom 4           | Bottom 4           | Bottom 4           | Bottom 4           | Bottom 4           | Bottom 4           | Bottom 4           | Bottom 4           | Bottom 4           | Bottom 4           | Bottom 4           | Bottom 4           | Bottom 4           | Bottom 4           | Bottom 4           | Bottom 4           | Bottom 4           | Bottom 4           | Bottom 4           | Bottom 4           | Bottom 4           | Bottom 4           | Bottom 4           | Bottom 4           | Bottom 4           | Bottom 4           | Bottom 4           | Bottom 4           | Bottom 4           | Bottom 4           | Bottom 4           | Bottom 4           | Bottom 4           | Bottom 4           | Bottom 4           | Bottom 4           | Bottom 4           | Bottom 4           | Bottom 4           | Bottom 4           | Bottom 4           | Bottom 4           | Bottom 4           | Bottom 4           | Bottom 4           | Bottom 4           | Bottom 4           | Bottom 4           | Bottom 4           | Bottom 4           | Bottom 4           | Bottom 4           | Bottom 4           | Bottom 4           | Bottom 4           | Bottom 4           | Bottom 4           | Bottom 4           | Bottom 4           | Bottom 4           | Bottom 4           | Bottom 4           | Bottom 4           | Bottom 4           | Bottom 4           | Bottom 4           | Bottom 4           | Bottom 4           | Bottom 4           | Bottom 4           | Bottom 4           | Bottom 4           | Bottom 4           | Bottom 4           | Bottom 4           | Bottom 4           | Bottom 4           | Bottom 4           | Bottom 4           | Bottom 4           | Bottom 4           | Bottom 4           | Bottom 4           | Bottom 4           | Bottom 4           | Bottom 4           | Bottom 4           |
| Top 8         | Top 8         | Top 8         | Top 8         | Top 8         | Top 8         | Top 8         | Top 8         | Top 8         | Top 8         | Top 8         | Top 8         | Top 8         | Top 8         | Top 8         | Top 8         | Top 8         | Top 8         | Top 8         | Top 8         | Top 8         | Top 8         | Top 8         | Top 8         | Top 8         | Top 8         | Top 8         | Top 8         | Top 8         | Top 8         | Top 8         | Top 8         | Top 8         | Top 8         | Top 8         | Top 8         | Top 8         | Top 8         | Top 8         | Top 8         | Top 8         | Top 8         | Top 8         | Top 8         | Top 8         | Top 8         | Top 8         | Top 8         | Top 8         | Top 8         | Top 8         | Top 8         | Top 8         | Top 8         | Top 8         | Top 8         | Top 8         | Top 8         | Top 8         | Top 8         | Top 8         | Top 8         | Top 8         | Top 8         | Top 8         | Top 8         | Top 8         | Top 8         | Top 8         | Top 8         | Top 8         | Top 8         | Top 8         | Top 8         | Top 8         | Top 8         | Top 8         | Top 8         | Top 8         | Top 8         | Top 8         | Top 8         | Top 8         | Top 8         | Top 8         | Top 8         | Top 8         | Top 8         | Top 8         | Top 8         | Top 8         | Top 8         | Top 8         | Top 8         | Top 8         | Top 8         | Top 8         | Top 8         | Top 8         | Top 8         | Songs by Jaya Ramsey                            | Songs by Jaya Ramsey                            | Songs by Jaya Ramsey                            | Songs by Jaya Ramsey                            | Songs by Jaya Ramsey                            | Songs by Jaya Ramsey                            | Songs by Jaya Ramsey                            | Songs by Jaya Ramsey                            | Songs by Jaya Ramsey                            | Songs by Jaya Ramsey                            | Songs by Jaya Ramsey                            | Songs by Jaya Ramsey                            | Songs by Jaya Ramsey                            | Songs by Jaya Ramsey                            | Songs by Jaya Ramsey                            | Songs by Jaya Ramsey                            | Songs by Jaya Ramsey                            | Songs by Jaya Ramsey                            | Songs by Jaya Ramsey                            | Songs by Jaya Ramsey                            | Songs by Jaya Ramsey                            | Songs by Jaya Ramsey                            | Songs by Jaya Ramsey                            | Songs by Jaya Ramsey                            | Songs by Jaya Ramsey                            | Songs by Jaya Ramsey                            | Songs by Jaya Ramsey                            | Songs by Jaya Ramsey                            | Songs by Jaya Ramsey                            | Songs by Jaya Ramsey                            | Songs by Jaya Ramsey                            | Songs by Jaya Ramsey                            | Songs by Jaya Ramsey                            | Songs by Jaya Ramsey                            | Songs by Jaya Ramsey                            | Songs by Jaya Ramsey                            | Songs by Jaya Ramsey                            | Songs by Jaya Ramsey                            | Songs by Jaya Ramsey                            | Songs by Jaya Ramsey                            | Songs by Jaya Ramsey                            | Songs by Jaya Ramsey                            | Songs by Jaya Ramsey                            | Songs by Jaya Ramsey                            | Songs by Jaya Ramsey                            | Songs by Jaya Ramsey                            | Songs by Jaya Ramsey                            | Songs by Jaya Ramsey                            | Songs by Jaya Ramsey                            | Songs by Jaya Ramsey                            | Songs by Jaya Ramsey                            | Songs by Jaya Ramsey                            | Songs by Jaya Ramsey                            | Songs by Jaya Ramsey                            | Songs by Jaya Ramsey                            | Songs by Jaya Ramsey                            | Songs by Jaya Ramsey                            | Songs by Jaya Ramsey                            | Songs by Jaya Ramsey                            | Songs by Jaya Ramsey                            | Songs by Jaya Ramsey                            | Songs by Jaya Ramsey                            | Songs by Jaya Ramsey                            | Songs by Jaya Ramsey                            | Songs by Jaya Ramsey                            | Songs by Jaya Ramsey                            | Songs by Jaya Ramsey                            | Songs by Jaya Ramsey                            | Songs by Jaya Ramsey                            | Songs by Jaya Ramsey                            | Songs by Jaya Ramsey                            | Songs by Jaya Ramsey                            | Songs by Jaya Ramsey                            | Songs by Jaya Ramsey                            | Songs by Jaya Ramsey                            | Songs by Jaya Ramsey                            | Songs by Jaya Ramsey                            | Songs by Jaya Ramsey                            | Songs by Jaya Ramsey                            | Songs by Jaya Ramsey                            | Songs by Jaya Ramsey                            | Songs by Jaya Ramsey                            | Songs by Jaya Ramsey                            | Songs by Jaya Ramsey                            | Songs by Jaya Ramsey                            | Songs by Jaya Ramsey                            | Songs by Jaya Ramsey                            | Songs by Jaya Ramsey                            | Songs by Jaya Ramsey                            | Songs by Jaya Ramsey                            | Songs by Jaya Ramsey                            | Songs by Jaya Ramsey                            | Songs by Jaya Ramsey                            | Songs by Jaya Ramsey                            | Songs by Jaya Ramsey                            | Songs by Jaya Ramsey                            | Songs by Jaya Ramsey                            | Songs by Jaya Ramsey                            | Songs by Jaya Ramsey                            | Songs by Jaya Ramsey                            | "Kung Wala Na"                        | "Kung Wala Na"                        | "Kung Wala Na"                        | "Kung Wala Na"                        | "Kung Wala Na"                        | "Kung Wala Na"                        | "Kung Wala Na"                        | "Kung Wala Na"                        | "Kung Wala Na"                        | "Kung Wala Na"                        | "Kung Wala Na"                        | "Kung Wala Na"                        | "Kung Wala Na"                        | "Kung Wala Na"                        | "Kung Wala Na"                        | "Kung Wala Na"                        | "Kung Wala Na"                        | "Kung Wala Na"                        | "Kung Wala Na"                        | "Kung Wala Na"                        | "Kung Wala Na"                        | "Kung Wala Na"                        | "Kung Wala Na"                        | "Kung Wala Na"                        | "Kung Wala Na"                        | "Kung Wala Na"                        | "Kung Wala Na"                        | "Kung Wala Na"                        | "Kung Wala Na"                        | "Kung Wala Na"                        | "Kung Wala Na"                        | "Kung Wala Na"                        | "Kung Wala Na"                        | "Kung Wala Na"                        | "Kung Wala Na"                        | "Kung Wala Na"                        | "Kung Wala Na"                        | "Kung Wala Na"                        | "Kung Wala Na"                        | "Kung Wala Na"                        | "Kung Wala Na"                        | "Kung Wala Na"                        | "Kung Wala Na"                        | "Kung Wala Na"                        | "Kung Wala Na"                        | "Kung Wala Na"                        | "Kung Wala Na"                        | "Kung Wala Na"                        | "Kung Wala Na"                        | "Kung Wala Na"                        | "Kung Wala Na"                        | "Kung Wala Na"                        | "Kung Wala Na"                        | "Kung Wala Na"                        | "Kung Wala Na"                        | "Kung Wala Na"                        | "Kung Wala Na"                        | "Kung Wala Na"                        | "Kung Wala Na"                        | "Kung Wala Na"                        | "Kung Wala Na"                        | "Kung Wala Na"                        | "Kung Wala Na"                        | "Kung Wala Na"                        | "Kung Wala Na"                        | "Kung Wala Na"                        | "Kung Wala Na"                        | "Kung Wala Na"                        | "Kung Wala Na"                        | "Kung Wala Na"                        | "Kung Wala Na"                        | "Kung Wala Na"                        | "Kung Wala Na"                        | "Kung Wala Na"                        | "Kung Wala Na"                        | "Kung Wala Na"                        | "Kung Wala Na"                        | "Kung Wala Na"                        | "Kung Wala Na"                        | "Kung Wala Na"                        | "Kung Wala Na"                        | "Kung Wala Na"                        | "Kung Wala Na"                        | "Kung Wala Na"                        | "Kung Wala Na"                        | "Kung Wala Na"                        | "Kung Wala Na"                        | "Kung Wala Na"                        | "Kung Wala Na"                        | "Kung Wala Na"                        | "Kung Wala Na"                        | "Kung Wala Na"                        | "Kung Wala Na"                        | "Kung Wala Na"                        | "Kung Wala Na"                        | "Kung Wala Na"                        | "Kung Wala Na"                        | "Kung Wala Na"                        | "Kung Wala Na"                        | "Kung Wala Na"                        | Jaya             | Jaya             | Jaya             | Jaya             | Jaya             | Jaya             | Jaya             | Jaya             | Jaya             | Jaya             | Jaya             | Jaya             | Jaya             | Jaya             | Jaya             | Jaya             | Jaya             | Jaya             | Jaya             | Jaya             | Jaya             | Jaya             | Jaya             | Jaya             | Jaya             | Jaya             | Jaya             | Jaya             | Jaya             | Jaya             | Jaya             | Jaya             | Jaya             | Jaya             | Jaya             | Jaya             | Jaya             | Jaya             | Jaya             | Jaya             | Jaya             | Jaya             | Jaya             | Jaya             | Jaya             | Jaya             | Jaya             | Jaya             | Jaya             | Jaya             | Jaya             | Jaya             | Jaya             | Jaya             | Jaya             | Jaya             | Jaya             | Jaya             | Jaya             | Jaya             | Jaya             | Jaya             | Jaya             | Jaya             | Jaya             | Jaya             | Jaya             | Jaya             | Jaya             | Jaya             | Jaya             | Jaya             | Jaya             | Jaya             | Jaya             | Jaya             | Jaya             | Jaya             | Jaya             | Jaya             | Jaya             | Jaya             | Jaya             | Jaya             | Jaya             | Jaya             | Jaya             | Jaya             | Jaya             | Jaya             | Jaya             | Jaya             | Jaya             | Jaya             | Jaya             | Jaya             | Jaya             | Jaya             | Jaya             | Jaya             |                    |                    |                    |                    |                    |                    |                    |                    |                    |                    |                    |                    |                    |                    |                    |                    |                    |                    |                    |                    |                    |                    |                    |                    |                    |                    |                    |                    |                    |                    |                    |                    |                    |                    |                    |                    |                    |                    |                    |                    |                    |                    |                    |                    |                    |                    |                    |                    |                    |                    |                    |                    |                    |                    |                    |                    |                    |                    |                    |                    |                    |                    |                    |                    |                    |                    |                    |                    |                    |                    |                    |                    |                    |                    |                    |                    |                    |                    |                    |                    |                    |                    |                    |                    |                    |                    |                    |                    |                    |                    |                    |                    |                    |                    |                    |                    |                    |                    |                    |                    |
| Top 7         | Top 7         | Top 7         | Top 7         | Top 7         | Top 7         | Top 7         | Top 7         | Top 7         | Top 7         | Top 7         | Top 7         | Top 7         | Top 7         | Top 7         | Top 7         | Top 7         | Top 7         | Top 7         | Top 7         | Top 7         | Top 7         | Top 7         | Top 7         | Top 7         | Top 7         | Top 7         | Top 7         | Top 7         | Top 7         | Top 7         | Top 7         | Top 7         | Top 7         | Top 7         | Top 7         | Top 7         | Top 7         | Top 7         | Top 7         | Top 7         | Top 7         | Top 7         | Top 7         | Top 7         | Top 7         | Top 7         | Top 7         | Top 7         | Top 7         | Top 7         | Top 7         | Top 7         | Top 7         | Top 7         | Top 7         | Top 7         | Top 7         | Top 7         | Top 7         | Top 7         | Top 7         | Top 7         | Top 7         | Top 7         | Top 7         | Top 7         | Top 7         | Top 7         | Top 7         | Top 7         | Top 7         | Top 7         | Top 7         | Top 7         | Top 7         | Top 7         | Top 7         | Top 7         | Top 7         | Top 7         | Top 7         | Top 7         | Top 7         | Top 7         | Top 7         | Top 7         | Top 7         | Top 7         | Top 7         | Top 7         | Top 7         | Top 7         | Top 7         | Top 7         | Top 7         | Top 7         | Top 7         | Top 7         | Top 7         | Songs by OPM Bands                              | Songs by OPM Bands                              | Songs by OPM Bands                              | Songs by OPM Bands                              | Songs by OPM Bands                              | Songs by OPM Bands                              | Songs by OPM Bands                              | Songs by OPM Bands                              | Songs by OPM Bands                              | Songs by OPM Bands                              | Songs by OPM Bands                              | Songs by OPM Bands                              | Songs by OPM Bands                              | Songs by OPM Bands                              | Songs by OPM Bands                              | Songs by OPM Bands                              | Songs by OPM Bands                              | Songs by OPM Bands                              | Songs by OPM Bands                              | Songs by OPM Bands                              | Songs by OPM Bands                              | Songs by OPM Bands                              | Songs by OPM Bands                              | Songs by OPM Bands                              | Songs by OPM Bands                              | Songs by OPM Bands                              | Songs by OPM Bands                              | Songs by OPM Bands                              | Songs by OPM Bands                              | Songs by OPM Bands                              | Songs by OPM Bands                              | Songs by OPM Bands                              | Songs by OPM Bands                              | Songs by OPM Bands                              | Songs by OPM Bands                              | Songs by OPM Bands                              | Songs by OPM Bands                              | Songs by OPM Bands                              | Songs by OPM Bands                              | Songs by OPM Bands                              | Songs by OPM Bands                              | Songs by OPM Bands                              | Songs by OPM Bands                              | Songs by OPM Bands                              | Songs by OPM Bands                              | Songs by OPM Bands                              | Songs by OPM Bands                              | Songs by OPM Bands                              | Songs by OPM Bands                              | Songs by OPM Bands                              | Songs by OPM Bands                              | Songs by OPM Bands                              | Songs by OPM Bands                              | Songs by OPM Bands                              | Songs by OPM Bands                              | Songs by OPM Bands                              | Songs by OPM Bands                              | Songs by OPM Bands                              | Songs by OPM Bands                              | Songs by OPM Bands                              | Songs by OPM Bands                              | Songs by OPM Bands                              | Songs by OPM Bands                              | Songs by OPM Bands                              | Songs by OPM Bands                              | Songs by OPM Bands                              | Songs by OPM Bands                              | Songs by OPM Bands                              | Songs by OPM Bands                              | Songs by OPM Bands                              | Songs by OPM Bands                              | Songs by OPM Bands                              | Songs by OPM Bands                              | Songs by OPM Bands                              | Songs by OPM Bands                              | Songs by OPM Bands                              | Songs by OPM Bands                              | Songs by OPM Bands                              | Songs by OPM Bands                              | Songs by OPM Bands                              | Songs by OPM Bands                              | Songs by OPM Bands                              | Songs by OPM Bands                              | Songs by OPM Bands                              | Songs by OPM Bands                              | Songs by OPM Bands                              | Songs by OPM Bands                              | Songs by OPM Bands                              | Songs by OPM Bands                              | Songs by OPM Bands                              | Songs by OPM Bands                              | Songs by OPM Bands                              | Songs by OPM Bands                              | Songs by OPM Bands                              | Songs by OPM Bands                              | Songs by OPM Bands                              | Songs by OPM Bands                              | Songs by OPM Bands                              | Songs by OPM Bands                              | Songs by OPM Bands                              | "Stay"                                | "Stay"                                | "Stay"                                | "Stay"                                | "Stay"                                | "Stay"                                | "Stay"                                | "Stay"                                | "Stay"                                | "Stay"                                | "Stay"                                | "Stay"                                | "Stay"                                | "Stay"                                | "Stay"                                | "Stay"                                | "Stay"                                | "Stay"                                | "Stay"                                | "Stay"                                | "Stay"                                | "Stay"                                | "Stay"                                | "Stay"                                | "Stay"                                | "Stay"                                | "Stay"                                | "Stay"                                | "Stay"                                | "Stay"                                | "Stay"                                | "Stay"                                | "Stay"                                | "Stay"                                | "Stay"                                | "Stay"                                | "Stay"                                | "Stay"                                | "Stay"                                | "Stay"                                | "Stay"                                | "Stay"                                | "Stay"                                | "Stay"                                | "Stay"                                | "Stay"                                | "Stay"                                | "Stay"                                | "Stay"                                | "Stay"                                | "Stay"                                | "Stay"                                | "Stay"                                | "Stay"                                | "Stay"                                | "Stay"                                | "Stay"                                | "Stay"                                | "Stay"                                | "Stay"                                | "Stay"                                | "Stay"                                | "Stay"                                | "Stay"                                | "Stay"                                | "Stay"                                | "Stay"                                | "Stay"                                | "Stay"                                | "Stay"                                | "Stay"                                | "Stay"                                | "Stay"                                | "Stay"                                | "Stay"                                | "Stay"                                | "Stay"                                | "Stay"                                | "Stay"                                | "Stay"                                | "Stay"                                | "Stay"                                | "Stay"                                | "Stay"                                | "Stay"                                | "Stay"                                | "Stay"                                | "Stay"                                | "Stay"                                | "Stay"                                | "Stay"                                | "Stay"                                | "Stay"                                | "Stay"                                | "Stay"                                | "Stay"                                | "Stay"                                | "Stay"                                | "Stay"                                | "Stay"                                | Cueshe           | Cueshe           | Cueshe           | Cueshe           | Cueshe           | Cueshe           | Cueshe           | Cueshe           | Cueshe           | Cueshe           | Cueshe           | Cueshe           | Cueshe           | Cueshe           | Cueshe           | Cueshe           | Cueshe           | Cueshe           | Cueshe           | Cueshe           | Cueshe           | Cueshe           | Cueshe           | Cueshe           | Cueshe           | Cueshe           | Cueshe           | Cueshe           | Cueshe           | Cueshe           | Cueshe           | Cueshe           | Cueshe           | Cueshe           | Cueshe           | Cueshe           | Cueshe           | Cueshe           | Cueshe           | Cueshe           | Cueshe           | Cueshe           | Cueshe           | Cueshe           | Cueshe           | Cueshe           | Cueshe           | Cueshe           | Cueshe           | Cueshe           | Cueshe           | Cueshe           | Cueshe           | Cueshe           | Cueshe           | Cueshe           | Cueshe           | Cueshe           | Cueshe           | Cueshe           | Cueshe           | Cueshe           | Cueshe           | Cueshe           | Cueshe           | Cueshe           | Cueshe           | Cueshe           | Cueshe           | Cueshe           | Cueshe           | Cueshe           | Cueshe           | Cueshe           | Cueshe           | Cueshe           | Cueshe           | Cueshe           | Cueshe           | Cueshe           | Cueshe           | Cueshe           | Cueshe           | Cueshe           | Cueshe           | Cueshe           | Cueshe           | Cueshe           | Cueshe           | Cueshe           | Cueshe           | Cueshe           | Cueshe           | Cueshe           | Cueshe           | Cueshe           | Cueshe           | Cueshe           | Cueshe           | Cueshe           | Bottom 3           | Bottom 3           | Bottom 3           | Bottom 3           | Bottom 3           | Bottom 3           | Bottom 3           | Bottom 3           | Bottom 3           | Bottom 3           | Bottom 3           | Bottom 3           | Bottom 3           | Bottom 3           | Bottom 3           | Bottom 3           | Bottom 3           | Bottom 3           | Bottom 3           | Bottom 3           | Bottom 3           | Bottom 3           | Bottom 3           | Bottom 3           | Bottom 3           | Bottom 3           | Bottom 3           | Bottom 3           | Bottom 3           | Bottom 3           | Bottom 3           | Bottom 3           | Bottom 3           | Bottom 3           | Bottom 3           | Bottom 3           | Bottom 3           | Bottom 3           | Bottom 3           | Bottom 3           | Bottom 3           | Bottom 3           | Bottom 3           | Bottom 3           | Bottom 3           | Bottom 3           | Bottom 3           | Bottom 3           | Bottom 3           | Bottom 3           | Bottom 3           | Bottom 3           | Bottom 3           | Bottom 3           | Bottom 3           | Bottom 3           | Bottom 3           | Bottom 3           | Bottom 3           | Bottom 3           | Bottom 3           | Bottom 3           | Bottom 3           | Bottom 3           | Bottom 3           | Bottom 3           | Bottom 3           | Bottom 3           | Bottom 3           | Bottom 3           | Bottom 3           | Bottom 3           | Bottom 3           | Bottom 3           | Bottom 3           | Bottom 3           | Bottom 3           | Bottom 3           | Bottom 3           | Bottom 3           | Bottom 3           | Bottom 3           | Bottom 3           | Bottom 3           | Bottom 3           | Bottom 3           | Bottom 3           | Bottom 3           | Bottom 3           | Bottom 3           | Bottom 3           | Bottom 3           | Bottom 3           | Bottom 3           | Bottom 3           | Bottom 3           | Bottom 3           | Bottom 3           | Bottom 3           | Bottom 3           |
| Top 6         | Top 6         | Top 6         | Top 6         | Top 6         | Top 6         | Top 6         | Top 6         | Top 6         | Top 6         | Top 6         | Top 6         | Top 6         | Top 6         | Top 6         | Top 6         | Top 6         | Top 6         | Top 6         | Top 6         | Top 6         | Top 6         | Top 6         | Top 6         | Top 6         | Top 6         | Top 6         | Top 6         | Top 6         | Top 6         | Top 6         | Top 6         | Top 6         | Top 6         | Top 6         | Top 6         | Top 6         | Top 6         | Top 6         | Top 6         | Top 6         | Top 6         | Top 6         | Top 6         | Top 6         | Top 6         | Top 6         | Top 6         | Top 6         | Top 6         | Top 6         | Top 6         | Top 6         | Top 6         | Top 6         | Top 6         | Top 6         | Top 6         | Top 6         | Top 6         | Top 6         | Top 6         | Top 6         | Top 6         | Top 6         | Top 6         | Top 6         | Top 6         | Top 6         | Top 6         | Top 6         | Top 6         | Top 6         | Top 6         | Top 6         | Top 6         | Top 6         | Top 6         | Top 6         | Top 6         | Top 6         | Top 6         | Top 6         | Top 6         | Top 6         | Top 6         | Top 6         | Top 6         | Top 6         | Top 6         | Top 6         | Top 6         | Top 6         | Top 6         | Top 6         | Top 6         | Top 6         | Top 6         | Top 6         | Top 6         | Songs by Basil Valdez                           | Songs by Basil Valdez                           | Songs by Basil Valdez                           | Songs by Basil Valdez                           | Songs by Basil Valdez                           | Songs by Basil Valdez                           | Songs by Basil Valdez                           | Songs by Basil Valdez                           | Songs by Basil Valdez                           | Songs by Basil Valdez                           | Songs by Basil Valdez                           | Songs by Basil Valdez                           | Songs by Basil Valdez                           | Songs by Basil Valdez                           | Songs by Basil Valdez                           | Songs by Basil Valdez                           | Songs by Basil Valdez                           | Songs by Basil Valdez                           | Songs by Basil Valdez                           | Songs by Basil Valdez                           | Songs by Basil Valdez                           | Songs by Basil Valdez                           | Songs by Basil Valdez                           | Songs by Basil Valdez                           | Songs by Basil Valdez                           | Songs by Basil Valdez                           | Songs by Basil Valdez                           | Songs by Basil Valdez                           | Songs by Basil Valdez                           | Songs by Basil Valdez                           | Songs by Basil Valdez                           | Songs by Basil Valdez                           | Songs by Basil Valdez                           | Songs by Basil Valdez                           | Songs by Basil Valdez                           | Songs by Basil Valdez                           | Songs by Basil Valdez                           | Songs by Basil Valdez                           | Songs by Basil Valdez                           | Songs by Basil Valdez                           | Songs by Basil Valdez                           | Songs by Basil Valdez                           | Songs by Basil Valdez                           | Songs by Basil Valdez                           | Songs by Basil Valdez                           | Songs by Basil Valdez                           | Songs by Basil Valdez                           | Songs by Basil Valdez                           | Songs by Basil Valdez                           | Songs by Basil Valdez                           | Songs by Basil Valdez                           | Songs by Basil Valdez                           | Songs by Basil Valdez                           | Songs by Basil Valdez                           | Songs by Basil Valdez                           | Songs by Basil Valdez                           | Songs by Basil Valdez                           | Songs by Basil Valdez                           | Songs by Basil Valdez                           | Songs by Basil Valdez                           | Songs by Basil Valdez                           | Songs by Basil Valdez                           | Songs by Basil Valdez                           | Songs by Basil Valdez                           | Songs by Basil Valdez                           | Songs by Basil Valdez                           | Songs by Basil Valdez                           | Songs by Basil Valdez                           | Songs by Basil Valdez                           | Songs by Basil Valdez                           | Songs by Basil Valdez                           | Songs by Basil Valdez                           | Songs by Basil Valdez                           | Songs by Basil Valdez                           | Songs by Basil Valdez                           | Songs by Basil Valdez                           | Songs by Basil Valdez                           | Songs by Basil Valdez                           | Songs by Basil Valdez                           | Songs by Basil Valdez                           | Songs by Basil Valdez                           | Songs by Basil Valdez                           | Songs by Basil Valdez                           | Songs by Basil Valdez                           | Songs by Basil Valdez                           | Songs by Basil Valdez                           | Songs by Basil Valdez                           | Songs by Basil Valdez                           | Songs by Basil Valdez                           | Songs by Basil Valdez                           | Songs by Basil Valdez                           | Songs by Basil Valdez                           | Songs by Basil Valdez                           | Songs by Basil Valdez                           | Songs by Basil Valdez                           | Songs by Basil Valdez                           | Songs by Basil Valdez                           | Songs by Basil Valdez                           | Songs by Basil Valdez                           | Songs by Basil Valdez                           | "Paano Bang Mangarap"                 | "Paano Bang Mangarap"                 | "Paano Bang Mangarap"                 | "Paano Bang Mangarap"                 | "Paano Bang Mangarap"                 | "Paano Bang Mangarap"                 | "Paano Bang Mangarap"                 | "Paano Bang Mangarap"                 | "Paano Bang Mangarap"                 | "Paano Bang Mangarap"                 | "Paano Bang Mangarap"                 | "Paano Bang Mangarap"                 | "Paano Bang Mangarap"                 | "Paano Bang Mangarap"                 | "Paano Bang Mangarap"                 | "Paano Bang Mangarap"                 | "Paano Bang Mangarap"                 | "Paano Bang Mangarap"                 | "Paano Bang Mangarap"                 | "Paano Bang Mangarap"                 | "Paano Bang Mangarap"                 | "Paano Bang Mangarap"                 | "Paano Bang Mangarap"                 | "Paano Bang Mangarap"                 | "Paano Bang Mangarap"                 | "Paano Bang Mangarap"                 | "Paano Bang Mangarap"                 | "Paano Bang Mangarap"                 | "Paano Bang Mangarap"                 | "Paano Bang Mangarap"                 | "Paano Bang Mangarap"                 | "Paano Bang Mangarap"                 | "Paano Bang Mangarap"                 | "Paano Bang Mangarap"                 | "Paano Bang Mangarap"                 | "Paano Bang Mangarap"                 | "Paano Bang Mangarap"                 | "Paano Bang Mangarap"                 | "Paano Bang Mangarap"                 | "Paano Bang Mangarap"                 | "Paano Bang Mangarap"                 | "Paano Bang Mangarap"                 | "Paano Bang Mangarap"                 | "Paano Bang Mangarap"                 | "Paano Bang Mangarap"                 | "Paano Bang Mangarap"                 | "Paano Bang Mangarap"                 | "Paano Bang Mangarap"                 | "Paano Bang Mangarap"                 | "Paano Bang Mangarap"                 | "Paano Bang Mangarap"                 | "Paano Bang Mangarap"                 | "Paano Bang Mangarap"                 | "Paano Bang Mangarap"                 | "Paano Bang Mangarap"                 | "Paano Bang Mangarap"                 | "Paano Bang Mangarap"                 | "Paano Bang Mangarap"                 | "Paano Bang Mangarap"                 | "Paano Bang Mangarap"                 | "Paano Bang Mangarap"                 | "Paano Bang Mangarap"                 | "Paano Bang Mangarap"                 | "Paano Bang Mangarap"                 | "Paano Bang Mangarap"                 | "Paano Bang Mangarap"                 | "Paano Bang Mangarap"                 | "Paano Bang Mangarap"                 | "Paano Bang Mangarap"                 | "Paano Bang Mangarap"                 | "Paano Bang Mangarap"                 | "Paano Bang Mangarap"                 | "Paano Bang Mangarap"                 | "Paano Bang Mangarap"                 | "Paano Bang Mangarap"                 | "Paano Bang Mangarap"                 | "Paano Bang Mangarap"                 | "Paano Bang Mangarap"                 | "Paano Bang Mangarap"                 | "Paano Bang Mangarap"                 | "Paano Bang Mangarap"                 | "Paano Bang Mangarap"                 | "Paano Bang Mangarap"                 | "Paano Bang Mangarap"                 | "Paano Bang Mangarap"                 | "Paano Bang Mangarap"                 | "Paano Bang Mangarap"                 | "Paano Bang Mangarap"                 | "Paano Bang Mangarap"                 | "Paano Bang Mangarap"                 | "Paano Bang Mangarap"                 | "Paano Bang Mangarap"                 | "Paano Bang Mangarap"                 | "Paano Bang Mangarap"                 | "Paano Bang Mangarap"                 | "Paano Bang Mangarap"                 | "Paano Bang Mangarap"                 | "Paano Bang Mangarap"                 | "Paano Bang Mangarap"                 | "Paano Bang Mangarap"                 | Basil Valdez     | Basil Valdez     | Basil Valdez     | Basil Valdez     | Basil Valdez     | Basil Valdez     | Basil Valdez     | Basil Valdez     | Basil Valdez     | Basil Valdez     | Basil Valdez     | Basil Valdez     | Basil Valdez     | Basil Valdez     | Basil Valdez     | Basil Valdez     | Basil Valdez     | Basil Valdez     | Basil Valdez     | Basil Valdez     | Basil Valdez     | Basil Valdez     | Basil Valdez     | Basil Valdez     | Basil Valdez     | Basil Valdez     | Basil Valdez     | Basil Valdez     | Basil Valdez     | Basil Valdez     | Basil Valdez     | Basil Valdez     | Basil Valdez     | Basil Valdez     | Basil Valdez     | Basil Valdez     | Basil Valdez     | Basil Valdez     | Basil Valdez     | Basil Valdez     | Basil Valdez     | Basil Valdez     | Basil Valdez     | Basil Valdez     | Basil Valdez     | Basil Valdez     | Basil Valdez     | Basil Valdez     | Basil Valdez     | Basil Valdez     | Basil Valdez     | Basil Valdez     | Basil Valdez     | Basil Valdez     | Basil Valdez     | Basil Valdez     | Basil Valdez     | Basil Valdez     | Basil Valdez     | Basil Valdez     | Basil Valdez     | Basil Valdez     | Basil Valdez     | Basil Valdez     | Basil Valdez     | Basil Valdez     | Basil Valdez     | Basil Valdez     | Basil Valdez     | Basil Valdez     | Basil Valdez     | Basil Valdez     | Basil Valdez     | Basil Valdez     | Basil Valdez     | Basil Valdez     | Basil Valdez     | Basil Valdez     | Basil Valdez     | Basil Valdez     | Basil Valdez     | Basil Valdez     | Basil Valdez     | Basil Valdez     | Basil Valdez     | Basil Valdez     | Basil Valdez     | Basil Valdez     | Basil Valdez     | Basil Valdez     | Basil Valdez     | Basil Valdez     | Basil Valdez     | Basil Valdez     | Basil Valdez     | Basil Valdez     | Basil Valdez     | Basil Valdez     | Basil Valdez     | Basil Valdez     | Safe               | Safe               | Safe               | Safe               | Safe               | Safe               | Safe               | Safe               | Safe               | Safe               | Safe               | Safe               | Safe               | Safe               | Safe               | Safe               | Safe               | Safe               | Safe               | Safe               | Safe               | Safe               | Safe               | Safe               | Safe               | Safe               | Safe               | Safe               | Safe               | Safe               | Safe               | Safe               | Safe               | Safe               | Safe               | Safe               | Safe               | Safe               | Safe               | Safe               | Safe               | Safe               | Safe               | Safe               | Safe               | Safe               | Safe               | Safe               | Safe               | Safe               | Safe               | Safe               | Safe               | Safe               | Safe               | Safe               | Safe               | Safe               | Safe               | Safe               | Safe               | Safe               | Safe               | Safe               | Safe               | Safe               | Safe               | Safe               | Safe               | Safe               | Safe               | Safe               | Safe               | Safe               | Safe               | Safe               | Safe               | Safe               | Safe               | Safe               | Safe               | Safe               | Safe               | Safe               | Safe               | Safe               | Safe               | Safe               | Safe               | Safe               | Safe               | Safe               | Safe               | Safe               | Safe               | Safe               | Safe               | Safe               | Safe               | Safe               |
| Top 5         | Top 5         | Top 5         | Top 5         | Top 5         | Top 5         | Top 5         | Top 5         | Top 5         | Top 5         | Top 5         | Top 5         | Top 5         | Top 5         | Top 5         | Top 5         | Top 5         | Top 5         | Top 5         | Top 5         | Top 5         | Top 5         | Top 5         | Top 5         | Top 5         | Top 5         | Top 5         | Top 5         | Top 5         | Top 5         | Top 5         | Top 5         | Top 5         | Top 5         | Top 5         | Top 5         | Top 5         | Top 5         | Top 5         | Top 5         | Top 5         | Top 5         | Top 5         | Top 5         | Top 5         | Top 5         | Top 5         | Top 5         | Top 5         | Top 5         | Top 5         | Top 5         | Top 5         | Top 5         | Top 5         | Top 5         | Top 5         | Top 5         | Top 5         | Top 5         | Top 5         | Top 5         | Top 5         | Top 5         | Top 5         | Top 5         | Top 5         | Top 5         | Top 5         | Top 5         | Top 5         | Top 5         | Top 5         | Top 5         | Top 5         | Top 5         | Top 5         | Top 5         | Top 5         | Top 5         | Top 5         | Top 5         | Top 5         | Top 5         | Top 5         | Top 5         | Top 5         | Top 5         | Top 5         | Top 5         | Top 5         | Top 5         | Top 5         | Top 5         | Top 5         | Top 5         | Top 5         | Top 5         | Top 5         | Top 5         | Greatest Idol Performance                       | Greatest Idol Performance                       | Greatest Idol Performance                       | Greatest Idol Performance                       | Greatest Idol Performance                       | Greatest Idol Performance                       | Greatest Idol Performance                       | Greatest Idol Performance                       | Greatest Idol Performance                       | Greatest Idol Performance                       | Greatest Idol Performance                       | Greatest Idol Performance                       | Greatest Idol Performance                       | Greatest Idol Performance                       | Greatest Idol Performance                       | Greatest Idol Performance                       | Greatest Idol Performance                       | Greatest Idol Performance                       | Greatest Idol Performance                       | Greatest Idol Performance                       | Greatest Idol Performance                       | Greatest Idol Performance                       | Greatest Idol Performance                       | Greatest Idol Performance                       | Greatest Idol Performance                       | Greatest Idol Performance                       | Greatest Idol Performance                       | Greatest Idol Performance                       | Greatest Idol Performance                       | Greatest Idol Performance                       | Greatest Idol Performance                       | Greatest Idol Performance                       | Greatest Idol Performance                       | Greatest Idol Performance                       | Greatest Idol Performance                       | Greatest Idol Performance                       | Greatest Idol Performance                       | Greatest Idol Performance                       | Greatest Idol Performance                       | Greatest Idol Performance                       | Greatest Idol Performance                       | Greatest Idol Performance                       | Greatest Idol Performance                       | Greatest Idol Performance                       | Greatest Idol Performance                       | Greatest Idol Performance                       | Greatest Idol Performance                       | Greatest Idol Performance                       | Greatest Idol Performance                       | Greatest Idol Performance                       | Greatest Idol Performance                       | Greatest Idol Performance                       | Greatest Idol Performance                       | Greatest Idol Performance                       | Greatest Idol Performance                       | Greatest Idol Performance                       | Greatest Idol Performance                       | Greatest Idol Performance                       | Greatest Idol Performance                       | Greatest Idol Performance                       | Greatest Idol Performance                       | Greatest Idol Performance                       | Greatest Idol Performance                       | Greatest Idol Performance                       | Greatest Idol Performance                       | Greatest Idol Performance                       | Greatest Idol Performance                       | Greatest Idol Performance                       | Greatest Idol Performance                       | Greatest Idol Performance                       | Greatest Idol Performance                       | Greatest Idol Performance                       | Greatest Idol Performance                       | Greatest Idol Performance                       | Greatest Idol Performance                       | Greatest Idol Performance                       | Greatest Idol Performance                       | Greatest Idol Performance                       | Greatest Idol Performance                       | Greatest Idol Performance                       | Greatest Idol Performance                       | Greatest Idol Performance                       | Greatest Idol Performance                       | Greatest Idol Performance                       | Greatest Idol Performance                       | Greatest Idol Performance                       | Greatest Idol Performance                       | Greatest Idol Performance                       | Greatest Idol Performance                       | Greatest Idol Performance                       | Greatest Idol Performance                       | Greatest Idol Performance                       | Greatest Idol Performance                       | Greatest Idol Performance                       | Greatest Idol Performance                       | Greatest Idol Performance                       | Greatest Idol Performance                       | Greatest Idol Performance                       | Greatest Idol Performance                       | Greatest Idol Performance                       | "Carelss Whisper"                     | "Carelss Whisper"                     | "Carelss Whisper"                     | "Carelss Whisper"                     | "Carelss Whisper"                     | "Carelss Whisper"                     | "Carelss Whisper"                     | "Carelss Whisper"                     | "Carelss Whisper"                     | "Carelss Whisper"                     | "Carelss Whisper"                     | "Carelss Whisper"                     | "Carelss Whisper"                     | "Carelss Whisper"                     | "Carelss Whisper"                     | "Carelss Whisper"                     | "Carelss Whisper"                     | "Carelss Whisper"                     | "Carelss Whisper"                     | "Carelss Whisper"                     | "Carelss Whisper"                     | "Carelss Whisper"                     | "Carelss Whisper"                     | "Carelss Whisper"                     | "Carelss Whisper"                     | "Carelss Whisper"                     | "Carelss Whisper"                     | "Carelss Whisper"                     | "Carelss Whisper"                     | "Carelss Whisper"                     | "Carelss Whisper"                     | "Carelss Whisper"                     | "Carelss Whisper"                     | "Carelss Whisper"                     | "Carelss Whisper"                     | "Carelss Whisper"                     | "Carelss Whisper"                     | "Carelss Whisper"                     | "Carelss Whisper"                     | "Carelss Whisper"                     | "Carelss Whisper"                     | "Carelss Whisper"                     | "Carelss Whisper"                     | "Carelss Whisper"                     | "Carelss Whisper"                     | "Carelss Whisper"                     | "Carelss Whisper"                     | "Carelss Whisper"                     | "Carelss Whisper"                     | "Carelss Whisper"                     | "Carelss Whisper"                     | "Carelss Whisper"                     | "Carelss Whisper"                     | "Carelss Whisper"                     | "Carelss Whisper"                     | "Carelss Whisper"                     | "Carelss Whisper"                     | "Carelss Whisper"                     | "Carelss Whisper"                     | "Carelss Whisper"                     | "Carelss Whisper"                     | "Carelss Whisper"                     | "Carelss Whisper"                     | "Carelss Whisper"                     | "Carelss Whisper"                     | "Carelss Whisper"                     | "Carelss Whisper"                     | "Carelss Whisper"                     | "Carelss Whisper"                     | "Carelss Whisper"                     | "Carelss Whisper"                     | "Carelss Whisper"                     | "Carelss Whisper"                     | "Carelss Whisper"                     | "Carelss Whisper"                     | "Carelss Whisper"                     | "Carelss Whisper"                     | "Carelss Whisper"                     | "Carelss Whisper"                     | "Carelss Whisper"                     | "Carelss Whisper"                     | "Carelss Whisper"                     | "Carelss Whisper"                     | "Carelss Whisper"                     | "Carelss Whisper"                     | "Carelss Whisper"                     | "Carelss Whisper"                     | "Carelss Whisper"                     | "Carelss Whisper"                     | "Carelss Whisper"                     | "Carelss Whisper"                     | "Carelss Whisper"                     | "Carelss Whisper"                     | "Carelss Whisper"                     | "Carelss Whisper"                     | "Carelss Whisper"                     | "Carelss Whisper"                     | "Carelss Whisper"                     | "Carelss Whisper"                     | "Carelss Whisper"                     | Wham             | Wham             | Wham             | Wham             | Wham             | Wham             | Wham             | Wham             | Wham             | Wham             | Wham             | Wham             | Wham             | Wham             | Wham             | Wham             | Wham             | Wham             | Wham             | Wham             | Wham             | Wham             | Wham             | Wham             | Wham             | Wham             | Wham             | Wham             | Wham             | Wham             | Wham             | Wham             | Wham             | Wham             | Wham             | Wham             | Wham             | Wham             | Wham             | Wham             | Wham             | Wham             | Wham             | Wham             | Wham             | Wham             | Wham             | Wham             | Wham             | Wham             | Wham             | Wham             | Wham             | Wham             | Wham             | Wham             | Wham             | Wham             | Wham             | Wham             | Wham             | Wham             | Wham             | Wham             | Wham             | Wham             | Wham             | Wham             | Wham             | Wham             | Wham             | Wham             | Wham             | Wham             | Wham             | Wham             | Wham             | Wham             | Wham             | Wham             | Wham             | Wham             | Wham             | Wham             | Wham             | Wham             | Wham             | Wham             | Wham             | Wham             | Wham             | Wham             | Wham             | Wham             | Wham             | Wham             | Wham             | Wham             | Wham             | Wham             | Double Elimination | Double Elimination | Double Elimination | Double Elimination | Double Elimination | Double Elimination | Double Elimination | Double Elimination | Double Elimination | Double Elimination | Double Elimination | Double Elimination | Double Elimination | Double Elimination | Double Elimination | Double Elimination | Double Elimination | Double Elimination | Double Elimination | Double Elimination | Double Elimination | Double Elimination | Double Elimination | Double Elimination | Double Elimination | Double Elimination | Double Elimination | Double Elimination | Double Elimination | Double Elimination | Double Elimination | Double Elimination | Double Elimination | Double Elimination | Double Elimination | Double Elimination | Double Elimination | Double Elimination | Double Elimination | Double Elimination | Double Elimination | Double Elimination | Double Elimination | Double Elimination | Double Elimination | Double Elimination | Double Elimination | Double Elimination | Double Elimination | Double Elimination | Double Elimination | Double Elimination | Double Elimination | Double Elimination | Double Elimination | Double Elimination | Double Elimination | Double Elimination | Double Elimination | Double Elimination | Double Elimination | Double Elimination | Double Elimination | Double Elimination | Double Elimination | Double Elimination | Double Elimination | Double Elimination | Double Elimination | Double Elimination | Double Elimination | Double Elimination | Double Elimination | Double Elimination | Double Elimination | Double Elimination | Double Elimination | Double Elimination | Double Elimination | Double Elimination | Double Elimination | Double Elimination | Double Elimination | Double Elimination | Double Elimination | Double Elimination | Double Elimination | Double Elimination | Double Elimination | Double Elimination | Double Elimination | Double Elimination | Double Elimination | Double Elimination | Double Elimination | Double Elimination | Double Elimination | Double Elimination | Double Elimination | Double Elimination |

## Nuevos Álbumes
| Título                 | Título                 | Título                 | Título                 | Título                 | Título                 | Título                 | Título                 | Título                 | Título                 | Título                 | Título                 | Título                 | Título                 | Título                 | Título                 | Título                 | Título                 | Título                 | Título                 | Título                 | Título                 | Título                 | Título                 | Título                 | Título                 | Título                 | Título                 | Título                 | Título                 | Título                 | Título                 | Título                 | Título                 | Título                 | Título                 | Título                 | Título                 | Título                 | Título                 | Título                 | Título                 | Título                 | Título                 | Título                 | Título                 | Título                 | Título                 | Título                 | Título                 | Título                 | Título                 | Título                 | Título                 | Título                 | Título                 | Título                 | Título                 | Título                 | Título                 | Título                 | Título                 | Título                 | Título                 | Título                 | Título                 | Título                 | Título                 | Título                 | Título                 | Título                 | Título                 | Título                 | Título                 | Título                 | Título                 | Título                 | Título                 | Título                 | Título                 | Título                 | Título                 | Título                 | Título                 | Título                 | Título                 | Título                 | Título                 | Título                 | Título                 | Título                 | Título                 | Título                 | Título                 | Título                 | Título                 | Título                 | Título                 | Título                 | Título                 | Artista Original   | Artista Original   | Artista Original   | Artista Original   | Artista Original   | Artista Original   | Artista Original   | Artista Original   | Artista Original   | Artista Original   | Artista Original   | Artista Original   | Artista Original   | Artista Original   | Artista Original   | Artista Original   | Artista Original   | Artista Original   | Artista Original   | Artista Original   | Artista Original   | Artista Original   | Artista Original   | Artista Original   | Artista Original   | Artista Original   | Artista Original   | Artista Original   | Artista Original   | Artista Original   | Artista Original   | Artista Original   | Artista Original   | Artista Original   | Artista Original   | Artista Original   | Artista Original   | Artista Original   | Artista Original   | Artista Original   | Artista Original   | Artista Original   | Artista Original   | Artista Original   | Artista Original   | Artista Original   | Artista Original   | Artista Original   | Artista Original   | Artista Original   | Artista Original   | Artista Original   | Artista Original   | Artista Original   | Artista Original   | Artista Original   | Artista Original   | Artista Original   | Artista Original   | Artista Original   | Artista Original   | Artista Original   | Artista Original   | Artista Original   | Artista Original   | Artista Original   | Artista Original   | Artista Original   | Artista Original   | Artista Original   | Artista Original   | Artista Original   | Artista Original   | Artista Original   | Artista Original   | Artista Original   | Artista Original   | Artista Original   | Artista Original   | Artista Original   | Artista Original   | Artista Original   | Artista Original   | Artista Original   | Artista Original   | Artista Original   | Artista Original   | Artista Original   | Artista Original   | Artista Original   | Artista Original   | Artista Original   | Artista Original   | Artista Original   | Artista Original   | Artista Original   | Artista Original   | Artista Original   | Artista Original   | Artista Original   | Ranking                          | Ranking                          | Ranking                          | Ranking                          | Ranking                          | Ranking                          | Ranking                          | Ranking                          | Ranking                          | Ranking                          | Ranking                          | Ranking                          | Ranking                          | Ranking                          | Ranking                          | Ranking                          | Ranking                          | Ranking                          | Ranking                          | Ranking                          | Ranking                          | Ranking                          | Ranking                          | Ranking                          | Ranking                          | Ranking                          | Ranking                          | Ranking                          | Ranking                          | Ranking                          | Ranking                          | Ranking                          | Ranking                          | Ranking                          | Ranking                          | Ranking                          | Ranking                          | Ranking                          | Ranking                          | Ranking                          | Ranking                          | Ranking                          | Ranking                          | Ranking                          | Ranking                          | Ranking                          | Ranking                          | Ranking                          | Ranking                          | Ranking                          | Ranking                          | Ranking                          | Ranking                          | Ranking                          | Ranking                          | Ranking                          | Ranking                          | Ranking                          | Ranking                          | Ranking                          | Ranking                          | Ranking                          | Ranking                          | Ranking                          | Ranking                          | Ranking                          | Ranking                          | Ranking                          | Ranking                          | Ranking                          | Ranking                          | Ranking                          | Ranking                          | Ranking                          | Ranking                          | Ranking                          | Ranking                          | Ranking                          | Ranking                          | Ranking                          | Ranking                          | Ranking                          | Ranking                          | Ranking                          | Ranking                          | Ranking                          | Ranking                          | Ranking                          | Ranking                          | Ranking                          | Ranking                          | Ranking                          | Ranking                          | Ranking                          | Ranking                          | Ranking                          | Ranking                          | Ranking                          | Ranking                          | Ranking                          | Premios | Premios | Premios | Premios | Premios | Premios | Premios | Premios | Premios | Premios | Premios | Premios | Premios | Premios | Premios | Premios | Premios | Premios | Premios | Premios | Premios | Premios | Premios | Premios | Premios | Premios | Premios | Premios | Premios | Premios | Premios | Premios | Premios | Premios | Premios | Premios | Premios | Premios | Premios | Premios | Premios | Premios | Premios | Premios | Premios | Premios | Premios | Premios | Premios | Premios | Premios | Premios | Premios | Premios | Premios | Premios | Premios | Premios | Premios | Premios | Premios | Premios | Premios | Premios | Premios | Premios | Premios | Premios | Premios | Premios | Premios | Premios | Premios | Premios | Premios | Premios | Premios | Premios | Premios | Premios | Premios | Premios | Premios | Premios | Premios | Premios | Premios | Premios | Premios | Premios | Premios | Premios | Premios | Premios | Premios | Premios | Premios | Premios | Premios | Premios | Genero   | Genero   | Genero   | Genero   | Genero   | Genero   | Genero   | Genero   | Genero   | Genero   | Genero   | Genero   | Genero   | Genero   | Genero   | Genero   | Genero   | Genero   | Genero   | Genero   | Genero   | Genero   | Genero   | Genero   | Genero   | Genero   | Genero   | Genero   | Genero   | Genero   | Genero   | Genero   | Genero   | Genero   | Genero   | Genero   | Genero   | Genero   | Genero   | Genero   | Genero   | Genero   | Genero   | Genero   | Genero   | Genero   | Genero   | Genero   | Genero   | Genero   | Genero   | Genero   | Genero   | Genero   | Genero   | Genero   | Genero   | Genero   | Genero   | Genero   | Genero   | Genero   | Genero   | Genero   | Genero   | Genero   | Genero   | Genero   | Genero   | Genero   | Genero   | Genero   | Genero   | Genero   | Genero   | Genero   | Genero   | Genero   | Genero   | Genero   | Genero   | Genero   | Genero   | Genero   | Genero   | Genero   | Genero   | Genero   | Genero   | Genero   | Genero   | Genero   | Genero   | Genero   | Genero   | Genero   | Genero   | Genero   | Genero   | Genero   |
| Come On Over           | Come On Over           | Come On Over           | Come On Over           | Come On Over           | Come On Over           | Come On Over           | Come On Over           | Come On Over           | Come On Over           | Come On Over           | Come On Over           | Come On Over           | Come On Over           | Come On Over           | Come On Over           | Come On Over           | Come On Over           | Come On Over           | Come On Over           | Come On Over           | Come On Over           | Come On Over           | Come On Over           | Come On Over           | Come On Over           | Come On Over           | Come On Over           | Come On Over           | Come On Over           | Come On Over           | Come On Over           | Come On Over           | Come On Over           | Come On Over           | Come On Over           | Come On Over           | Come On Over           | Come On Over           | Come On Over           | Come On Over           | Come On Over           | Come On Over           | Come On Over           | Come On Over           | Come On Over           | Come On Over           | Come On Over           | Come On Over           | Come On Over           | Come On Over           | Come On Over           | Come On Over           | Come On Over           | Come On Over           | Come On Over           | Come On Over           | Come On Over           | Come On Over           | Come On Over           | Come On Over           | Come On Over           | Come On Over           | Come On Over           | Come On Over           | Come On Over           | Come On Over           | Come On Over           | Come On Over           | Come On Over           | Come On Over           | Come On Over           | Come On Over           | Come On Over           | Come On Over           | Come On Over           | Come On Over           | Come On Over           | Come On Over           | Come On Over           | Come On Over           | Come On Over           | Come On Over           | Come On Over           | Come On Over           | Come On Over           | Come On Over           | Come On Over           | Come On Over           | Come On Over           | Come On Over           | Come On Over           | Come On Over           | Come On Over           | Come On Over           | Come On Over           | Come On Over           | Come On Over           | Come On Over           | Come On Over           | Christina Aguilera | Christina Aguilera | Christina Aguilera | Christina Aguilera | Christina Aguilera | Christina Aguilera | Christina Aguilera | Christina Aguilera | Christina Aguilera | Christina Aguilera | Christina Aguilera | Christina Aguilera | Christina Aguilera | Christina Aguilera | Christina Aguilera | Christina Aguilera | Christina Aguilera | Christina Aguilera | Christina Aguilera | Christina Aguilera | Christina Aguilera | Christina Aguilera | Christina Aguilera | Christina Aguilera | Christina Aguilera | Christina Aguilera | Christina Aguilera | Christina Aguilera | Christina Aguilera | Christina Aguilera | Christina Aguilera | Christina Aguilera | Christina Aguilera | Christina Aguilera | Christina Aguilera | Christina Aguilera | Christina Aguilera | Christina Aguilera | Christina Aguilera | Christina Aguilera | Christina Aguilera | Christina Aguilera | Christina Aguilera | Christina Aguilera | Christina Aguilera | Christina Aguilera | Christina Aguilera | Christina Aguilera | Christina Aguilera | Christina Aguilera | Christina Aguilera | Christina Aguilera | Christina Aguilera | Christina Aguilera | Christina Aguilera | Christina Aguilera | Christina Aguilera | Christina Aguilera | Christina Aguilera | Christina Aguilera | Christina Aguilera | Christina Aguilera | Christina Aguilera | Christina Aguilera | Christina Aguilera | Christina Aguilera | Christina Aguilera | Christina Aguilera | Christina Aguilera | Christina Aguilera | Christina Aguilera | Christina Aguilera | Christina Aguilera | Christina Aguilera | Christina Aguilera | Christina Aguilera | Christina Aguilera | Christina Aguilera | Christina Aguilera | Christina Aguilera | Christina Aguilera | Christina Aguilera | Christina Aguilera | Christina Aguilera | Christina Aguilera | Christina Aguilera | Christina Aguilera | Christina Aguilera | Christina Aguilera | Christina Aguilera | Christina Aguilera | Christina Aguilera | Christina Aguilera | Christina Aguilera | Christina Aguilera | Christina Aguilera | Christina Aguilera | Christina Aguilera | Christina Aguilera | Christina Aguilera | N/A                              | N/A                              | N/A                              | N/A                              | N/A                              | N/A                              | N/A                              | N/A                              | N/A                              | N/A                              | N/A                              | N/A                              | N/A                              | N/A                              | N/A                              | N/A                              | N/A                              | N/A                              | N/A                              | N/A                              | N/A                              | N/A                              | N/A                              | N/A                              | N/A                              | N/A                              | N/A                              | N/A                              | N/A                              | N/A                              | N/A                              | N/A                              | N/A                              | N/A                              | N/A                              | N/A                              | N/A                              | N/A                              | N/A                              | N/A                              | N/A                              | N/A                              | N/A                              | N/A                              | N/A                              | N/A                              | N/A                              | N/A                              | N/A                              | N/A                              | N/A                              | N/A                              | N/A                              | N/A                              | N/A                              | N/A                              | N/A                              | N/A                              | N/A                              | N/A                              | N/A                              | N/A                              | N/A                              | N/A                              | N/A                              | N/A                              | N/A                              | N/A                              | N/A                              | N/A                              | N/A                              | N/A                              | N/A                              | N/A                              | N/A                              | N/A                              | N/A                              | N/A                              | N/A                              | N/A                              | N/A                              | N/A                              | N/A                              | N/A                              | N/A                              | N/A                              | N/A                              | N/A                              | N/A                              | N/A                              | N/A                              | N/A                              | N/A                              | N/A                              | N/A                              | N/A                              | N/A                              | N/A                              | N/A                              | N/A                              | N/A     | N/A     | N/A     | N/A     | N/A     | N/A     | N/A     | N/A     | N/A     | N/A     | N/A     | N/A     | N/A     | N/A     | N/A     | N/A     | N/A     | N/A     | N/A     | N/A     | N/A     | N/A     | N/A     | N/A     | N/A     | N/A     | N/A     | N/A     | N/A     | N/A     | N/A     | N/A     | N/A     | N/A     | N/A     | N/A     | N/A     | N/A     | N/A     | N/A     | N/A     | N/A     | N/A     | N/A     | N/A     | N/A     | N/A     | N/A     | N/A     | N/A     | N/A     | N/A     | N/A     | N/A     | N/A     | N/A     | N/A     | N/A     | N/A     | N/A     | N/A     | N/A     | N/A     | N/A     | N/A     | N/A     | N/A     | N/A     | N/A     | N/A     | N/A     | N/A     | N/A     | N/A     | N/A     | N/A     | N/A     | N/A     | N/A     | N/A     | N/A     | N/A     | N/A     | N/A     | N/A     | N/A     | N/A     | N/A     | N/A     | N/A     | N/A     | N/A     | N/A     | N/A     | N/A     | N/A     | N/A     | N/A     | N/A     | N/A     | Pop Soul | Pop Soul | Pop Soul | Pop Soul | Pop Soul | Pop Soul | Pop Soul | Pop Soul | Pop Soul | Pop Soul | Pop Soul | Pop Soul | Pop Soul | Pop Soul | Pop Soul | Pop Soul | Pop Soul | Pop Soul | Pop Soul | Pop Soul | Pop Soul | Pop Soul | Pop Soul | Pop Soul | Pop Soul | Pop Soul | Pop Soul | Pop Soul | Pop Soul | Pop Soul | Pop Soul | Pop Soul | Pop Soul | Pop Soul | Pop Soul | Pop Soul | Pop Soul | Pop Soul | Pop Soul | Pop Soul | Pop Soul | Pop Soul | Pop Soul | Pop Soul | Pop Soul | Pop Soul | Pop Soul | Pop Soul | Pop Soul | Pop Soul | Pop Soul | Pop Soul | Pop Soul | Pop Soul | Pop Soul | Pop Soul | Pop Soul | Pop Soul | Pop Soul | Pop Soul | Pop Soul | Pop Soul | Pop Soul | Pop Soul | Pop Soul | Pop Soul | Pop Soul | Pop Soul | Pop Soul | Pop Soul | Pop Soul | Pop Soul | Pop Soul | Pop Soul | Pop Soul | Pop Soul | Pop Soul | Pop Soul | Pop Soul | Pop Soul | Pop Soul | Pop Soul | Pop Soul | Pop Soul | Pop Soul | Pop Soul | Pop Soul | Pop Soul | Pop Soul | Pop Soul | Pop Soul | Pop Soul | Pop Soul | Pop Soul | Pop Soul | Pop Soul | Pop Soul | Pop Soul | Pop Soul | Pop Soul |
| Break It To Me Gently  | Break It To Me Gently  | Break It To Me Gently  | Break It To Me Gently  | Break It To Me Gently  | Break It To Me Gently  | Break It To Me Gently  | Break It To Me Gently  | Break It To Me Gently  | Break It To Me Gently  | Break It To Me Gently  | Break It To Me Gently  | Break It To Me Gently  | Break It To Me Gently  | Break It To Me Gently  | Break It To Me Gently  | Break It To Me Gently  | Break It To Me Gently  | Break It To Me Gently  | Break It To Me Gently  | Break It To Me Gently  | Break It To Me Gently  | Break It To Me Gently  | Break It To Me Gently  | Break It To Me Gently  | Break It To Me Gently  | Break It To Me Gently  | Break It To Me Gently  | Break It To Me Gently  | Break It To Me Gently  | Break It To Me Gently  | Break It To Me Gently  | Break It To Me Gently  | Break It To Me Gently  | Break It To Me Gently  | Break It To Me Gently  | Break It To Me Gently  | Break It To Me Gently  | Break It To Me Gently  | Break It To Me Gently  | Break It To Me Gently  | Break It To Me Gently  | Break It To Me Gently  | Break It To Me Gently  | Break It To Me Gently  | Break It To Me Gently  | Break It To Me Gently  | Break It To Me Gently  | Break It To Me Gently  | Break It To Me Gently  | Break It To Me Gently  | Break It To Me Gently  | Break It To Me Gently  | Break It To Me Gently  | Break It To Me Gently  | Break It To Me Gently  | Break It To Me Gently  | Break It To Me Gently  | Break It To Me Gently  | Break It To Me Gently  | Break It To Me Gently  | Break It To Me Gently  | Break It To Me Gently  | Break It To Me Gently  | Break It To Me Gently  | Break It To Me Gently  | Break It To Me Gently  | Break It To Me Gently  | Break It To Me Gently  | Break It To Me Gently  | Break It To Me Gently  | Break It To Me Gently  | Break It To Me Gently  | Break It To Me Gently  | Break It To Me Gently  | Break It To Me Gently  | Break It To Me Gently  | Break It To Me Gently  | Break It To Me Gently  | Break It To Me Gently  | Break It To Me Gently  | Break It To Me Gently  | Break It To Me Gently  | Break It To Me Gently  | Break It To Me Gently  | Break It To Me Gently  | Break It To Me Gently  | Break It To Me Gently  | Break It To Me Gently  | Break It To Me Gently  | Break It To Me Gently  | Break It To Me Gently  | Break It To Me Gently  | Break It To Me Gently  | Break It To Me Gently  | Break It To Me Gently  | Break It To Me Gently  | Break It To Me Gently  | Break It To Me Gently  | Break It To Me Gently  | Angela Boffil      | Angela Boffil      | Angela Boffil      | Angela Boffil      | Angela Boffil      | Angela Boffil      | Angela Boffil      | Angela Boffil      | Angela Boffil      | Angela Boffil      | Angela Boffil      | Angela Boffil      | Angela Boffil      | Angela Boffil      | Angela Boffil      | Angela Boffil      | Angela Boffil      | Angela Boffil      | Angela Boffil      | Angela Boffil      | Angela Boffil      | Angela Boffil      | Angela Boffil      | Angela Boffil      | Angela Boffil      | Angela Boffil      | Angela Boffil      | Angela Boffil      | Angela Boffil      | Angela Boffil      | Angela Boffil      | Angela Boffil      | Angela Boffil      | Angela Boffil      | Angela Boffil      | Angela Boffil      | Angela Boffil      | Angela Boffil      | Angela Boffil      | Angela Boffil      | Angela Boffil      | Angela Boffil      | Angela Boffil      | Angela Boffil      | Angela Boffil      | Angela Boffil      | Angela Boffil      | Angela Boffil      | Angela Boffil      | Angela Boffil      | Angela Boffil      | Angela Boffil      | Angela Boffil      | Angela Boffil      | Angela Boffil      | Angela Boffil      | Angela Boffil      | Angela Boffil      | Angela Boffil      | Angela Boffil      | Angela Boffil      | Angela Boffil      | Angela Boffil      | Angela Boffil      | Angela Boffil      | Angela Boffil      | Angela Boffil      | Angela Boffil      | Angela Boffil      | Angela Boffil      | Angela Boffil      | Angela Boffil      | Angela Boffil      | Angela Boffil      | Angela Boffil      | Angela Boffil      | Angela Boffil      | Angela Boffil      | Angela Boffil      | Angela Boffil      | Angela Boffil      | Angela Boffil      | Angela Boffil      | Angela Boffil      | Angela Boffil      | Angela Boffil      | Angela Boffil      | Angela Boffil      | Angela Boffil      | Angela Boffil      | Angela Boffil      | Angela Boffil      | Angela Boffil      | Angela Boffil      | Angela Boffil      | Angela Boffil      | Angela Boffil      | Angela Boffil      | Angela Boffil      | Angela Boffil      | Unrealeased                      | Unrealeased                      | Unrealeased                      | Unrealeased                      | Unrealeased                      | Unrealeased                      | Unrealeased                      | Unrealeased                      | Unrealeased                      | Unrealeased                      | Unrealeased                      | Unrealeased                      | Unrealeased                      | Unrealeased                      | Unrealeased                      | Unrealeased                      | Unrealeased                      | Unrealeased                      | Unrealeased                      | Unrealeased                      | Unrealeased                      | Unrealeased                      | Unrealeased                      | Unrealeased                      | Unrealeased                      | Unrealeased                      | Unrealeased                      | Unrealeased                      | Unrealeased                      | Unrealeased                      | Unrealeased                      | Unrealeased                      | Unrealeased                      | Unrealeased                      | Unrealeased                      | Unrealeased                      | Unrealeased                      | Unrealeased                      | Unrealeased                      | Unrealeased                      | Unrealeased                      | Unrealeased                      | Unrealeased                      | Unrealeased                      | Unrealeased                      | Unrealeased                      | Unrealeased                      | Unrealeased                      | Unrealeased                      | Unrealeased                      | Unrealeased                      | Unrealeased                      | Unrealeased                      | Unrealeased                      | Unrealeased                      | Unrealeased                      | Unrealeased                      | Unrealeased                      | Unrealeased                      | Unrealeased                      | Unrealeased                      | Unrealeased                      | Unrealeased                      | Unrealeased                      | Unrealeased                      | Unrealeased                      | Unrealeased                      | Unrealeased                      | Unrealeased                      | Unrealeased                      | Unrealeased                      | Unrealeased                      | Unrealeased                      | Unrealeased                      | Unrealeased                      | Unrealeased                      | Unrealeased                      | Unrealeased                      | Unrealeased                      | Unrealeased                      | Unrealeased                      | Unrealeased                      | Unrealeased                      | Unrealeased                      | Unrealeased                      | Unrealeased                      | Unrealeased                      | Unrealeased                      | Unrealeased                      | Unrealeased                      | Unrealeased                      | Unrealeased                      | Unrealeased                      | Unrealeased                      | Unrealeased                      | Unrealeased                      | Unrealeased                      | Unrealeased                      | Unrealeased                      | Unrealeased                      | N/A     | N/A     | N/A     | N/A     | N/A     | N/A     | N/A     | N/A     | N/A     | N/A     | N/A     | N/A     | N/A     | N/A     | N/A     | N/A     | N/A     | N/A     | N/A     | N/A     | N/A     | N/A     | N/A     | N/A     | N/A     | N/A     | N/A     | N/A     | N/A     | N/A     | N/A     | N/A     | N/A     | N/A     | N/A     | N/A     | N/A     | N/A     | N/A     | N/A     | N/A     | N/A     | N/A     | N/A     | N/A     | N/A     | N/A     | N/A     | N/A     | N/A     | N/A     | N/A     | N/A     | N/A     | N/A     | N/A     | N/A     | N/A     | N/A     | N/A     | N/A     | N/A     | N/A     | N/A     | N/A     | N/A     | N/A     | N/A     | N/A     | N/A     | N/A     | N/A     | N/A     | N/A     | N/A     | N/A     | N/A     | N/A     | N/A     | N/A     | N/A     | N/A     | N/A     | N/A     | N/A     | N/A     | N/A     | N/A     | N/A     | N/A     | N/A     | N/A     | N/A     | N/A     | N/A     | N/A     | N/A     | N/A     | N/A     | N/A     | Pop Soul | Pop Soul | Pop Soul | Pop Soul | Pop Soul | Pop Soul | Pop Soul | Pop Soul | Pop Soul | Pop Soul | Pop Soul | Pop Soul | Pop Soul | Pop Soul | Pop Soul | Pop Soul | Pop Soul | Pop Soul | Pop Soul | Pop Soul | Pop Soul | Pop Soul | Pop Soul | Pop Soul | Pop Soul | Pop Soul | Pop Soul | Pop Soul | Pop Soul | Pop Soul | Pop Soul | Pop Soul | Pop Soul | Pop Soul | Pop Soul | Pop Soul | Pop Soul | Pop Soul | Pop Soul | Pop Soul | Pop Soul | Pop Soul | Pop Soul | Pop Soul | Pop Soul | Pop Soul | Pop Soul | Pop Soul | Pop Soul | Pop Soul | Pop Soul | Pop Soul | Pop Soul | Pop Soul | Pop Soul | Pop Soul | Pop Soul | Pop Soul | Pop Soul | Pop Soul | Pop Soul | Pop Soul | Pop Soul | Pop Soul | Pop Soul | Pop Soul | Pop Soul | Pop Soul | Pop Soul | Pop Soul | Pop Soul | Pop Soul | Pop Soul | Pop Soul | Pop Soul | Pop Soul | Pop Soul | Pop Soul | Pop Soul | Pop Soul | Pop Soul | Pop Soul | Pop Soul | Pop Soul | Pop Soul | Pop Soul | Pop Soul | Pop Soul | Pop Soul | Pop Soul | Pop Soul | Pop Soul | Pop Soul | Pop Soul | Pop Soul | Pop Soul | Pop Soul | Pop Soul | Pop Soul | Pop Soul |
| Kung Wala Na           | Kung Wala Na           | Kung Wala Na           | Kung Wala Na           | Kung Wala Na           | Kung Wala Na           | Kung Wala Na           | Kung Wala Na           | Kung Wala Na           | Kung Wala Na           | Kung Wala Na           | Kung Wala Na           | Kung Wala Na           | Kung Wala Na           | Kung Wala Na           | Kung Wala Na           | Kung Wala Na           | Kung Wala Na           | Kung Wala Na           | Kung Wala Na           | Kung Wala Na           | Kung Wala Na           | Kung Wala Na           | Kung Wala Na           | Kung Wala Na           | Kung Wala Na           | Kung Wala Na           | Kung Wala Na           | Kung Wala Na           | Kung Wala Na           | Kung Wala Na           | Kung Wala Na           | Kung Wala Na           | Kung Wala Na           | Kung Wala Na           | Kung Wala Na           | Kung Wala Na           | Kung Wala Na           | Kung Wala Na           | Kung Wala Na           | Kung Wala Na           | Kung Wala Na           | Kung Wala Na           | Kung Wala Na           | Kung Wala Na           | Kung Wala Na           | Kung Wala Na           | Kung Wala Na           | Kung Wala Na           | Kung Wala Na           | Kung Wala Na           | Kung Wala Na           | Kung Wala Na           | Kung Wala Na           | Kung Wala Na           | Kung Wala Na           | Kung Wala Na           | Kung Wala Na           | Kung Wala Na           | Kung Wala Na           | Kung Wala Na           | Kung Wala Na           | Kung Wala Na           | Kung Wala Na           | Kung Wala Na           | Kung Wala Na           | Kung Wala Na           | Kung Wala Na           | Kung Wala Na           | Kung Wala Na           | Kung Wala Na           | Kung Wala Na           | Kung Wala Na           | Kung Wala Na           | Kung Wala Na           | Kung Wala Na           | Kung Wala Na           | Kung Wala Na           | Kung Wala Na           | Kung Wala Na           | Kung Wala Na           | Kung Wala Na           | Kung Wala Na           | Kung Wala Na           | Kung Wala Na           | Kung Wala Na           | Kung Wala Na           | Kung Wala Na           | Kung Wala Na           | Kung Wala Na           | Kung Wala Na           | Kung Wala Na           | Kung Wala Na           | Kung Wala Na           | Kung Wala Na           | Kung Wala Na           | Kung Wala Na           | Kung Wala Na           | Kung Wala Na           | Kung Wala Na           | Jaya               | Jaya               | Jaya               | Jaya               | Jaya               | Jaya               | Jaya               | Jaya               | Jaya               | Jaya               | Jaya               | Jaya               | Jaya               | Jaya               | Jaya               | Jaya               | Jaya               | Jaya               | Jaya               | Jaya               | Jaya               | Jaya               | Jaya               | Jaya               | Jaya               | Jaya               | Jaya               | Jaya               | Jaya               | Jaya               | Jaya               | Jaya               | Jaya               | Jaya               | Jaya               | Jaya               | Jaya               | Jaya               | Jaya               | Jaya               | Jaya               | Jaya               | Jaya               | Jaya               | Jaya               | Jaya               | Jaya               | Jaya               | Jaya               | Jaya               | Jaya               | Jaya               | Jaya               | Jaya               | Jaya               | Jaya               | Jaya               | Jaya               | Jaya               | Jaya               | Jaya               | Jaya               | Jaya               | Jaya               | Jaya               | Jaya               | Jaya               | Jaya               | Jaya               | Jaya               | Jaya               | Jaya               | Jaya               | Jaya               | Jaya               | Jaya               | Jaya               | Jaya               | Jaya               | Jaya               | Jaya               | Jaya               | Jaya               | Jaya               | Jaya               | Jaya               | Jaya               | Jaya               | Jaya               | Jaya               | Jaya               | Jaya               | Jaya               | Jaya               | Jaya               | Jaya               | Jaya               | Jaya               | Jaya               | Jaya               | Reached n.º 1 Nationwide         | Reached n.º 1 Nationwide         | Reached n.º 1 Nationwide         | Reached n.º 1 Nationwide         | Reached n.º 1 Nationwide         | Reached n.º 1 Nationwide         | Reached n.º 1 Nationwide         | Reached n.º 1 Nationwide         | Reached n.º 1 Nationwide         | Reached n.º 1 Nationwide         | Reached n.º 1 Nationwide         | Reached n.º 1 Nationwide         | Reached n.º 1 Nationwide         | Reached n.º 1 Nationwide         | Reached n.º 1 Nationwide         | Reached n.º 1 Nationwide         | Reached n.º 1 Nationwide         | Reached n.º 1 Nationwide         | Reached n.º 1 Nationwide         | Reached n.º 1 Nationwide         | Reached n.º 1 Nationwide         | Reached n.º 1 Nationwide         | Reached n.º 1 Nationwide         | Reached n.º 1 Nationwide         | Reached n.º 1 Nationwide         | Reached n.º 1 Nationwide         | Reached n.º 1 Nationwide         | Reached n.º 1 Nationwide         | Reached n.º 1 Nationwide         | Reached n.º 1 Nationwide         | Reached n.º 1 Nationwide         | Reached n.º 1 Nationwide         | Reached n.º 1 Nationwide         | Reached n.º 1 Nationwide         | Reached n.º 1 Nationwide         | Reached n.º 1 Nationwide         | Reached n.º 1 Nationwide         | Reached n.º 1 Nationwide         | Reached n.º 1 Nationwide         | Reached n.º 1 Nationwide         | Reached n.º 1 Nationwide         | Reached n.º 1 Nationwide         | Reached n.º 1 Nationwide         | Reached n.º 1 Nationwide         | Reached n.º 1 Nationwide         | Reached n.º 1 Nationwide         | Reached n.º 1 Nationwide         | Reached n.º 1 Nationwide         | Reached n.º 1 Nationwide         | Reached n.º 1 Nationwide         | Reached n.º 1 Nationwide         | Reached n.º 1 Nationwide         | Reached n.º 1 Nationwide         | Reached n.º 1 Nationwide         | Reached n.º 1 Nationwide         | Reached n.º 1 Nationwide         | Reached n.º 1 Nationwide         | Reached n.º 1 Nationwide         | Reached n.º 1 Nationwide         | Reached n.º 1 Nationwide         | Reached n.º 1 Nationwide         | Reached n.º 1 Nationwide         | Reached n.º 1 Nationwide         | Reached n.º 1 Nationwide         | Reached n.º 1 Nationwide         | Reached n.º 1 Nationwide         | Reached n.º 1 Nationwide         | Reached n.º 1 Nationwide         | Reached n.º 1 Nationwide         | Reached n.º 1 Nationwide         | Reached n.º 1 Nationwide         | Reached n.º 1 Nationwide         | Reached n.º 1 Nationwide         | Reached n.º 1 Nationwide         | Reached n.º 1 Nationwide         | Reached n.º 1 Nationwide         | Reached n.º 1 Nationwide         | Reached n.º 1 Nationwide         | Reached n.º 1 Nationwide         | Reached n.º 1 Nationwide         | Reached n.º 1 Nationwide         | Reached n.º 1 Nationwide         | Reached n.º 1 Nationwide         | Reached n.º 1 Nationwide         | Reached n.º 1 Nationwide         | Reached n.º 1 Nationwide         | Reached n.º 1 Nationwide         | Reached n.º 1 Nationwide         | Reached n.º 1 Nationwide         | Reached n.º 1 Nationwide         | Reached n.º 1 Nationwide         | Reached n.º 1 Nationwide         | Reached n.º 1 Nationwide         | Reached n.º 1 Nationwide         | Reached n.º 1 Nationwide         | Reached n.º 1 Nationwide         | Reached n.º 1 Nationwide         | Reached n.º 1 Nationwide         | Reached n.º 1 Nationwide         | Reached n.º 1 Nationwide         | N/A     | N/A     | N/A     | N/A     | N/A     | N/A     | N/A     | N/A     | N/A     | N/A     | N/A     | N/A     | N/A     | N/A     | N/A     | N/A     | N/A     | N/A     | N/A     | N/A     | N/A     | N/A     | N/A     | N/A     | N/A     | N/A     | N/A     | N/A     | N/A     | N/A     | N/A     | N/A     | N/A     | N/A     | N/A     | N/A     | N/A     | N/A     | N/A     | N/A     | N/A     | N/A     | N/A     | N/A     | N/A     | N/A     | N/A     | N/A     | N/A     | N/A     | N/A     | N/A     | N/A     | N/A     | N/A     | N/A     | N/A     | N/A     | N/A     | N/A     | N/A     | N/A     | N/A     | N/A     | N/A     | N/A     | N/A     | N/A     | N/A     | N/A     | N/A     | N/A     | N/A     | N/A     | N/A     | N/A     | N/A     | N/A     | N/A     | N/A     | N/A     | N/A     | N/A     | N/A     | N/A     | N/A     | N/A     | N/A     | N/A     | N/A     | N/A     | N/A     | N/A     | N/A     | N/A     | N/A     | N/A     | N/A     | N/A     | N/A     | Pop Soul | Pop Soul | Pop Soul | Pop Soul | Pop Soul | Pop Soul | Pop Soul | Pop Soul | Pop Soul | Pop Soul | Pop Soul | Pop Soul | Pop Soul | Pop Soul | Pop Soul | Pop Soul | Pop Soul | Pop Soul | Pop Soul | Pop Soul | Pop Soul | Pop Soul | Pop Soul | Pop Soul | Pop Soul | Pop Soul | Pop Soul | Pop Soul | Pop Soul | Pop Soul | Pop Soul | Pop Soul | Pop Soul | Pop Soul | Pop Soul | Pop Soul | Pop Soul | Pop Soul | Pop Soul | Pop Soul | Pop Soul | Pop Soul | Pop Soul | Pop Soul | Pop Soul | Pop Soul | Pop Soul | Pop Soul | Pop Soul | Pop Soul | Pop Soul | Pop Soul | Pop Soul | Pop Soul | Pop Soul | Pop Soul | Pop Soul | Pop Soul | Pop Soul | Pop Soul | Pop Soul | Pop Soul | Pop Soul | Pop Soul | Pop Soul | Pop Soul | Pop Soul | Pop Soul | Pop Soul | Pop Soul | Pop Soul | Pop Soul | Pop Soul | Pop Soul | Pop Soul | Pop Soul | Pop Soul | Pop Soul | Pop Soul | Pop Soul | Pop Soul | Pop Soul | Pop Soul | Pop Soul | Pop Soul | Pop Soul | Pop Soul | Pop Soul | Pop Soul | Pop Soul | Pop Soul | Pop Soul | Pop Soul | Pop Soul | Pop Soul | Pop Soul | Pop Soul | Pop Soul | Pop Soul | Pop Soul |
| Till My Heartaches End | Till My Heartaches End | Till My Heartaches End | Till My Heartaches End | Till My Heartaches End | Till My Heartaches End | Till My Heartaches End | Till My Heartaches End | Till My Heartaches End | Till My Heartaches End | Till My Heartaches End | Till My Heartaches End | Till My Heartaches End | Till My Heartaches End | Till My Heartaches End | Till My Heartaches End | Till My Heartaches End | Till My Heartaches End | Till My Heartaches End | Till My Heartaches End | Till My Heartaches End | Till My Heartaches End | Till My Heartaches End | Till My Heartaches End | Till My Heartaches End | Till My Heartaches End | Till My Heartaches End | Till My Heartaches End | Till My Heartaches End | Till My Heartaches End | Till My Heartaches End | Till My Heartaches End | Till My Heartaches End | Till My Heartaches End | Till My Heartaches End | Till My Heartaches End | Till My Heartaches End | Till My Heartaches End | Till My Heartaches End | Till My Heartaches End | Till My Heartaches End | Till My Heartaches End | Till My Heartaches End | Till My Heartaches End | Till My Heartaches End | Till My Heartaches End | Till My Heartaches End | Till My Heartaches End | Till My Heartaches End | Till My Heartaches End | Till My Heartaches End | Till My Heartaches End | Till My Heartaches End | Till My Heartaches End | Till My Heartaches End | Till My Heartaches End | Till My Heartaches End | Till My Heartaches End | Till My Heartaches End | Till My Heartaches End | Till My Heartaches End | Till My Heartaches End | Till My Heartaches End | Till My Heartaches End | Till My Heartaches End | Till My Heartaches End | Till My Heartaches End | Till My Heartaches End | Till My Heartaches End | Till My Heartaches End | Till My Heartaches End | Till My Heartaches End | Till My Heartaches End | Till My Heartaches End | Till My Heartaches End | Till My Heartaches End | Till My Heartaches End | Till My Heartaches End | Till My Heartaches End | Till My Heartaches End | Till My Heartaches End | Till My Heartaches End | Till My Heartaches End | Till My Heartaches End | Till My Heartaches End | Till My Heartaches End | Till My Heartaches End | Till My Heartaches End | Till My Heartaches End | Till My Heartaches End | Till My Heartaches End | Till My Heartaches End | Till My Heartaches End | Till My Heartaches End | Till My Heartaches End | Till My Heartaches End | Till My Heartaches End | Till My Heartaches End | Till My Heartaches End | Till My Heartaches End | Ella Mae Sayson    | Ella Mae Sayson    | Ella Mae Sayson    | Ella Mae Sayson    | Ella Mae Sayson    | Ella Mae Sayson    | Ella Mae Sayson    | Ella Mae Sayson    | Ella Mae Sayson    | Ella Mae Sayson    | Ella Mae Sayson    | Ella Mae Sayson    | Ella Mae Sayson    | Ella Mae Sayson    | Ella Mae Sayson    | Ella Mae Sayson    | Ella Mae Sayson    | Ella Mae Sayson    | Ella Mae Sayson    | Ella Mae Sayson    | Ella Mae Sayson    | Ella Mae Sayson    | Ella Mae Sayson    | Ella Mae Sayson    | Ella Mae Sayson    | Ella Mae Sayson    | Ella Mae Sayson    | Ella Mae Sayson    | Ella Mae Sayson    | Ella Mae Sayson    | Ella Mae Sayson    | Ella Mae Sayson    | Ella Mae Sayson    | Ella Mae Sayson    | Ella Mae Sayson    | Ella Mae Sayson    | Ella Mae Sayson    | Ella Mae Sayson    | Ella Mae Sayson    | Ella Mae Sayson    | Ella Mae Sayson    | Ella Mae Sayson    | Ella Mae Sayson    | Ella Mae Sayson    | Ella Mae Sayson    | Ella Mae Sayson    | Ella Mae Sayson    | Ella Mae Sayson    | Ella Mae Sayson    | Ella Mae Sayson    | Ella Mae Sayson    | Ella Mae Sayson    | Ella Mae Sayson    | Ella Mae Sayson    | Ella Mae Sayson    | Ella Mae Sayson    | Ella Mae Sayson    | Ella Mae Sayson    | Ella Mae Sayson    | Ella Mae Sayson    | Ella Mae Sayson    | Ella Mae Sayson    | Ella Mae Sayson    | Ella Mae Sayson    | Ella Mae Sayson    | Ella Mae Sayson    | Ella Mae Sayson    | Ella Mae Sayson    | Ella Mae Sayson    | Ella Mae Sayson    | Ella Mae Sayson    | Ella Mae Sayson    | Ella Mae Sayson    | Ella Mae Sayson    | Ella Mae Sayson    | Ella Mae Sayson    | Ella Mae Sayson    | Ella Mae Sayson    | Ella Mae Sayson    | Ella Mae Sayson    | Ella Mae Sayson    | Ella Mae Sayson    | Ella Mae Sayson    | Ella Mae Sayson    | Ella Mae Sayson    | Ella Mae Sayson    | Ella Mae Sayson    | Ella Mae Sayson    | Ella Mae Sayson    | Ella Mae Sayson    | Ella Mae Sayson    | Ella Mae Sayson    | Ella Mae Sayson    | Ella Mae Sayson    | Ella Mae Sayson    | Ella Mae Sayson    | Ella Mae Sayson    | Ella Mae Sayson    | Ella Mae Sayson    | Ella Mae Sayson    | Reached n.º 1 Metro Manila Radio | Reached n.º 1 Metro Manila Radio | Reached n.º 1 Metro Manila Radio | Reached n.º 1 Metro Manila Radio | Reached n.º 1 Metro Manila Radio | Reached n.º 1 Metro Manila Radio | Reached n.º 1 Metro Manila Radio | Reached n.º 1 Metro Manila Radio | Reached n.º 1 Metro Manila Radio | Reached n.º 1 Metro Manila Radio | Reached n.º 1 Metro Manila Radio | Reached n.º 1 Metro Manila Radio | Reached n.º 1 Metro Manila Radio | Reached n.º 1 Metro Manila Radio | Reached n.º 1 Metro Manila Radio | Reached n.º 1 Metro Manila Radio | Reached n.º 1 Metro Manila Radio | Reached n.º 1 Metro Manila Radio | Reached n.º 1 Metro Manila Radio | Reached n.º 1 Metro Manila Radio | Reached n.º 1 Metro Manila Radio | Reached n.º 1 Metro Manila Radio | Reached n.º 1 Metro Manila Radio | Reached n.º 1 Metro Manila Radio | Reached n.º 1 Metro Manila Radio | Reached n.º 1 Metro Manila Radio | Reached n.º 1 Metro Manila Radio | Reached n.º 1 Metro Manila Radio | Reached n.º 1 Metro Manila Radio | Reached n.º 1 Metro Manila Radio | Reached n.º 1 Metro Manila Radio | Reached n.º 1 Metro Manila Radio | Reached n.º 1 Metro Manila Radio | Reached n.º 1 Metro Manila Radio | Reached n.º 1 Metro Manila Radio | Reached n.º 1 Metro Manila Radio | Reached n.º 1 Metro Manila Radio | Reached n.º 1 Metro Manila Radio | Reached n.º 1 Metro Manila Radio | Reached n.º 1 Metro Manila Radio | Reached n.º 1 Metro Manila Radio | Reached n.º 1 Metro Manila Radio | Reached n.º 1 Metro Manila Radio | Reached n.º 1 Metro Manila Radio | Reached n.º 1 Metro Manila Radio | Reached n.º 1 Metro Manila Radio | Reached n.º 1 Metro Manila Radio | Reached n.º 1 Metro Manila Radio | Reached n.º 1 Metro Manila Radio | Reached n.º 1 Metro Manila Radio | Reached n.º 1 Metro Manila Radio | Reached n.º 1 Metro Manila Radio | Reached n.º 1 Metro Manila Radio | Reached n.º 1 Metro Manila Radio | Reached n.º 1 Metro Manila Radio | Reached n.º 1 Metro Manila Radio | Reached n.º 1 Metro Manila Radio | Reached n.º 1 Metro Manila Radio | Reached n.º 1 Metro Manila Radio | Reached n.º 1 Metro Manila Radio | Reached n.º 1 Metro Manila Radio | Reached n.º 1 Metro Manila Radio | Reached n.º 1 Metro Manila Radio | Reached n.º 1 Metro Manila Radio | Reached n.º 1 Metro Manila Radio | Reached n.º 1 Metro Manila Radio | Reached n.º 1 Metro Manila Radio | Reached n.º 1 Metro Manila Radio | Reached n.º 1 Metro Manila Radio | Reached n.º 1 Metro Manila Radio | Reached n.º 1 Metro Manila Radio | Reached n.º 1 Metro Manila Radio | Reached n.º 1 Metro Manila Radio | Reached n.º 1 Metro Manila Radio | Reached n.º 1 Metro Manila Radio | Reached n.º 1 Metro Manila Radio | Reached n.º 1 Metro Manila Radio | Reached n.º 1 Metro Manila Radio | Reached n.º 1 Metro Manila Radio | Reached n.º 1 Metro Manila Radio | Reached n.º 1 Metro Manila Radio | Reached n.º 1 Metro Manila Radio | Reached n.º 1 Metro Manila Radio | Reached n.º 1 Metro Manila Radio | Reached n.º 1 Metro Manila Radio | Reached n.º 1 Metro Manila Radio | Reached n.º 1 Metro Manila Radio | Reached n.º 1 Metro Manila Radio | Reached n.º 1 Metro Manila Radio | Reached n.º 1 Metro Manila Radio | Reached n.º 1 Metro Manila Radio | Reached n.º 1 Metro Manila Radio | Reached n.º 1 Metro Manila Radio | Reached n.º 1 Metro Manila Radio | Reached n.º 1 Metro Manila Radio | Reached n.º 1 Metro Manila Radio | Reached n.º 1 Metro Manila Radio | Reached n.º 1 Metro Manila Radio | Reached n.º 1 Metro Manila Radio | Reached n.º 1 Metro Manila Radio | N/A     | N/A     | N/A     | N/A     | N/A     | N/A     | N/A     | N/A     | N/A     | N/A     | N/A     | N/A     | N/A     | N/A     | N/A     | N/A     | N/A     | N/A     | N/A     | N/A     | N/A     | N/A     | N/A     | N/A     | N/A     | N/A     | N/A     | N/A     | N/A     | N/A     | N/A     | N/A     | N/A     | N/A     | N/A     | N/A     | N/A     | N/A     | N/A     | N/A     | N/A     | N/A     | N/A     | N/A     | N/A     | N/A     | N/A     | N/A     | N/A     | N/A     | N/A     | N/A     | N/A     | N/A     | N/A     | N/A     | N/A     | N/A     | N/A     | N/A     | N/A     | N/A     | N/A     | N/A     | N/A     | N/A     | N/A     | N/A     | N/A     | N/A     | N/A     | N/A     | N/A     | N/A     | N/A     | N/A     | N/A     | N/A     | N/A     | N/A     | N/A     | N/A     | N/A     | N/A     | N/A     | N/A     | N/A     | N/A     | N/A     | N/A     | N/A     | N/A     | N/A     | N/A     | N/A     | N/A     | N/A     | N/A     | N/A     | N/A     | Pop Soul | Pop Soul | Pop Soul | Pop Soul | Pop Soul | Pop Soul | Pop Soul | Pop Soul | Pop Soul | Pop Soul | Pop Soul | Pop Soul | Pop Soul | Pop Soul | Pop Soul | Pop Soul | Pop Soul | Pop Soul | Pop Soul | Pop Soul | Pop Soul | Pop Soul | Pop Soul | Pop Soul | Pop Soul | Pop Soul | Pop Soul | Pop Soul | Pop Soul | Pop Soul | Pop Soul | Pop Soul | Pop Soul | Pop Soul | Pop Soul | Pop Soul | Pop Soul | Pop Soul | Pop Soul | Pop Soul | Pop Soul | Pop Soul | Pop Soul | Pop Soul | Pop Soul | Pop Soul | Pop Soul | Pop Soul | Pop Soul | Pop Soul | Pop Soul | Pop Soul | Pop Soul | Pop Soul | Pop Soul | Pop Soul | Pop Soul | Pop Soul | Pop Soul | Pop Soul | Pop Soul | Pop Soul | Pop Soul | Pop Soul | Pop Soul | Pop Soul | Pop Soul | Pop Soul | Pop Soul | Pop Soul | Pop Soul | Pop Soul | Pop Soul | Pop Soul | Pop Soul | Pop Soul | Pop Soul | Pop Soul | Pop Soul | Pop Soul | Pop Soul | Pop Soul | Pop Soul | Pop Soul | Pop Soul | Pop Soul | Pop Soul | Pop Soul | Pop Soul | Pop Soul | Pop Soul | Pop Soul | Pop Soul | Pop Soul | Pop Soul | Pop Soul | Pop Soul | Pop Soul | Pop Soul | Pop Soul |
| Make You Feel My Love  | Make You Feel My Love  | Make You Feel My Love  | Make You Feel My Love  | Make You Feel My Love  | Make You Feel My Love  | Make You Feel My Love  | Make You Feel My Love  | Make You Feel My Love  | Make You Feel My Love  | Make You Feel My Love  | Make You Feel My Love  | Make You Feel My Love  | Make You Feel My Love  | Make You Feel My Love  | Make You Feel My Love  | Make You Feel My Love  | Make You Feel My Love  | Make You Feel My Love  | Make You Feel My Love  | Make You Feel My Love  | Make You Feel My Love  | Make You Feel My Love  | Make You Feel My Love  | Make You Feel My Love  | Make You Feel My Love  | Make You Feel My Love  | Make You Feel My Love  | Make You Feel My Love  | Make You Feel My Love  | Make You Feel My Love  | Make You Feel My Love  | Make You Feel My Love  | Make You Feel My Love  | Make You Feel My Love  | Make You Feel My Love  | Make You Feel My Love  | Make You Feel My Love  | Make You Feel My Love  | Make You Feel My Love  | Make You Feel My Love  | Make You Feel My Love  | Make You Feel My Love  | Make You Feel My Love  | Make You Feel My Love  | Make You Feel My Love  | Make You Feel My Love  | Make You Feel My Love  | Make You Feel My Love  | Make You Feel My Love  | Make You Feel My Love  | Make You Feel My Love  | Make You Feel My Love  | Make You Feel My Love  | Make You Feel My Love  | Make You Feel My Love  | Make You Feel My Love  | Make You Feel My Love  | Make You Feel My Love  | Make You Feel My Love  | Make You Feel My Love  | Make You Feel My Love  | Make You Feel My Love  | Make You Feel My Love  | Make You Feel My Love  | Make You Feel My Love  | Make You Feel My Love  | Make You Feel My Love  | Make You Feel My Love  | Make You Feel My Love  | Make You Feel My Love  | Make You Feel My Love  | Make You Feel My Love  | Make You Feel My Love  | Make You Feel My Love  | Make You Feel My Love  | Make You Feel My Love  | Make You Feel My Love  | Make You Feel My Love  | Make You Feel My Love  | Make You Feel My Love  | Make You Feel My Love  | Make You Feel My Love  | Make You Feel My Love  | Make You Feel My Love  | Make You Feel My Love  | Make You Feel My Love  | Make You Feel My Love  | Make You Feel My Love  | Make You Feel My Love  | Make You Feel My Love  | Make You Feel My Love  | Make You Feel My Love  | Make You Feel My Love  | Make You Feel My Love  | Make You Feel My Love  | Make You Feel My Love  | Make You Feel My Love  | Make You Feel My Love  | Make You Feel My Love  | Bob Dylan          | Bob Dylan          | Bob Dylan          | Bob Dylan          | Bob Dylan          | Bob Dylan          | Bob Dylan          | Bob Dylan          | Bob Dylan          | Bob Dylan          | Bob Dylan          | Bob Dylan          | Bob Dylan          | Bob Dylan          | Bob Dylan          | Bob Dylan          | Bob Dylan          | Bob Dylan          | Bob Dylan          | Bob Dylan          | Bob Dylan          | Bob Dylan          | Bob Dylan          | Bob Dylan          | Bob Dylan          | Bob Dylan          | Bob Dylan          | Bob Dylan          | Bob Dylan          | Bob Dylan          | Bob Dylan          | Bob Dylan          | Bob Dylan          | Bob Dylan          | Bob Dylan          | Bob Dylan          | Bob Dylan          | Bob Dylan          | Bob Dylan          | Bob Dylan          | Bob Dylan          | Bob Dylan          | Bob Dylan          | Bob Dylan          | Bob Dylan          | Bob Dylan          | Bob Dylan          | Bob Dylan          | Bob Dylan          | Bob Dylan          | Bob Dylan          | Bob Dylan          | Bob Dylan          | Bob Dylan          | Bob Dylan          | Bob Dylan          | Bob Dylan          | Bob Dylan          | Bob Dylan          | Bob Dylan          | Bob Dylan          | Bob Dylan          | Bob Dylan          | Bob Dylan          | Bob Dylan          | Bob Dylan          | Bob Dylan          | Bob Dylan          | Bob Dylan          | Bob Dylan          | Bob Dylan          | Bob Dylan          | Bob Dylan          | Bob Dylan          | Bob Dylan          | Bob Dylan          | Bob Dylan          | Bob Dylan          | Bob Dylan          | Bob Dylan          | Bob Dylan          | Bob Dylan          | Bob Dylan          | Bob Dylan          | Bob Dylan          | Bob Dylan          | Bob Dylan          | Bob Dylan          | Bob Dylan          | Bob Dylan          | Bob Dylan          | Bob Dylan          | Bob Dylan          | Bob Dylan          | Bob Dylan          | Bob Dylan          | Bob Dylan          | Bob Dylan          | Bob Dylan          | Bob Dylan          | Unreleased                       | Unreleased                       | Unreleased                       | Unreleased                       | Unreleased                       | Unreleased                       | Unreleased                       | Unreleased                       | Unreleased                       | Unreleased                       | Unreleased                       | Unreleased                       | Unreleased                       | Unreleased                       | Unreleased                       | Unreleased                       | Unreleased                       | Unreleased                       | Unreleased                       | Unreleased                       | Unreleased                       | Unreleased                       | Unreleased                       | Unreleased                       | Unreleased                       | Unreleased                       | Unreleased                       | Unreleased                       | Unreleased                       | Unreleased                       | Unreleased                       | Unreleased                       | Unreleased                       | Unreleased                       | Unreleased                       | Unreleased                       | Unreleased                       | Unreleased                       | Unreleased                       | Unreleased                       | Unreleased                       | Unreleased                       | Unreleased                       | Unreleased                       | Unreleased                       | Unreleased                       | Unreleased                       | Unreleased                       | Unreleased                       | Unreleased                       | Unreleased                       | Unreleased                       | Unreleased                       | Unreleased                       | Unreleased                       | Unreleased                       | Unreleased                       | Unreleased                       | Unreleased                       | Unreleased                       | Unreleased                       | Unreleased                       | Unreleased                       | Unreleased                       | Unreleased                       | Unreleased                       | Unreleased                       | Unreleased                       | Unreleased                       | Unreleased                       | Unreleased                       | Unreleased                       | Unreleased                       | Unreleased                       | Unreleased                       | Unreleased                       | Unreleased                       | Unreleased                       | Unreleased                       | Unreleased                       | Unreleased                       | Unreleased                       | Unreleased                       | Unreleased                       | Unreleased                       | Unreleased                       | Unreleased                       | Unreleased                       | Unreleased                       | Unreleased                       | Unreleased                       | Unreleased                       | Unreleased                       | Unreleased                       | Unreleased                       | Unreleased                       | Unreleased                       | Unreleased                       | Unreleased                       | Unreleased                       | N/A     | N/A     | N/A     | N/A     | N/A     | N/A     | N/A     | N/A     | N/A     | N/A     | N/A     | N/A     | N/A     | N/A     | N/A     | N/A     | N/A     | N/A     | N/A     | N/A     | N/A     | N/A     | N/A     | N/A     | N/A     | N/A     | N/A     | N/A     | N/A     | N/A     | N/A     | N/A     | N/A     | N/A     | N/A     | N/A     | N/A     | N/A     | N/A     | N/A     | N/A     | N/A     | N/A     | N/A     | N/A     | N/A     | N/A     | N/A     | N/A     | N/A     | N/A     | N/A     | N/A     | N/A     | N/A     | N/A     | N/A     | N/A     | N/A     | N/A     | N/A     | N/A     | N/A     | N/A     | N/A     | N/A     | N/A     | N/A     | N/A     | N/A     | N/A     | N/A     | N/A     | N/A     | N/A     | N/A     | N/A     | N/A     | N/A     | N/A     | N/A     | N/A     | N/A     | N/A     | N/A     | N/A     | N/A     | N/A     | N/A     | N/A     | N/A     | N/A     | N/A     | N/A     | N/A     | N/A     | N/A     | N/A     | N/A     | N/A     | Pop Soul | Pop Soul | Pop Soul | Pop Soul | Pop Soul | Pop Soul | Pop Soul | Pop Soul | Pop Soul | Pop Soul | Pop Soul | Pop Soul | Pop Soul | Pop Soul | Pop Soul | Pop Soul | Pop Soul | Pop Soul | Pop Soul | Pop Soul | Pop Soul | Pop Soul | Pop Soul | Pop Soul | Pop Soul | Pop Soul | Pop Soul | Pop Soul | Pop Soul | Pop Soul | Pop Soul | Pop Soul | Pop Soul | Pop Soul | Pop Soul | Pop Soul | Pop Soul | Pop Soul | Pop Soul | Pop Soul | Pop Soul | Pop Soul | Pop Soul | Pop Soul | Pop Soul | Pop Soul | Pop Soul | Pop Soul | Pop Soul | Pop Soul | Pop Soul | Pop Soul | Pop Soul | Pop Soul | Pop Soul | Pop Soul | Pop Soul | Pop Soul | Pop Soul | Pop Soul | Pop Soul | Pop Soul | Pop Soul | Pop Soul | Pop Soul | Pop Soul | Pop Soul | Pop Soul | Pop Soul | Pop Soul | Pop Soul | Pop Soul | Pop Soul | Pop Soul | Pop Soul | Pop Soul | Pop Soul | Pop Soul | Pop Soul | Pop Soul | Pop Soul | Pop Soul | Pop Soul | Pop Soul | Pop Soul | Pop Soul | Pop Soul | Pop Soul | Pop Soul | Pop Soul | Pop Soul | Pop Soul | Pop Soul | Pop Soul | Pop Soul | Pop Soul | Pop Soul | Pop Soul | Pop Soul | Pop Soul |
| If I Could *original   | If I Could *original   | If I Could *original   | If I Could *original   | If I Could *original   | If I Could *original   | If I Could *original   | If I Could *original   | If I Could *original   | If I Could *original   | If I Could *original   | If I Could *original   | If I Could *original   | If I Could *original   | If I Could *original   | If I Could *original   | If I Could *original   | If I Could *original   | If I Could *original   | If I Could *original   | If I Could *original   | If I Could *original   | If I Could *original   | If I Could *original   | If I Could *original   | If I Could *original   | If I Could *original   | If I Could *original   | If I Could *original   | If I Could *original   | If I Could *original   | If I Could *original   | If I Could *original   | If I Could *original   | If I Could *original   | If I Could *original   | If I Could *original   | If I Could *original   | If I Could *original   | If I Could *original   | If I Could *original   | If I Could *original   | If I Could *original   | If I Could *original   | If I Could *original   | If I Could *original   | If I Could *original   | If I Could *original   | If I Could *original   | If I Could *original   | If I Could *original   | If I Could *original   | If I Could *original   | If I Could *original   | If I Could *original   | If I Could *original   | If I Could *original   | If I Could *original   | If I Could *original   | If I Could *original   | If I Could *original   | If I Could *original   | If I Could *original   | If I Could *original   | If I Could *original   | If I Could *original   | If I Could *original   | If I Could *original   | If I Could *original   | If I Could *original   | If I Could *original   | If I Could *original   | If I Could *original   | If I Could *original   | If I Could *original   | If I Could *original   | If I Could *original   | If I Could *original   | If I Could *original   | If I Could *original   | If I Could *original   | If I Could *original   | If I Could *original   | If I Could *original   | If I Could *original   | If I Could *original   | If I Could *original   | If I Could *original   | If I Could *original   | If I Could *original   | If I Could *original   | If I Could *original   | If I Could *original   | If I Could *original   | If I Could *original   | If I Could *original   | If I Could *original   | If I Could *original   | If I Could *original   | If I Could *original   | Kid Camaya         | Kid Camaya         | Kid Camaya         | Kid Camaya         | Kid Camaya         | Kid Camaya         | Kid Camaya         | Kid Camaya         | Kid Camaya         | Kid Camaya         | Kid Camaya         | Kid Camaya         | Kid Camaya         | Kid Camaya         | Kid Camaya         | Kid Camaya         | Kid Camaya         | Kid Camaya         | Kid Camaya         | Kid Camaya         | Kid Camaya         | Kid Camaya         | Kid Camaya         | Kid Camaya         | Kid Camaya         | Kid Camaya         | Kid Camaya         | Kid Camaya         | Kid Camaya         | Kid Camaya         | Kid Camaya         | Kid Camaya         | Kid Camaya         | Kid Camaya         | Kid Camaya         | Kid Camaya         | Kid Camaya         | Kid Camaya         | Kid Camaya         | Kid Camaya         | Kid Camaya         | Kid Camaya         | Kid Camaya         | Kid Camaya         | Kid Camaya         | Kid Camaya         | Kid Camaya         | Kid Camaya         | Kid Camaya         | Kid Camaya         | Kid Camaya         | Kid Camaya         | Kid Camaya         | Kid Camaya         | Kid Camaya         | Kid Camaya         | Kid Camaya         | Kid Camaya         | Kid Camaya         | Kid Camaya         | Kid Camaya         | Kid Camaya         | Kid Camaya         | Kid Camaya         | Kid Camaya         | Kid Camaya         | Kid Camaya         | Kid Camaya         | Kid Camaya         | Kid Camaya         | Kid Camaya         | Kid Camaya         | Kid Camaya         | Kid Camaya         | Kid Camaya         | Kid Camaya         | Kid Camaya         | Kid Camaya         | Kid Camaya         | Kid Camaya         | Kid Camaya         | Kid Camaya         | Kid Camaya         | Kid Camaya         | Kid Camaya         | Kid Camaya         | Kid Camaya         | Kid Camaya         | Kid Camaya         | Kid Camaya         | Kid Camaya         | Kid Camaya         | Kid Camaya         | Kid Camaya         | Kid Camaya         | Kid Camaya         | Kid Camaya         | Kid Camaya         | Kid Camaya         | Kid Camaya         | Unreleased                       | Unreleased                       | Unreleased                       | Unreleased                       | Unreleased                       | Unreleased                       | Unreleased                       | Unreleased                       | Unreleased                       | Unreleased                       | Unreleased                       | Unreleased                       | Unreleased                       | Unreleased                       | Unreleased                       | Unreleased                       | Unreleased                       | Unreleased                       | Unreleased                       | Unreleased                       | Unreleased                       | Unreleased                       | Unreleased                       | Unreleased                       | Unreleased                       | Unreleased                       | Unreleased                       | Unreleased                       | Unreleased                       | Unreleased                       | Unreleased                       | Unreleased                       | Unreleased                       | Unreleased                       | Unreleased                       | Unreleased                       | Unreleased                       | Unreleased                       | Unreleased                       | Unreleased                       | Unreleased                       | Unreleased                       | Unreleased                       | Unreleased                       | Unreleased                       | Unreleased                       | Unreleased                       | Unreleased                       | Unreleased                       | Unreleased                       | Unreleased                       | Unreleased                       | Unreleased                       | Unreleased                       | Unreleased                       | Unreleased                       | Unreleased                       | Unreleased                       | Unreleased                       | Unreleased                       | Unreleased                       | Unreleased                       | Unreleased                       | Unreleased                       | Unreleased                       | Unreleased                       | Unreleased                       | Unreleased                       | Unreleased                       | Unreleased                       | Unreleased                       | Unreleased                       | Unreleased                       | Unreleased                       | Unreleased                       | Unreleased                       | Unreleased                       | Unreleased                       | Unreleased                       | Unreleased                       | Unreleased                       | Unreleased                       | Unreleased                       | Unreleased                       | Unreleased                       | Unreleased                       | Unreleased                       | Unreleased                       | Unreleased                       | Unreleased                       | Unreleased                       | Unreleased                       | Unreleased                       | Unreleased                       | Unreleased                       | Unreleased                       | Unreleased                       | Unreleased                       | Unreleased                       | Unreleased                       | N/A     | N/A     | N/A     | N/A     | N/A     | N/A     | N/A     | N/A     | N/A     | N/A     | N/A     | N/A     | N/A     | N/A     | N/A     | N/A     | N/A     | N/A     | N/A     | N/A     | N/A     | N/A     | N/A     | N/A     | N/A     | N/A     | N/A     | N/A     | N/A     | N/A     | N/A     | N/A     | N/A     | N/A     | N/A     | N/A     | N/A     | N/A     | N/A     | N/A     | N/A     | N/A     | N/A     | N/A     | N/A     | N/A     | N/A     | N/A     | N/A     | N/A     | N/A     | N/A     | N/A     | N/A     | N/A     | N/A     | N/A     | N/A     | N/A     | N/A     | N/A     | N/A     | N/A     | N/A     | N/A     | N/A     | N/A     | N/A     | N/A     | N/A     | N/A     | N/A     | N/A     | N/A     | N/A     | N/A     | N/A     | N/A     | N/A     | N/A     | N/A     | N/A     | N/A     | N/A     | N/A     | N/A     | N/A     | N/A     | N/A     | N/A     | N/A     | N/A     | N/A     | N/A     | N/A     | N/A     | N/A     | N/A     | N/A     | N/A     | Pop Soul | Pop Soul | Pop Soul | Pop Soul | Pop Soul | Pop Soul | Pop Soul | Pop Soul | Pop Soul | Pop Soul | Pop Soul | Pop Soul | Pop Soul | Pop Soul | Pop Soul | Pop Soul | Pop Soul | Pop Soul | Pop Soul | Pop Soul | Pop Soul | Pop Soul | Pop Soul | Pop Soul | Pop Soul | Pop Soul | Pop Soul | Pop Soul | Pop Soul | Pop Soul | Pop Soul | Pop Soul | Pop Soul | Pop Soul | Pop Soul | Pop Soul | Pop Soul | Pop Soul | Pop Soul | Pop Soul | Pop Soul | Pop Soul | Pop Soul | Pop Soul | Pop Soul | Pop Soul | Pop Soul | Pop Soul | Pop Soul | Pop Soul | Pop Soul | Pop Soul | Pop Soul | Pop Soul | Pop Soul | Pop Soul | Pop Soul | Pop Soul | Pop Soul | Pop Soul | Pop Soul | Pop Soul | Pop Soul | Pop Soul | Pop Soul | Pop Soul | Pop Soul | Pop Soul | Pop Soul | Pop Soul | Pop Soul | Pop Soul | Pop Soul | Pop Soul | Pop Soul | Pop Soul | Pop Soul | Pop Soul | Pop Soul | Pop Soul | Pop Soul | Pop Soul | Pop Soul | Pop Soul | Pop Soul | Pop Soul | Pop Soul | Pop Soul | Pop Soul | Pop Soul | Pop Soul | Pop Soul | Pop Soul | Pop Soul | Pop Soul | Pop Soul | Pop Soul | Pop Soul | Pop Soul | Pop Soul |
| Oo                     | Oo                     | Oo                     | Oo                     | Oo                     | Oo                     | Oo                     | Oo                     | Oo                     | Oo                     | Oo                     | Oo                     | Oo                     | Oo                     | Oo                     | Oo                     | Oo                     | Oo                     | Oo                     | Oo                     | Oo                     | Oo                     | Oo                     | Oo                     | Oo                     | Oo                     | Oo                     | Oo                     | Oo                     | Oo                     | Oo                     | Oo                     | Oo                     | Oo                     | Oo                     | Oo                     | Oo                     | Oo                     | Oo                     | Oo                     | Oo                     | Oo                     | Oo                     | Oo                     | Oo                     | Oo                     | Oo                     | Oo                     | Oo                     | Oo                     | Oo                     | Oo                     | Oo                     | Oo                     | Oo                     | Oo                     | Oo                     | Oo                     | Oo                     | Oo                     | Oo                     | Oo                     | Oo                     | Oo                     | Oo                     | Oo                     | Oo                     | Oo                     | Oo                     | Oo                     | Oo                     | Oo                     | Oo                     | Oo                     | Oo                     | Oo                     | Oo                     | Oo                     | Oo                     | Oo                     | Oo                     | Oo                     | Oo                     | Oo                     | Oo                     | Oo                     | Oo                     | Oo                     | Oo                     | Oo                     | Oo                     | Oo                     | Oo                     | Oo                     | Oo                     | Oo                     | Oo                     | Oo                     | Oo                     | Oo                     | Updharma Down      | Updharma Down      | Updharma Down      | Updharma Down      | Updharma Down      | Updharma Down      | Updharma Down      | Updharma Down      | Updharma Down      | Updharma Down      | Updharma Down      | Updharma Down      | Updharma Down      | Updharma Down      | Updharma Down      | Updharma Down      | Updharma Down      | Updharma Down      | Updharma Down      | Updharma Down      | Updharma Down      | Updharma Down      | Updharma Down      | Updharma Down      | Updharma Down      | Updharma Down      | Updharma Down      | Updharma Down      | Updharma Down      | Updharma Down      | Updharma Down      | Updharma Down      | Updharma Down      | Updharma Down      | Updharma Down      | Updharma Down      | Updharma Down      | Updharma Down      | Updharma Down      | Updharma Down      | Updharma Down      | Updharma Down      | Updharma Down      | Updharma Down      | Updharma Down      | Updharma Down      | Updharma Down      | Updharma Down      | Updharma Down      | Updharma Down      | Updharma Down      | Updharma Down      | Updharma Down      | Updharma Down      | Updharma Down      | Updharma Down      | Updharma Down      | Updharma Down      | Updharma Down      | Updharma Down      | Updharma Down      | Updharma Down      | Updharma Down      | Updharma Down      | Updharma Down      | Updharma Down      | Updharma Down      | Updharma Down      | Updharma Down      | Updharma Down      | Updharma Down      | Updharma Down      | Updharma Down      | Updharma Down      | Updharma Down      | Updharma Down      | Updharma Down      | Updharma Down      | Updharma Down      | Updharma Down      | Updharma Down      | Updharma Down      | Updharma Down      | Updharma Down      | Updharma Down      | Updharma Down      | Updharma Down      | Updharma Down      | Updharma Down      | Updharma Down      | Updharma Down      | Updharma Down      | Updharma Down      | Updharma Down      | Updharma Down      | Updharma Down      | Updharma Down      | Updharma Down      | Updharma Down      | Updharma Down      | Unreleased                       | Unreleased                       | Unreleased                       | Unreleased                       | Unreleased                       | Unreleased                       | Unreleased                       | Unreleased                       | Unreleased                       | Unreleased                       | Unreleased                       | Unreleased                       | Unreleased                       | Unreleased                       | Unreleased                       | Unreleased                       | Unreleased                       | Unreleased                       | Unreleased                       | Unreleased                       | Unreleased                       | Unreleased                       | Unreleased                       | Unreleased                       | Unreleased                       | Unreleased                       | Unreleased                       | Unreleased                       | Unreleased                       | Unreleased                       | Unreleased                       | Unreleased                       | Unreleased                       | Unreleased                       | Unreleased                       | Unreleased                       | Unreleased                       | Unreleased                       | Unreleased                       | Unreleased                       | Unreleased                       | Unreleased                       | Unreleased                       | Unreleased                       | Unreleased                       | Unreleased                       | Unreleased                       | Unreleased                       | Unreleased                       | Unreleased                       | Unreleased                       | Unreleased                       | Unreleased                       | Unreleased                       | Unreleased                       | Unreleased                       | Unreleased                       | Unreleased                       | Unreleased                       | Unreleased                       | Unreleased                       | Unreleased                       | Unreleased                       | Unreleased                       | Unreleased                       | Unreleased                       | Unreleased                       | Unreleased                       | Unreleased                       | Unreleased                       | Unreleased                       | Unreleased                       | Unreleased                       | Unreleased                       | Unreleased                       | Unreleased                       | Unreleased                       | Unreleased                       | Unreleased                       | Unreleased                       | Unreleased                       | Unreleased                       | Unreleased                       | Unreleased                       | Unreleased                       | Unreleased                       | Unreleased                       | Unreleased                       | Unreleased                       | Unreleased                       | Unreleased                       | Unreleased                       | Unreleased                       | Unreleased                       | Unreleased                       | Unreleased                       | Unreleased                       | Unreleased                       | Unreleased                       | Unreleased                       | N/A     | N/A     | N/A     | N/A     | N/A     | N/A     | N/A     | N/A     | N/A     | N/A     | N/A     | N/A     | N/A     | N/A     | N/A     | N/A     | N/A     | N/A     | N/A     | N/A     | N/A     | N/A     | N/A     | N/A     | N/A     | N/A     | N/A     | N/A     | N/A     | N/A     | N/A     | N/A     | N/A     | N/A     | N/A     | N/A     | N/A     | N/A     | N/A     | N/A     | N/A     | N/A     | N/A     | N/A     | N/A     | N/A     | N/A     | N/A     | N/A     | N/A     | N/A     | N/A     | N/A     | N/A     | N/A     | N/A     | N/A     | N/A     | N/A     | N/A     | N/A     | N/A     | N/A     | N/A     | N/A     | N/A     | N/A     | N/A     | N/A     | N/A     | N/A     | N/A     | N/A     | N/A     | N/A     | N/A     | N/A     | N/A     | N/A     | N/A     | N/A     | N/A     | N/A     | N/A     | N/A     | N/A     | N/A     | N/A     | N/A     | N/A     | N/A     | N/A     | N/A     | N/A     | N/A     | N/A     | N/A     | N/A     | N/A     | N/A     | Pop Soul | Pop Soul | Pop Soul | Pop Soul | Pop Soul | Pop Soul | Pop Soul | Pop Soul | Pop Soul | Pop Soul | Pop Soul | Pop Soul | Pop Soul | Pop Soul | Pop Soul | Pop Soul | Pop Soul | Pop Soul | Pop Soul | Pop Soul | Pop Soul | Pop Soul | Pop Soul | Pop Soul | Pop Soul | Pop Soul | Pop Soul | Pop Soul | Pop Soul | Pop Soul | Pop Soul | Pop Soul | Pop Soul | Pop Soul | Pop Soul | Pop Soul | Pop Soul | Pop Soul | Pop Soul | Pop Soul | Pop Soul | Pop Soul | Pop Soul | Pop Soul | Pop Soul | Pop Soul | Pop Soul | Pop Soul | Pop Soul | Pop Soul | Pop Soul | Pop Soul | Pop Soul | Pop Soul | Pop Soul | Pop Soul | Pop Soul | Pop Soul | Pop Soul | Pop Soul | Pop Soul | Pop Soul | Pop Soul | Pop Soul | Pop Soul | Pop Soul | Pop Soul | Pop Soul | Pop Soul | Pop Soul | Pop Soul | Pop Soul | Pop Soul | Pop Soul | Pop Soul | Pop Soul | Pop Soul | Pop Soul | Pop Soul | Pop Soul | Pop Soul | Pop Soul | Pop Soul | Pop Soul | Pop Soul | Pop Soul | Pop Soul | Pop Soul | Pop Soul | Pop Soul | Pop Soul | Pop Soul | Pop Soul | Pop Soul | Pop Soul | Pop Soul | Pop Soul | Pop Soul | Pop Soul | Pop Soul |
| I Miss You Like Crazy  | I Miss You Like Crazy  | I Miss You Like Crazy  | I Miss You Like Crazy  | I Miss You Like Crazy  | I Miss You Like Crazy  | I Miss You Like Crazy  | I Miss You Like Crazy  | I Miss You Like Crazy  | I Miss You Like Crazy  | I Miss You Like Crazy  | I Miss You Like Crazy  | I Miss You Like Crazy  | I Miss You Like Crazy  | I Miss You Like Crazy  | I Miss You Like Crazy  | I Miss You Like Crazy  | I Miss You Like Crazy  | I Miss You Like Crazy  | I Miss You Like Crazy  | I Miss You Like Crazy  | I Miss You Like Crazy  | I Miss You Like Crazy  | I Miss You Like Crazy  | I Miss You Like Crazy  | I Miss You Like Crazy  | I Miss You Like Crazy  | I Miss You Like Crazy  | I Miss You Like Crazy  | I Miss You Like Crazy  | I Miss You Like Crazy  | I Miss You Like Crazy  | I Miss You Like Crazy  | I Miss You Like Crazy  | I Miss You Like Crazy  | I Miss You Like Crazy  | I Miss You Like Crazy  | I Miss You Like Crazy  | I Miss You Like Crazy  | I Miss You Like Crazy  | I Miss You Like Crazy  | I Miss You Like Crazy  | I Miss You Like Crazy  | I Miss You Like Crazy  | I Miss You Like Crazy  | I Miss You Like Crazy  | I Miss You Like Crazy  | I Miss You Like Crazy  | I Miss You Like Crazy  | I Miss You Like Crazy  | I Miss You Like Crazy  | I Miss You Like Crazy  | I Miss You Like Crazy  | I Miss You Like Crazy  | I Miss You Like Crazy  | I Miss You Like Crazy  | I Miss You Like Crazy  | I Miss You Like Crazy  | I Miss You Like Crazy  | I Miss You Like Crazy  | I Miss You Like Crazy  | I Miss You Like Crazy  | I Miss You Like Crazy  | I Miss You Like Crazy  | I Miss You Like Crazy  | I Miss You Like Crazy  | I Miss You Like Crazy  | I Miss You Like Crazy  | I Miss You Like Crazy  | I Miss You Like Crazy  | I Miss You Like Crazy  | I Miss You Like Crazy  | I Miss You Like Crazy  | I Miss You Like Crazy  | I Miss You Like Crazy  | I Miss You Like Crazy  | I Miss You Like Crazy  | I Miss You Like Crazy  | I Miss You Like Crazy  | I Miss You Like Crazy  | I Miss You Like Crazy  | I Miss You Like Crazy  | I Miss You Like Crazy  | I Miss You Like Crazy  | I Miss You Like Crazy  | I Miss You Like Crazy  | I Miss You Like Crazy  | I Miss You Like Crazy  | I Miss You Like Crazy  | I Miss You Like Crazy  | I Miss You Like Crazy  | I Miss You Like Crazy  | I Miss You Like Crazy  | I Miss You Like Crazy  | I Miss You Like Crazy  | I Miss You Like Crazy  | I Miss You Like Crazy  | I Miss You Like Crazy  | I Miss You Like Crazy  | I Miss You Like Crazy  | Natalie Cole       | Natalie Cole       | Natalie Cole       | Natalie Cole       | Natalie Cole       | Natalie Cole       | Natalie Cole       | Natalie Cole       | Natalie Cole       | Natalie Cole       | Natalie Cole       | Natalie Cole       | Natalie Cole       | Natalie Cole       | Natalie Cole       | Natalie Cole       | Natalie Cole       | Natalie Cole       | Natalie Cole       | Natalie Cole       | Natalie Cole       | Natalie Cole       | Natalie Cole       | Natalie Cole       | Natalie Cole       | Natalie Cole       | Natalie Cole       | Natalie Cole       | Natalie Cole       | Natalie Cole       | Natalie Cole       | Natalie Cole       | Natalie Cole       | Natalie Cole       | Natalie Cole       | Natalie Cole       | Natalie Cole       | Natalie Cole       | Natalie Cole       | Natalie Cole       | Natalie Cole       | Natalie Cole       | Natalie Cole       | Natalie Cole       | Natalie Cole       | Natalie Cole       | Natalie Cole       | Natalie Cole       | Natalie Cole       | Natalie Cole       | Natalie Cole       | Natalie Cole       | Natalie Cole       | Natalie Cole       | Natalie Cole       | Natalie Cole       | Natalie Cole       | Natalie Cole       | Natalie Cole       | Natalie Cole       | Natalie Cole       | Natalie Cole       | Natalie Cole       | Natalie Cole       | Natalie Cole       | Natalie Cole       | Natalie Cole       | Natalie Cole       | Natalie Cole       | Natalie Cole       | Natalie Cole       | Natalie Cole       | Natalie Cole       | Natalie Cole       | Natalie Cole       | Natalie Cole       | Natalie Cole       | Natalie Cole       | Natalie Cole       | Natalie Cole       | Natalie Cole       | Natalie Cole       | Natalie Cole       | Natalie Cole       | Natalie Cole       | Natalie Cole       | Natalie Cole       | Natalie Cole       | Natalie Cole       | Natalie Cole       | Natalie Cole       | Natalie Cole       | Natalie Cole       | Natalie Cole       | Natalie Cole       | Natalie Cole       | Natalie Cole       | Natalie Cole       | Natalie Cole       | Natalie Cole       | Unreleased                       | Unreleased                       | Unreleased                       | Unreleased                       | Unreleased                       | Unreleased                       | Unreleased                       | Unreleased                       | Unreleased                       | Unreleased                       | Unreleased                       | Unreleased                       | Unreleased                       | Unreleased                       | Unreleased                       | Unreleased                       | Unreleased                       | Unreleased                       | Unreleased                       | Unreleased                       | Unreleased                       | Unreleased                       | Unreleased                       | Unreleased                       | Unreleased                       | Unreleased                       | Unreleased                       | Unreleased                       | Unreleased                       | Unreleased                       | Unreleased                       | Unreleased                       | Unreleased                       | Unreleased                       | Unreleased                       | Unreleased                       | Unreleased                       | Unreleased                       | Unreleased                       | Unreleased                       | Unreleased                       | Unreleased                       | Unreleased                       | Unreleased                       | Unreleased                       | Unreleased                       | Unreleased                       | Unreleased                       | Unreleased                       | Unreleased                       | Unreleased                       | Unreleased                       | Unreleased                       | Unreleased                       | Unreleased                       | Unreleased                       | Unreleased                       | Unreleased                       | Unreleased                       | Unreleased                       | Unreleased                       | Unreleased                       | Unreleased                       | Unreleased                       | Unreleased                       | Unreleased                       | Unreleased                       | Unreleased                       | Unreleased                       | Unreleased                       | Unreleased                       | Unreleased                       | Unreleased                       | Unreleased                       | Unreleased                       | Unreleased                       | Unreleased                       | Unreleased                       | Unreleased                       | Unreleased                       | Unreleased                       | Unreleased                       | Unreleased                       | Unreleased                       | Unreleased                       | Unreleased                       | Unreleased                       | Unreleased                       | Unreleased                       | Unreleased                       | Unreleased                       | Unreleased                       | Unreleased                       | Unreleased                       | Unreleased                       | Unreleased                       | Unreleased                       | Unreleased                       | Unreleased                       | Unreleased                       | N/A     | N/A     | N/A     | N/A     | N/A     | N/A     | N/A     | N/A     | N/A     | N/A     | N/A     | N/A     | N/A     | N/A     | N/A     | N/A     | N/A     | N/A     | N/A     | N/A     | N/A     | N/A     | N/A     | N/A     | N/A     | N/A     | N/A     | N/A     | N/A     | N/A     | N/A     | N/A     | N/A     | N/A     | N/A     | N/A     | N/A     | N/A     | N/A     | N/A     | N/A     | N/A     | N/A     | N/A     | N/A     | N/A     | N/A     | N/A     | N/A     | N/A     | N/A     | N/A     | N/A     | N/A     | N/A     | N/A     | N/A     | N/A     | N/A     | N/A     | N/A     | N/A     | N/A     | N/A     | N/A     | N/A     | N/A     | N/A     | N/A     | N/A     | N/A     | N/A     | N/A     | N/A     | N/A     | N/A     | N/A     | N/A     | N/A     | N/A     | N/A     | N/A     | N/A     | N/A     | N/A     | N/A     | N/A     | N/A     | N/A     | N/A     | N/A     | N/A     | N/A     | N/A     | N/A     | N/A     | N/A     | N/A     | N/A     | N/A     | Pop Soul | Pop Soul | Pop Soul | Pop Soul | Pop Soul | Pop Soul | Pop Soul | Pop Soul | Pop Soul | Pop Soul | Pop Soul | Pop Soul | Pop Soul | Pop Soul | Pop Soul | Pop Soul | Pop Soul | Pop Soul | Pop Soul | Pop Soul | Pop Soul | Pop Soul | Pop Soul | Pop Soul | Pop Soul | Pop Soul | Pop Soul | Pop Soul | Pop Soul | Pop Soul | Pop Soul | Pop Soul | Pop Soul | Pop Soul | Pop Soul | Pop Soul | Pop Soul | Pop Soul | Pop Soul | Pop Soul | Pop Soul | Pop Soul | Pop Soul | Pop Soul | Pop Soul | Pop Soul | Pop Soul | Pop Soul | Pop Soul | Pop Soul | Pop Soul | Pop Soul | Pop Soul | Pop Soul | Pop Soul | Pop Soul | Pop Soul | Pop Soul | Pop Soul | Pop Soul | Pop Soul | Pop Soul | Pop Soul | Pop Soul | Pop Soul | Pop Soul | Pop Soul | Pop Soul | Pop Soul | Pop Soul | Pop Soul | Pop Soul | Pop Soul | Pop Soul | Pop Soul | Pop Soul | Pop Soul | Pop Soul | Pop Soul | Pop Soul | Pop Soul | Pop Soul | Pop Soul | Pop Soul | Pop Soul | Pop Soul | Pop Soul | Pop Soul | Pop Soul | Pop Soul | Pop Soul | Pop Soul | Pop Soul | Pop Soul | Pop Soul | Pop Soul | Pop Soul | Pop Soul | Pop Soul | Pop Soul |